# إيطاليا
إيطاليا ورسميًا الجمهوريّة الإيطاليّة (بالإيطالية: Repubblica Italiana)‏ هي دولة تقع جزئيًا في جنوب أوروبا في شبه الجزيرة الإيطالية وأيضًا على أكبر جزيرتين في البحر الأبيض المتوسط: صقلية وسردينيا. تشترك إيطاليا في الحدود الشمالية الألبية مع فرنسا وسويسرا والنمسا وسلوفينيا. بينما يوجد داخل الأراضي الإيطالية دولتان مستقلتان هما مكتنفا سان مارينو ومدينة الفاتيكان، كما يوجد مكتنف كامبيوني ديتاليا في سويسرا. تغطي الأراضي الإيطالية مساحة 301,338 كم2 وتتأثر بمناخ موسمي معتدل. يسكن البلاد 60,483,973 مليون نسمة  وهي سادس دولة من حيث عدد السكان في أوروبا، وتحل في المرتبة 23 بين الدول الأكثر سكانًا في العالم.
كانت الأراضي المعروفة اليوم باسم إيطاليا مهد الثقافات والشعوب الأوروبية مثل الإترورية والرومان. كما كانت العاصمة الإيطالية روما لقرون عديدة المركز السياسي للحضارة الغربية باعتبارها عاصمة للإمبراطورية الرومانية. بعد تراجع الإمبراطورية تعرضت إيطاليا لغزوات من قبل شعوب أجنبية من القبائل الجرمانية مثل القوط الشرقيين واللومبارديين وشعب النورمان في وقت لاحق والبيزنطيين وغيرها. وبعد عدة قرون أصبحت إيطاليا مهد النهضة  التي كانت حركة فكرية مثمرة جدًا أثبتت قدرتها على تشكيل مسار الفكر الأوروبي لاحقًا.
خلال أغلب تاريخ البلاد ما بعد الحقبة الرومانية، كانت إيطاليا مجزأة إلى العديد من الممالك ودول المدن (مثل مملكة سردينيا ومملكة الصقليتين ودوقية ميلانو)، ولكن البلاد توحدت في عام 1861  بعد فترة مضطربة في تاريخها تعرف باسم «إعادة الولادة». من أواخر القرن التاسع عشر وخلال الحرب العالمية الأولى حتى الحرب العالمية الثانية تحولت إيطاليا إلى إمبراطورية استعمارية حيث امتد حكمها إلى ليبيا وإريتريا وقسم من الصومال وإثيوبيا وألبانيا ورودوس ودوديكانيسيا، وحصلت على امتياز في تيانجين في الصين.
إيطاليا الحديثة جمهورية ديمقراطية. تصنف في المرتبة 18 عالميًا من بين الدول الأكثر تقدمًا،  كما صنفت حيث يحتل معدل جودة الحياة فيها إحدى المراكز العشرة الأولى في العالم. تتمتع إيطاليا بمستوى معيشة عال جدًا، وهي ذات ناتج محلي إجمالي اسمي عال للفرد. إيطاليا دولة عضو مؤسس في ما يعرف الآن بالاتحاد الأوروبي ومنظمة حلف شمال الأطلسي. كما أنها عضو في مجموعة الثمانية ومجموعة العشرين. الناتج المحلي الإجمالي الاسمي للبلاد هو السابع عالميًا بينما يحل الناتج المحلي الإجمالي (تعادل القوة الشرائية) في المرتبة العاشرة. كما تمتلك خامس أكبر ميزانية حكومية في العالم. هي أيضًا دولة عضو في منظمة التعاون والتنمية الاقتصادية ومنظمة التجارة العالمية ومجلس أوروبا واتحاد أوروبا الغربية. ميزانية الدفاع الإيطالية هي التاسعة عالميًا كما تساهم في خطة المشاركة النووية التابعة للناتو.
تلعب إيطاليا دورًا عسكريًا وثقافيًا ودبلوماسيًا بارزًا في أوروبا والعالم، كما تساهم في منظمات عالمية مثل منظمة الأغذية والزراعة وبرنامج الأغذية العالمي والصندوق الدولي للتنمية الزراعية ومنتدى غلوكال  وكلية دفاع الناتو التي تقع مقراتها في روما. نفوذ البلاد السياسي والاجتماعي والاقتصادي على الساحة الأوروبية جعلها قوة إقليمية كبرى جنبًا إلى جانب المملكة المتحدة وفرنسا وألمانيا وروسيا،  كما صنفت إيطاليا في دراسة حول قياس السلطة في المرتبة الحادية عشرة عالميًا. مستوى التعليم العام في البلاد مرتفع والقوة العاملة وفيرة  وهي أمة معولمة  كما تمتلك سادس أفضل شهرة عالمية عام 2009  وتحل في المرتبة التاسعة عشر من حيث متوسط الأعمار المتوقع. كان نظام الرعاية الصحية يحتل المرتبة الثانية في العالم، خلال عام 2000، وفقًا لتقرير منظمة الصحة العالمية. كانت إيطاليا خامس دولة من حيث عدد الزوار في عام 2007، مع ما يزيد على 43.7 مليون زائر دولي. تزخر البلاد بتقاليد عريقة في مجال الفنون والعلوم والتكنولوجيا بما في ذلك أكبر عدد لمواقع التراث العالمي على قائمة اليونسكو (44).

## أصل التسمية
التسمية «إيطاليا» أصلها لاتيني «إيتاليا» (تلفظ ‎[iˈta:lja]‏). أما مصدر التسمية اللاتينية فهو غير مؤكد. وفقًا لأحد التفسيرات الأكثر شيوعًا فإن التسمية مستعارة من الإغريقية من الاسم الأوسكاني «فيتيليو» - Víteliú والتي تعني «أرض الماشية اليافعة» (باللاتينية: vitulus)، أو «عجل»  (بالأومبرية: vitlo). كان الثور رمزًا لقبائل جنوب إيطاليا وكان يصور في كثير من الأحيان ناطحًا الذئب الروماني كرمز تحدي لحرية إيطاليا خلال الحروب السامنية.
أطلق الاسم إيطاليا في الأصل على جزء مما هو الآن جنوب إيطاليا، ووفقًا لأنطيوخس السيراكيوزي فهذا الجزء كان القسم الجنوبي من شبه جزيرة بروتيوم (كالابريا حاليًا). كانت تسمية اينوتريا مرادفة لإيطاليا آنذاك، كما انطبق الاسم على معظم لوكانيا. أطلق الإغريق اسم «إيطاليا» تدريجيًا على منطقة أوسع، ولكن التسمية لم تشمل كامل شبه الجزيرة حتى زمن الفتوحات الرومانية.

## التاريخ

### عصور ما قبل التاريخ والعصور القديمة

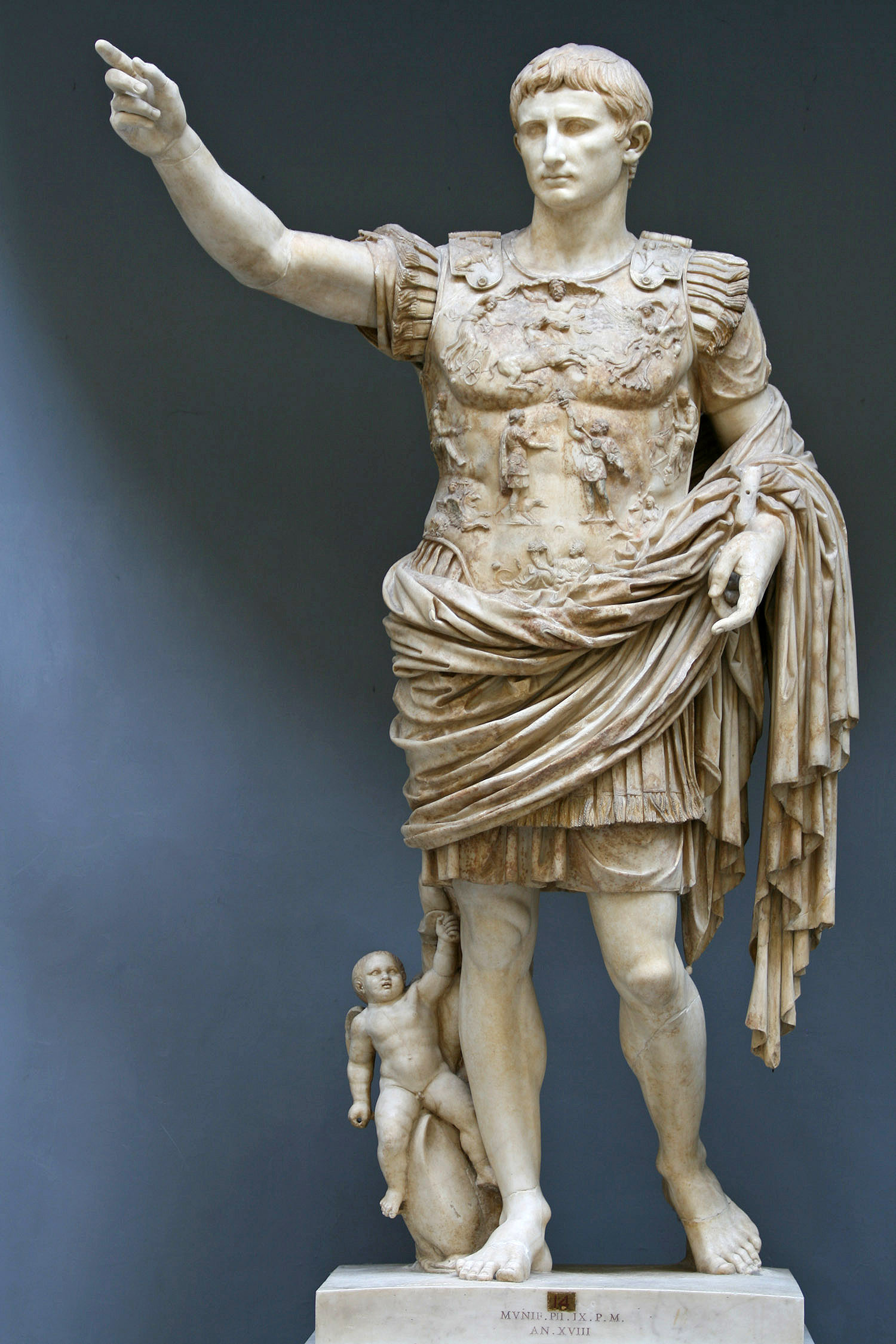
الامبراطور أغسطس الذي حكم من 16 يناير سنة 27 ق.م إلى 19 أغسطس سنة 14م.

أظهرت الحفريات في جميع أنحاء إيطاليا أن الإنسان الحديث استوطن هذه المنطقة في فترة العصر الحجري القديم، أي منذ حوالي 200,000 سنة مضت. في القرنين الثامن والسابع قبل الميلاد تأسست المستعمرات اليونانية على طول ساحل صقلية وعرف الجزء الجنوبي من شبه الجزيرة الإيطالية باسم «ماغنا غراسيا» (باليونانية: Μεγάλη Ἑλλάς) أو اليونان الكبرى.
كانت روما القديمة في البداية مجتمعًا زراعيًا صغيرًا حوالي القرن الثامن قبل الميلاد، لكنها نمت على مر القرون لتصبح إمبراطورية هائلة تسيطر على كامل حوض البحر الأبيض المتوسط وبالتالي دمجت الحضارتين الإغريقية والرومانية في حضارة واحدة. كانت هذه الحضارة بالغة التأثير بالحضارات اللاحقة، حيث لا تزال بعض قوانينها وتنظيماتها الإدارية وفلسفتها وفنونها واضحة المعالم في نظيرتها المعاصرة الغربية خصوصًا، وبالتالي فهي تشكل الأرضية التي تقوم عليها الحضارة الغربية.
خلال وجودها الذي دام 12 قرنًا، تحولت روما من مملكة إلى جمهورية وأخيرًا إلى دولة استبدادية، قبل أن تدخل في تراجع مطرد منذ القرن الثاني الميلادي، ثم تنقسم إلى شطرين عام 285م: الإمبراطورية الرومانية الغربية والإمبراطورية البيزنطية في الشرق. انهار الجزء الغربي تحت ضغط غارات القوط في نهاية المطاف، وترك شبه الجزيرة الإيطالية مقسمًا إلى ممالك صغيرة مستقلة ودول مدن متناحرة خلال القرون الأربعة عشر القادمة، فكان من نتيجة ذلك أن أصبح الشطر الشرقي الوريث الوحيد للتركة الرومانية.

### العصور الوسطى

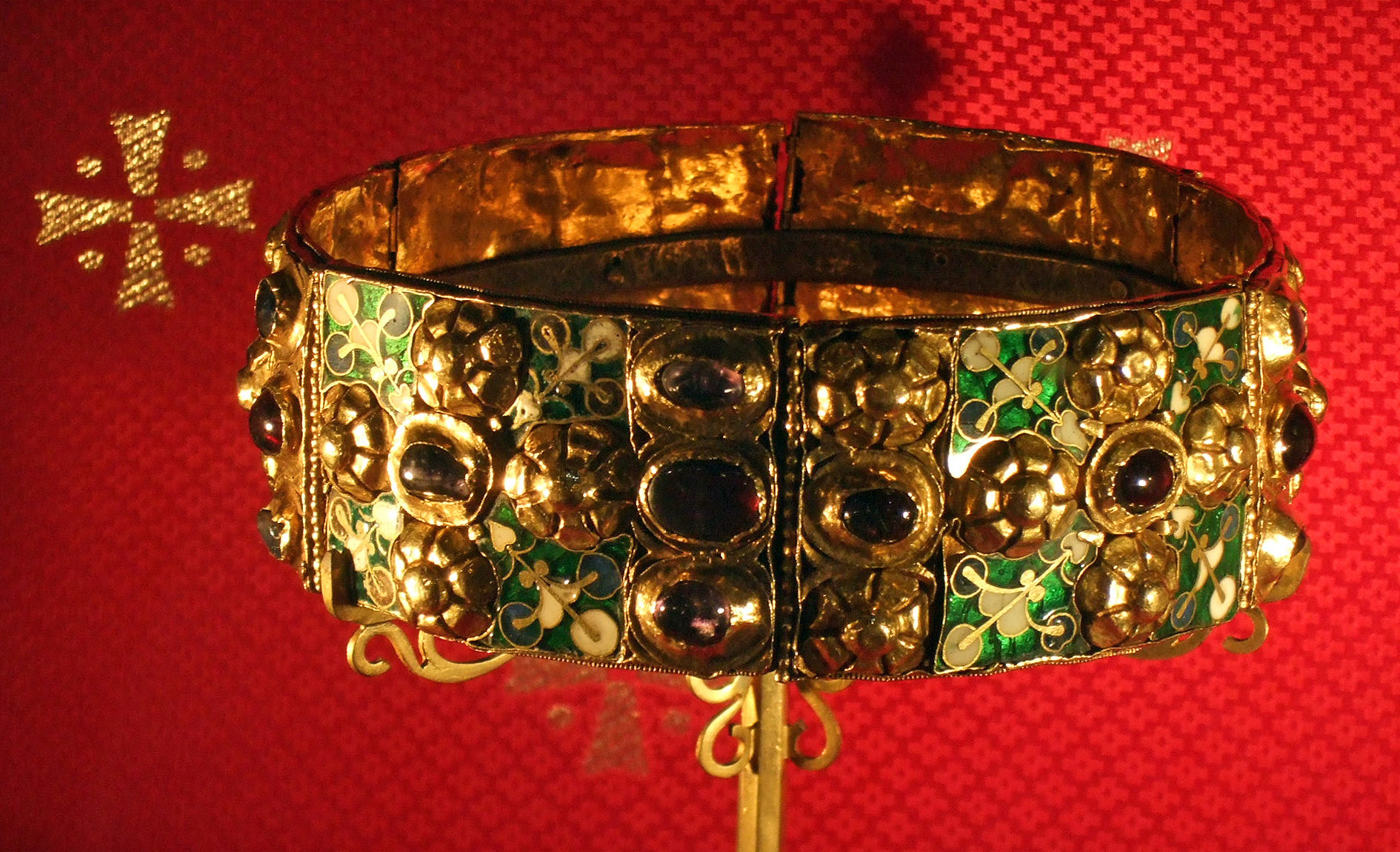
التاج الحديدي الذي ارتداه ملوك لومبارديا.

في القرن السادس الميلادي استعاد الإمبراطور البيزنطي جستنيان الأول إيطاليا من القوط الشرقيين. لكن موجة الهجمات الجرمانية الجديدة التي شنها اللومبارديون حكمت على محاولاته لإعادة إحياء الإمبراطورية الرومانية الغربية بالفشل، لكن بالمقابل أدت تداعيات فشله، في القرون الثلاث عشر المقبلة، لظهور دول قومية جديدة في الأراضي شمال جبال الألب، حيث كان المشهد السياسي الإيطالي خليطًا من الدول المدن المتناحرة والغزو الأجنبي والاستبداد المحلي.
لقرون عدة خلفت جستنيان قادت إكسرخسية رافينا جيوش خلفائه في إيطاليا وشكلت قوة متماسكة في الشؤون الإيطالية - قوية بما فيه الكفاية لمنع قوى أخرى مثل العرب والإمبراطورية الرومانية المقدسة والبابوية من إقامة مملكة موحدة في إيطاليا ولكنها أضعف من أن توحد المنطقة.

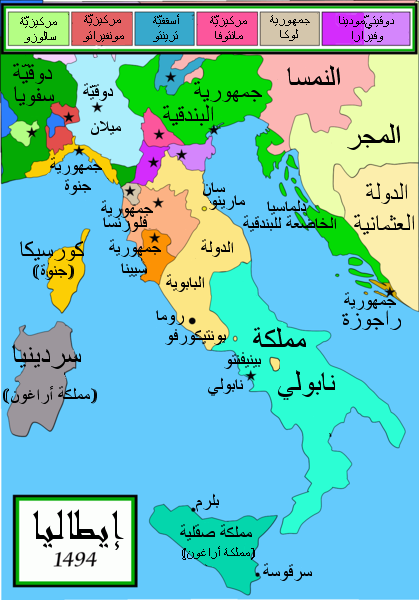
شبه الجزيرة الإيطالية في سنة 1494: مقسمة إلى عدد من الولايات والمدن الدول والإمارات.

سقطت الأراضي الإيطالية في النهاية تحت حكم الإمبراطوريات المجاورة بسبب تضارب المصالح والتنازع الداخلي ودامت كذلك حتى القرن التاسع عشر. شهدت المنطقة صعود السنيوريات والبلديات بسبب هذا الفراغ في السلطة، وفي ظل ظروف الفوضى التي سادت دول المدن الإيطالية في العصور الوسطى في كثير من الأحيان، تطلعت الشعوب إلى رجال تستعيد النظام وتنزع سلاح النخب المتصارعة. في أوقات الأزمات أو الفوضى، عرضت المدن سيادتها على أفراد نظر إليهم على أنهم أقوياء بما يكفي لإنقاذ الدولة وأبرزهم عائلة ديلا سكالا في فيرونا وفيسكونتي في ميلانو وميديشي في فلورنسا.
اشتهرت إيطاليا خلال هذه الفترة بالجمهوريات التجارية. حكمت هذه الدول المدن طبقة أوليغاركية من التجار ازدهرت في ظلها بوجود حرية نسبية النهضة الأكاديمية والفنية. كانت هناك أربع جمهوريات بحرية تقليدية في إيطاليا هي البندقية وجنوة وبيزا وأمالفي. كانت كل من البندقية وجنوة بوابتا أوروبا على التجارة مع الشرق حيث كانت الأولى تصدر الزجاج البندقي الشهير بينما كانت فلورنسا عاصمة تجارة الحرير والصوف والمجوهرات والأعمال المصرفية. ساهمت الجمهوريات البحرية كثيرًا في الحملات الصليبية، مستفيدة من الفرص السياسية والتجارية الجديدة، والتي كان أبرزها حملة الاستيلاء على القسطنطينية وزارا التي مولتها جمهورية البندقية.
خلال أواخر العصور الوسطى قسمت إيطاليا إلى ولايات ودول مدن أصغر حيث سيطرت مملكة نابولي على الجنوب، وجمهورية فلورنسا والولايات البابوية على المركز، وجمهورية جنوة وميلانو في الشمال والغرب، وجمهورية البندقية في الشرق.

### النهضة

لوحة مولد فينوس لبوتيتشيلي في أوفيزي في فلورنسا.

سمحت البنية السياسية الفريدة من نوعها في إيطاليا في أواخر العصور الوسطى والمناخ الاجتماعي الحيوي والتجارة المزدهرة بنمو ثقافي فريد. لم تستعد إيطاليا أبدًا وحدة ترابها كما كانت أيام الإمبراطورية الرومانية وظلت مقسمة طوال العصور الوسطى إلى دويلات مدن صغيرة حيث سيطرت مملكة نابولي على الجنوب، وجمهورية فلورنسا والولايات البابوية على وسط إيطاليا، وكان لكل من جنوة وميلانو الشمال والغرب، بينما كان الشرق من نصيب البندقية.
كانت إيطاليا في القرن الخامس عشر إحدى أكثر المناطق تحضرًا في أوروبا. يتفق معظم المؤرخون على أن الأفكار التي اتسم بها عصر النهضة والمدافعون الأوائل عنها وأنصارها تعود أصولهم إلى أواخر القرن الثالث عشر في فلورنسا أو ما حولها فضلًا عن غيرها من دول المدن المتنافسة. ظهرت خلاصة النهضة في كتابات دانتي أليغييري (1265-1321) وفرانشيسكو بترارك (1304-1374) وبوكاتشيو فضلًا عن لوحات الرسامين الكبار وبداية مع جيوتو دي بوندوني (1267-1337). كان عصر النهضة فترة مهمة للغاية في التاريخ الإيطالي وفي التاريخ الأوروبي، حيث ظهرت خلاله العديد من الإصلاحات السياسية والفلسفية والأدبية والثقافية والاجتماعية والدينية.

تمثال داوود من صنع ميكيلانجيلو، رمز لعصر النهضة الإيطالية (أكاديمية الفنون الجميلة في فلورنسا).

سمي عصر النهضة بهذا الاسم لأنه كان «نهضة» من الأفكار التقليدية الكثيرة التي كانت قد دفنت منذ أمد بعيد في الفصول القديمة. يمكن للمرء أن يجادل بأن وقود هذه الولادة الجديدة كان إعادة اكتشاف النصوص القديمة التي كانت الحضارة الغربية قد «أضاعتها» تقريبًا، ولكن تم الحفاظ عليها في بعض المكتبات الرهبانية أو المكتبات الخاصة بالعائلات الحاكمة. بينما يجادل البعض الآخر بأن ترجمة النصوص اليونانية والعربية من العالم الإسلامي إلى اللاتينية في إيطاليا، هي ما ساهم في النهضة الإيطالية والأوروبية. أيًا كان السبب فإن معظم هذه المخطوطات كان إما في شبه الجزيرة الإيطالية أو في اليونان ونقلت إلى إيطاليا في القرون التي سبقت عصر النهضة من قبل الإيطاليين أنفسهم (من قبل التجار الذين سافروا بشكل منتظم إلى شرق البحر الأبيض المتوسط بما في ذلك اليونان) والروم البيزنطيين الذين فروا إلى إيطاليا هربًا من الزحف العثماني في القرن الخامس عشر وخاصة بعد سنة 1453 وسقوط القسطنطينية. هاجر هؤلاء البيزنطيون حاملين في بعض الأحيان مخطوطات ثمينة ومعارفهم (اليونانية واليونانية القديمة) وساهموا بشكل حاسم في النهضة الإيطالية أثناء تثبيت وجودهم في البلاد.
جاب باحثوا عصر النهضة مثل نيكولو دي نيكولي وبوجيو براشيوليني المكتبات بحثًا عن أعمال المؤلفين الكلاسيكيين مثل أفلاطون وشيشرون وفيتروفيوس، فانتشرت الأعمال القديمة اليونانية والهلنستية لكتاب مثل أفلاطون وأرسطو وإقليدس وبطليموس والعلماء المسلمين في العالم المسيحي ووفرت مواد فكرية جديدة للباحثين الأوروبيين.
خلف الموت الأسود في عام 1348 بصماته في إيطاليا حيث قضى على ثلث السكان. رغم ذلك فإن التعافي من تلك الكارثة أدى إلى تنشيط المدن والتجارة والاقتصاد مما حفز إلى حد كبير المرحلة التالية من الإنسانية والنهضة في القرنين الخامس عشر والسادس عشر عندما عادت إيطاليا مرة أخرى لتكون مركز الحضارة الغربية التي أثرت بقوة على الدول الأوروبية الأخرى بوجود بلاط إستي الملكي في فيرارا ودي ميديشي في فلورنسا.
أصبحت فلورنسا مركز عصر النهضة الإيطالية الرئيسي، حيث عمل العديد من الفنانين مثل ميكيلانجيلو وليوناردو دا فينشي وساندرو بوتيتشيلي في المدينة،  كذلك ازدهر اقتصاد المدينة، ووفقًا للموسوعة البريطانية كانت فلورنسا بين القرنين الرابع عشر والسادس عشر واحدة من أعظم مدن أوروبا ووصفت المتاحف والكنائس والقصور العديدة مثل قصري بيتي وأوفيزي بأنها أعمال فنية بحد ذاتها.
تأثرت روما أيضًا خصوصًا بعصر النهضة. حيث غيرت هذه الفترة الإصلاحية من وجه المدينة كثيرًا مع أعمال مثل بييتا لميكيلانجيلو وجدارية شقة بورجيا. وصلت روما ذروة روعتها تحت حكم البابا يوليوس الثاني (1503-1513) وخلفائه لاون العاشر وكليمنس السابع وكلاهما من عائلة ميديشي. خلال العشرين عامًا هذه، استحالت روما إحدى أكبر المراكز الفنية في العالم. أعيد بناء كاتدرائية القديس بطرس القديمة التي بناها الإمبراطور قسطنطين العظيم بشكل رئيسي من قبل ميكيلانجيلو، الذي أصبح أحد أكثر الرسامين شهرة في إيطاليا من خلال اللوحات الجدارية في الكنيسة النيكولينية وفيلا فارنيسينا وغرف رافائيل بالإضافة إلى العديد من اللوحات الشهيرة الأخرى. بدأ ميكيلانجيلو زخرفة سقف كنيسة سيستينا ونحت تمثال موسى الشهير لضريح يوليوس. خسرت روما في إطار هذه الحملة ولو جزئيًا طابعها الديني لتصبح على نحو متزايد مدينة النهضة الحقيقية بظهور عدد كبير من الأعياد الشعبية وسباقات الخيول والأحزاب والمكائد وحلقات الفجور. ازدهر اقتصادها بوجود العديد من المصرفيين التوسكان بما في ذلك أغوستينو شيجي الذي كان صديقًا لرافائيل وراعيًا للفنون. قبل وفاته المبكرة عزز رافائيل لأول مرة فكرة المحافظة على الآثار القديمة.

### الهيمنة الخارجية وعصر التنوير

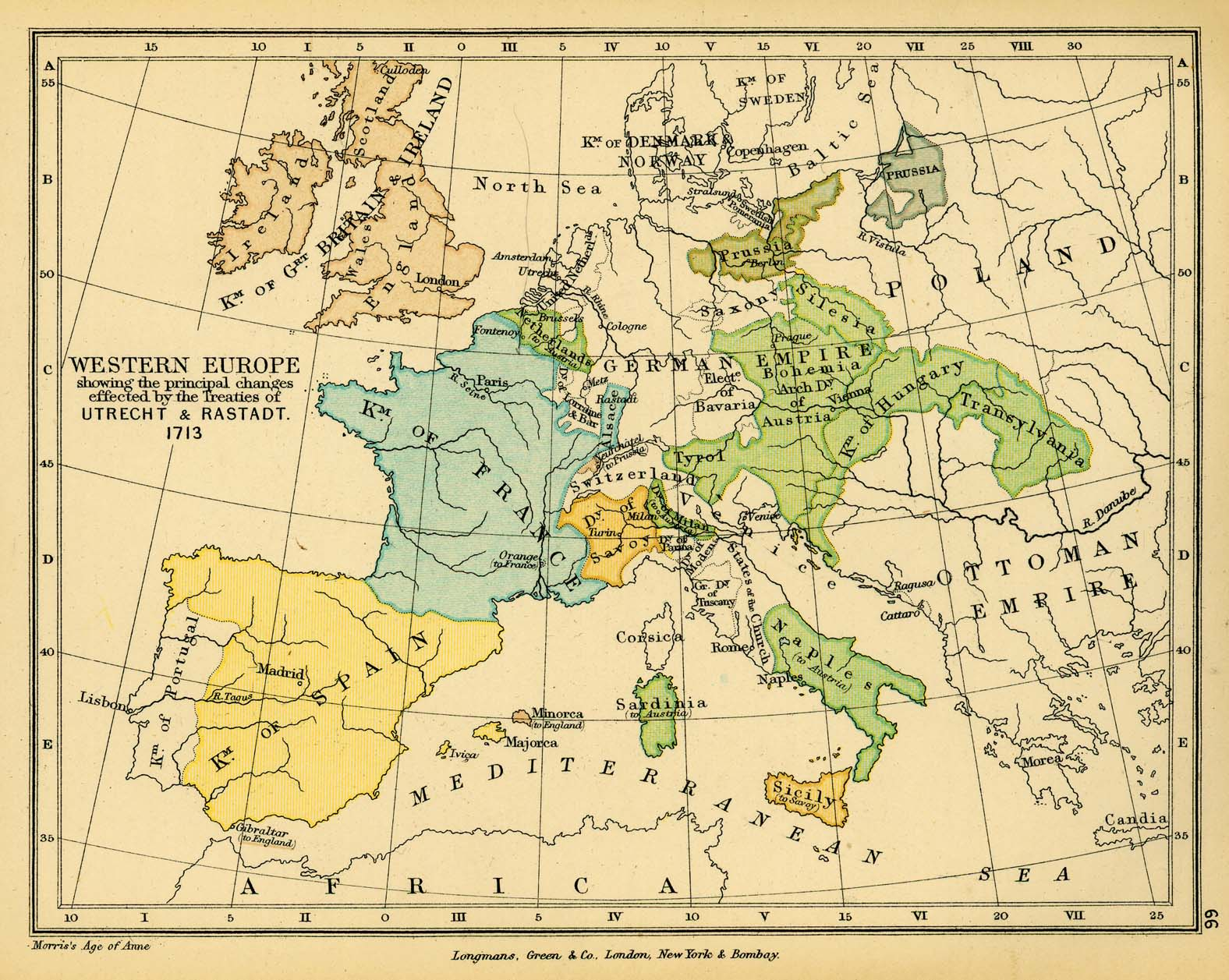
خريطة تظهر حدود أوروبا الغربية بعد معاهدة أوترخت وراشتات.

بعد قرن من الزمان نجحت فيه الدول والإمارات الإيطالية في الحفاظ على استقلال نسبي وعلى توازن القوى في شبه الجزيرة، افتتح الملك الفرنسي شارل الثامن في 1494 سلسلة غزوات دامت حتى منتصف القرن السادس عشر حيث تنافست فرنسا وإسبانيا لحيازة هذا البلد. في نهاية المطاف هيمنت إسبانيا (معاهدة كاتو - كامبراسيس في سنة 1559 اعترفت بسيطرة الإسبان على دوقية ميلانو ومملكة نابولي) لما يقرب من قرنين على إيطاليا.
أدى التحالف المقدس بين إسبانيا هابسبورغ والكرسي الرسولي إلى اضطهاد منهجي لأي حركة بروتستانتية وكانت النتيجة بقاء إيطاليا دولة كاثوليكية بوجود بروتستانتي هامشي. خلال حكمها الطويل لإيطاليا نهبت الإمبراطورية الإسبانية البلاد بشكل منتظم وفرضت الضرائب الثقيلة. كما تدخلت في أمور الفاتيكان وأحكمت قبضتها على شؤونه. علاوة على ذلك كانت الإدارة الإسبانية بطيئة وغير فعالة ودامت آثارها الاجتماعية حتى العصر الحالي في جنوب إيطاليا، حيث كان الحكم الإسباني فعالًا.

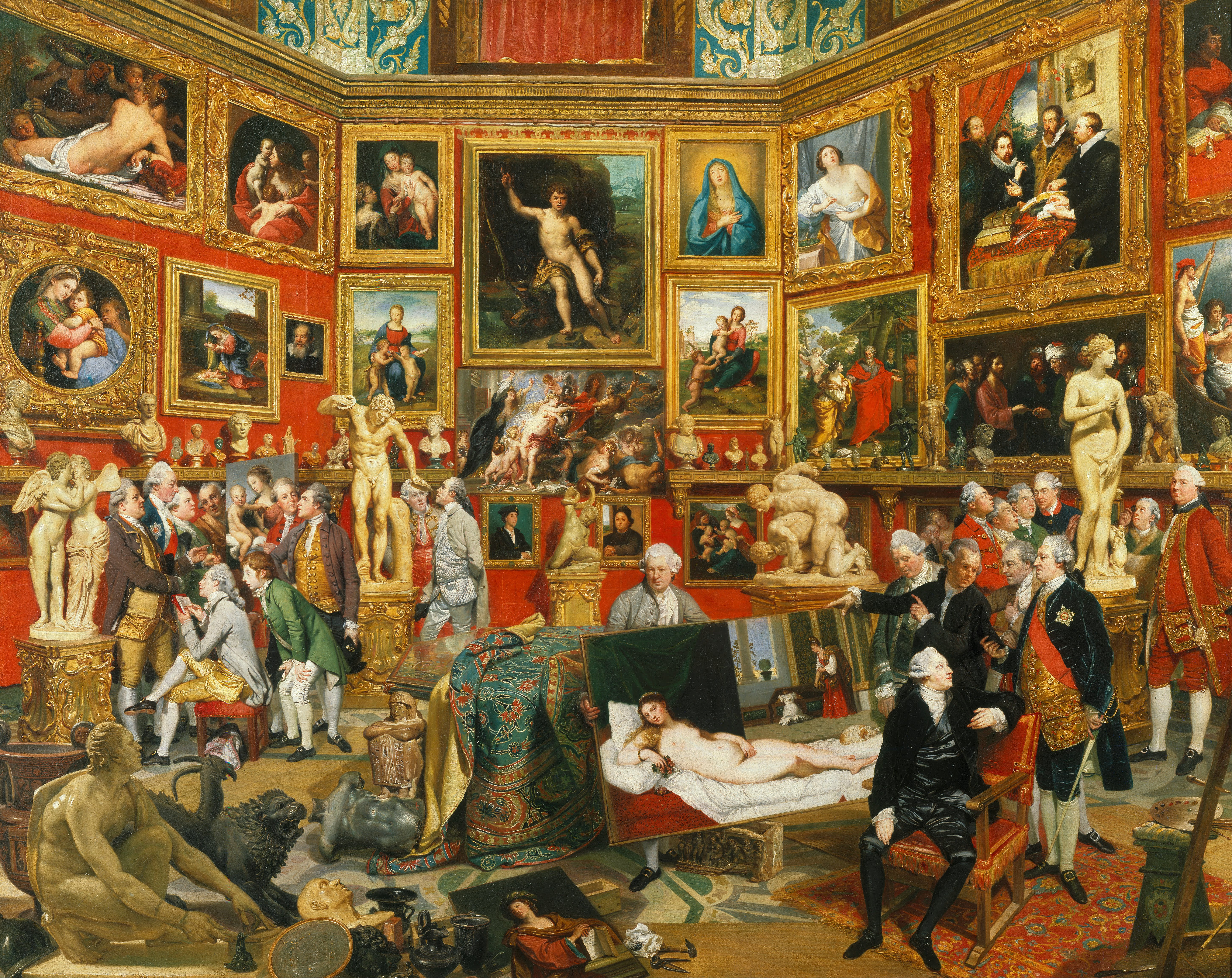
خلال القرن الثامن عشر، كانت إيطاليا أحد المراكز الرئيسية للجولة الكبرى الأوروبية التي كان يقوم بها الأرستقراطيون الأجانب لزيارة الفن والثقافة الإيطالية.

خلفت النمسا إسبانيا في الهيمنة على إيطاليا بعد معاهدة أوترخت (1713) بعد أن حصلت على دولة ميلان ومملكة نابولي. أدت الهيمنة النمساوية وذلك بفضل التنوير الذي تبناه أباطرة هابسبورغ إلى تحسين الوضع إلى حد ما، فحصل الجزء الشمالي من إيطاليا الواقع تحت السيطرة المباشرة لفيينا على نشاط اقتصادي وتحفيز فكري، وأصبحت المدن الإيطالية الرئيسية مثل ميلانو وروما وتورينو والبندقية وفلورنسا ونابولي أرضًا خصبة للنقاش الفكري، حيث نشط العديد من الفلاسفة الطليان والشخصيات الأدبية في ذلك الوقت مثل سيزاري ميلانو، ماركيز بكاريا - بونسانا المعروف باسم سيزاري بيكاريا وأنطونيو جينوفيزي. كذلك ألغى ليوبولد الأول دوق توسكانا الكبير، والمعروف أيضًا باسم ليوبولد الثاني من الإمبراطورية الرومانية المقدسة عقوبة الإعدام والتعذيب في دوقية توسكانا.
كانت إيطاليا في القرن الثامن عشر محطة مهمة في الجولة الكبرى الأوروبية وهي الفترة التي جال فيها الأرستقراطيون الأجانب ومعظمهم من البريطانيين فرنسا وإيطاليا واليونان لزيارة وتقدير الفنون والثقافات والآثار في تلك البلاد. مع اكتشاف آثار بومباي وهركولانيوم عام 1748 وترميم المعالم الأثرية القديمة في روما جالت شخصيات مثل غوته وشيلي وكيتس وبايرون البلاد، وتحولت بعض المدن مثل روما والبندقية إلى مناطق جذب رئيسية، كما كانت كل من نابولي وفلورنسا وتورينو وصقلية وميلانو إلى حد ما، تحظى بشعبية كبيرة. قال كيتس عنها: «إن إيطاليا هي جنة المنافي».
أثارت الثورة الفرنسية والحروب النابليونية (1796-1815) أفكار المساواة والديمقراطية والقانون والقومية واعتنقها ودعمها العديدون في إيطاليا لاعتقادهم ببناء الوحدة الوطنية في إيطاليا، لكن هذه الوحدة الوطنية أو إنشاء إيطاليا الحديثة لم يتحقق حتى النصف الثاني من القرن التاسع عشر. ضرب الطاعون البلاد مرارًا وتكرارًا بين القرنين الرابع عشر والسابع عشر، واجتاح الوباء البلاد للمرة الأخيرة خلال سنة 1656 في نابولي. في شمال إيطاليا برز تقرير من عام 1767 بوجود مجاعة في 111 عامًا من أصل 316 سابقة وحصاد 16 موسم جيد. ارتفع تعداد سكان إيطاليا بين عاميّ 1700 و1800 بحوالي نسبة الثلث إلى 18 مليون نسمة.

### توحيد إيطاليا والعهد الملكي
كان إنشاء مملكة إيطاليا نتيجة لجهود القوميين الإيطاليين والملكيين الموالين لعائلة سافوي لتأسيس مملكة متحدة تضم كامل شبه الجزيرة الإيطالية. اندلعت أولى الحروب ضد النمسا في سياق الثورات الليبرالية لسنة 1848، التي اجتاحت أوروبا لكنها انتهت بالفشل.
قاد جوزيبي غاريبالدي حملة التوحيد في جنوبي إيطاليا حيث كان يحظى بشعبية كبيرة في تلك المنطقة. بينما قادت حكومة النظام الملكي لمملكة سردينيا بيدمونت حركة التوحيد في الشمال الإيطالي بقيادة كاميلو بينزو، كونت كافور. نجحت المملكة في تحدي الإمبراطورية النمساوية في حرب الاستقلال الإيطالية الثانية بمساعدة من نابليون الثالث محررة في نهاية الحرب لومبارديا وفينيشيا. كانت تورينو عاصمة للدولة الحديثة ولكن في عام 1865 نقلت العاصمة إلى فلورنسا.

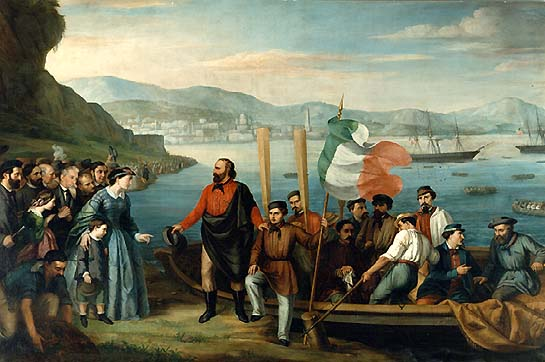
جوزيبي غاريبالدي قائدًا لحملة الألف.

في عام 1866، صف فيكتور عمانوئيل الثاني مملكته في صف مملكة بروسيا خلال الحرب البروسية النمساوية وشن حرب الاستقلال الإيطالية الثالثة والتي انضمت في نهايتها البندقية إلى المملكة. بحلول عام 1870 ومع تدهور موقف فرنسا في الحرب الفرنسية البروسية تخلت فرنسا عن مواقعها في روما مما سمح للمملكة الإيطالية بملء الفراغ وانتزاع الدولة البابوية من السيادة الفرنسية. تحقق توحيد إيطاليا أخيرًا بضم روما وبعد ذلك بوقت قصير تم نقل العاصمة الإيطالية من فلورنسا إلى روما. احتفظ بالنظام الملكي وأصبح نظام الحكم برلمانيًا يديره الليبراليون.
تطور شمال إيطاليا وتحول للصناعة والحداثة بينما بقي الجنوب والمناطق الزراعية في الشمال متخلفة وراكدة، مما اضطر الملايين من الناس إلى الهجرة إلى المثلث الصناعي الناشئ أو إلى خارج البلاد. عمم الدستور السرديني ساتوتو ألبرتينو المكتوب عام 1848 ليشمل المملكة بأكملها في عام 1861. ينص الدستور على الحريات الأساسية، ولكن القانون الانتخابي استثنى الفئات غير المالكة وغير المتعلمين من التصويت. في عام 1913 اعتمد الاقتراع العام للذكور. ازدادت قوة الحزب الاشتراكي الإيطالي مما شكل تحديًا للمنظمات الليبرالية التقليدية والمحافظة. بلغت ذروة الهجرة من إيطاليا عام 1913 عندما غادر البلاد 872598 شخص.
تحولت إيطاليا إلى قوة استعمارية في العقدين الأخيرين من القرن التاسع عشر حيث سيطرت على الصومال وإريتريا وليبيا ودوديكانيسيا. خلال الحرب العالمية الأولى التزمت إيطاليا في البداية الحياد ولكنها وقعت في عام 1915 اتفاقية لندن ودخلت كتلة الوفاق الثلاثي بناء على وعد بالحصول على ترينتو وترييستي واستريا ودالماسيا وأجزاء من الدولة العثمانية. فقدت إيطاليا خلال الحرب 600,000 من الإيطاليين وانهار الاقتصاد. بموجب معاهدة السلام في سان جيرمان حصلت إيطاليا فقط على مقاطعة بولسانو وترينتو وترييستي واستريا في انتصار وصفه العامة بأنه «مشوه».

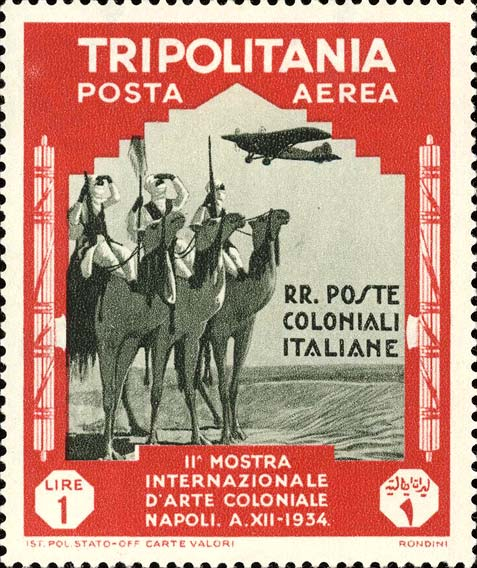
طابع بريدي فاشي من سنة 1934 يروج لمعرض الفن الاستعماري.

أدت الاضطرابات التي أعقبت دمار الحرب العالمية الأولى إلى انتشار الفوضى مستوحاة من الثورة الروسية. أما القوى الليبرالية ولخوفها من ثورة اشتراكية في البلاد بدأت بتأييد الحزب الصغير حينها، وهو الحزب الوطني الفاشي بقيادة بينيتو موسوليني. في أكتوبر 1922 حاول الفاشيون تنفيذ انقلاب (مارسيا سو روما أو الزحف على روما) لكن الملك فيكتور عمانوئيل الثالث أمر الجيش بعدم التدخل وبدلًا من ذلك شكل تحالفًا مع موسوليني. على مدى السنوات القليلة المقبلة حظر موسوليني جميع الأحزاب السياسية قيد الحريات الشخصية وبالتالي تشكلت الدكتاتورية.
في عام 1935 غزا موسوليني إثيوبيا، فأدى ذلك إلى عزلة البلاد الدولية بالإضافة إلى عوامل أخرى مما أدى نهاية إلى انسحاب إيطاليا من عصبة الأمم. أبرم أول اتفاق مع ألمانيا النازية عام 1936 والثاني عام 1938. كما أيدت إيطاليا فرانكو بقوة في الحرب الأهلية الإسبانية. عارضت إيطاليا ضم أدولف هتلر للنمسا لكنها لم تحاول التدخل، لكنها أيدت ضم ألمانيا لإقليم سوديت.
في 7 أبريل سنة 1939 احتلت إيطاليا ألبانيا والتي كانت محمية إيطالية بحكم الأمر الواقع منذ عقود ودخلت الحرب العالمية الثانية في عام 1940 بعد أن شاركت في المراحل المتأخرة من معركة فرنسا. أراد موسوليني نصرًا سريعًا مثل بليتزكريغ الذي قام به هتلر في بولندا وفرنسا فقام بغزو اليونان في أكتوبر 1940 عن طريق ألبانيا لكنه اضطر للخضوع لهزيمة منكرة بعد بضعة أشهر. في الوقت نفسه وبعد أن نجحت إيطاليا في احتلال الصومال البريطاني في البداية فإنها شهدت هجومًا مضادًا من طرف التحالف فقدت به جميع ممتلكاتها في منطقة القرن الأفريقي. كما هزمت إيطاليا على يد القوات البريطانية في شمال أفريقيا ولم ينقذها سوى التدخل السريع من قبل فيلق أفريقيا الألماني بقيادة إرفين رومل.
اجتاحت جيوش الحلفاء إيطاليا في يونيو 1943 مما أدى إلى انهيار النظام الفاشي واعتقال موسوليني. استسلمت إيطاليا في سبتمبر من عام 1943، لكن البلاد بقيت ساحة معركة لبقية الحرب حيث تقدم الحلفاء من الجنوب بينما حافظ الموالون للنظام الفاشي والنازيون على قواعدهم في الشمال. أصبحت الصورة أكثر تعقيدًا مع نشاط حركة المقاومة الإيطالية. غادر النازيون البلاد يوم 25 أبريل 1945 وانحلت القوات الفاشية الإيطالية في نهاية المطاف. قتل ما يقرب من نصف مليون إيطالي (بما في ذلك المدنيين) بين يونيو 1940 ومايو 1945. شارك ما يقرب من 200,000 شخص في المقاومة بينما أعدم الألمان أو القوات الفاشية 70,000 إيطالي (من المقاومين والمدنيين) لعلاقتهم بالمقاومة. كما توفي ما لا يقل عن 54,000 من أسرى الحرب الإيطاليين في الأسر السوفياتي.

### الجمهورية الإيطالية

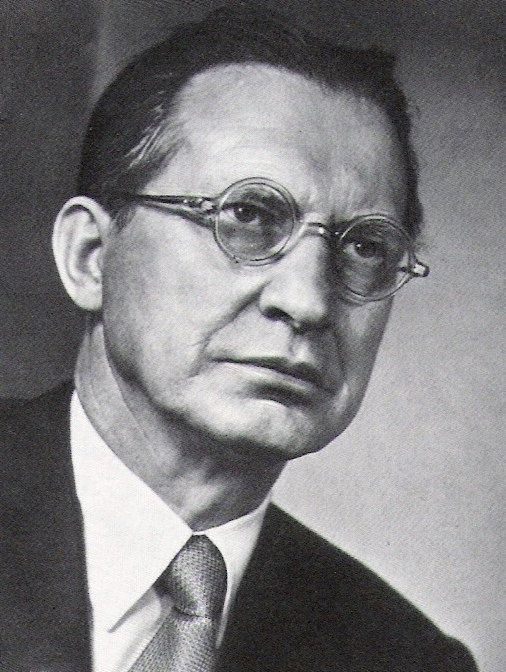
ألتشيدي دي غاسبيري أول رئيس وزراء إيطالي بعد الحرب العالمية الثانية.

في عام 1946، أجبر أومبرتو الثاني بن فيكتور عمانوئيل الثالث على التنازل عن العرش. أصبحت إيطاليا جمهورية بعد الاستفتاء الذي أجري في 2 يونيو 1946، وهو يوم يحتفل به منذ ذلك الحين كيوم الجمهورية. كانت هذه المناسبة أيضًا هي المرة الأولى في إيطاليا التي منحت فيها المرأة حق التصويت. تمت الموافقة على الدستور الجمهوري ودخل حيز التنفيذ في 1 يناير 1948. بموجب معاهدات باريس للسلام لعام 1947 عادت المنطقة الحدودية الشرقية ليوغوسلافيا وفي وقت لاحق تم تقسيم الأراضي الخالية من ترييستي بين الدولتين.
برزت مخاوف الناخبين الطليان من استيلاء الشيوعيين على السلطة في نتائج الانتخابات الأولى بعد الحرب في 18 أبريل سنة 1948 حيث نجح الحزب الديمقراطي المسيحي بقيادة ألتشيدي دي غاسبيري في الانتخابات بنسبة 48% من الأصوات. أصبحت إيطاليا في خمسينيات القرن العشرين عضوًا في حلف شمال الأطلسي وتحالفت مع الولايات المتحدة. ساعدت خطة مارشال في إنعاش الاقتصاد الإيطالي الذي تمتع حتى الستينات بنمو اقتصادي مطرد فيما عرف باسم «المعجزة الاقتصادية». في عام 1957 كانت إيطاليا عضوًا مؤسسًا للمجموعة الاقتصادية الأوروبية والتي أصبحت الاتحاد الأوروبي في عام 1993.
منذ أواخر ستينات وحتى أواخر ثمانينات القرن العشرين، دخلت البلاد في أزمة اقتصادية صعبة وفي سنوات الرصاص، وهي فترة تميزت بانتشار الصراعات الاجتماعية والأعمال الإرهابية من قبل منظمات غير ممثلة في البرلمان. بلغت سنوات الرصاص ذروتها في اغتيال الزعيم الديمقراطي المسيحي ألدو مورو في عام 1978 لتصل «التسوية التاريخية» بين الحزب الديمقراطي المسيحي والحزب الشيوعي إلى نهايتها. في الثمانينات وللمرة الأولى منذ عام 1945 تشكلت حكومتان بقيادة رئيسين للوزراء لا ينتميان للحزب المسيحي الديمقراطي: هما الجمهوري جيوفاني سبادوليني والاشتراكي بتينو كراكسي بينما حافظ الحزب الديمقراطي المسيحي مع ذلك على كونه القوة الرئيسية الداعمة للحكومة. أصبح الحزب الاشتراكي بقيادة بتينو كراكسي أكثر انتقادًا للشيوعيين والاتحاد السوفيتي حيث نادى كراكسي نفسه لصالح نصب صواريخ بيرشينغ في إيطاليا من طرف إدارة الرئيس الأميركي رونالد ريغان وهي خطوة عارضها الشيوعيون بشدة.

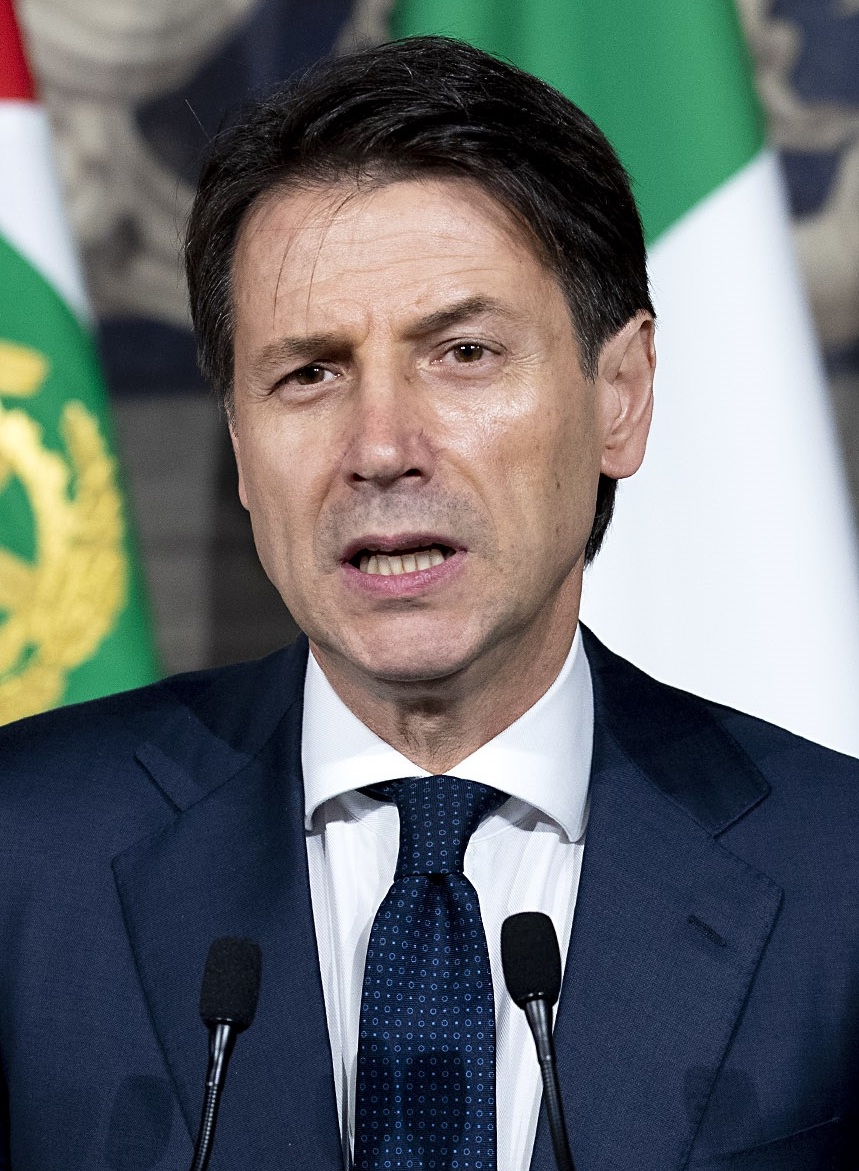
جوزيبي كونتي رئيس الوزراء الإيطالي الحالي.

واجهت إيطاليا بين عامي 1992 و2009 تحديات كبيرة حيث نفر الناخبون من الشلل السياسي الماضي والديون الحكومية الهائلة والفساد واسع النطاق (التي تعرف مجتمعة باسم تانجيتوبولي «مدينة الرشا» والتي كشفتها ماني بوليتي «الأيدي النظيفة»)، وطالبوا بإصلاحات سياسية واقتصادية وأخلاقية. شملت الفضائح جميع الأحزاب الكبرى ولا سيما تلك الموجودة في الائتلاف الحكومي: بين عامي 1992 و1994 وقع الحزب الديمقراطي المسيحي في أزمة شديدة وتم حله وانقسم إلى عدة مجموعات بينما حل الحزب الاشتراكي وغيره من الأحزاب الصغيرة الحاكمة.
جلبت الانتخابات في عام 1994 القطب الإعلامي سيلفيو برلسكوني إلى رئاسة الوزراء. مع ذلك أجبر على التنحي في ديسمبر من ذلك العام عندما سحب حزب رابطة الشمال دعمه. في أبريل 1996 أظهرت نتائج الانتخابات الوطنية فوز تحالف يسار الوسط بقيادة رومانو برودي. أصبحت حكومة برودي الأولى ثالث أطول حكومة تبقى في السلطة قبل أن تخسر الثقة بفارق ضئيل مقداره ثلاثة أصوات في أكتوبر 1998. تشكلت حكومة جديدة بزعامة ماسيمو داليما ولكنه استقال في أبريل من عام 2000.
في عام 2001 نتج عن الانتخابات الوطنية فوز تحالف يمين الوسط بقيادة سيلفيو برلسكوني الذي أصبح رئيسًا للوزراء للمرة الثانية. بقي برلسكوني رئيسًا للوزراء لولاية كاملة مدتها خمس سنوات ولكن بحكومتين مختلفتين. أولاهما كانت بين عامي (2001-2005) وأصبحت الحكومة الأطول عمرًا في إيطاليا بعد الحرب. في ظل هذه الحكومة انضمت إيطاليا إلى التحالف العسكري بقيادة الولايات المتحدة في العراق. فاز يسار الوسط في الانتخابات التي جرت في عام 2006 مما سمح لبرودي بتشكيل حكومته الثانية، ولكنه استقال في أوائل عام 2008 بعد خسارته في اقتراع على الثقة في البرلمان. فاز برلسكوني في الانتخابات التي تلت ذلك في أبريل 2008 ليشكل الحكومة للمرة الثالثة، ليستقيل عقب سلسلة من الفضائح وانتقاد لأداء حكومته في ظل أزمة اقتصادية في البلاد في 12 نوفمبر 2011 وتخلفه حكومة تكنوقراط برئاسة ماريو مونتي في 16 نوفمبر 2011.

## الجغرافيا

### التضاريس

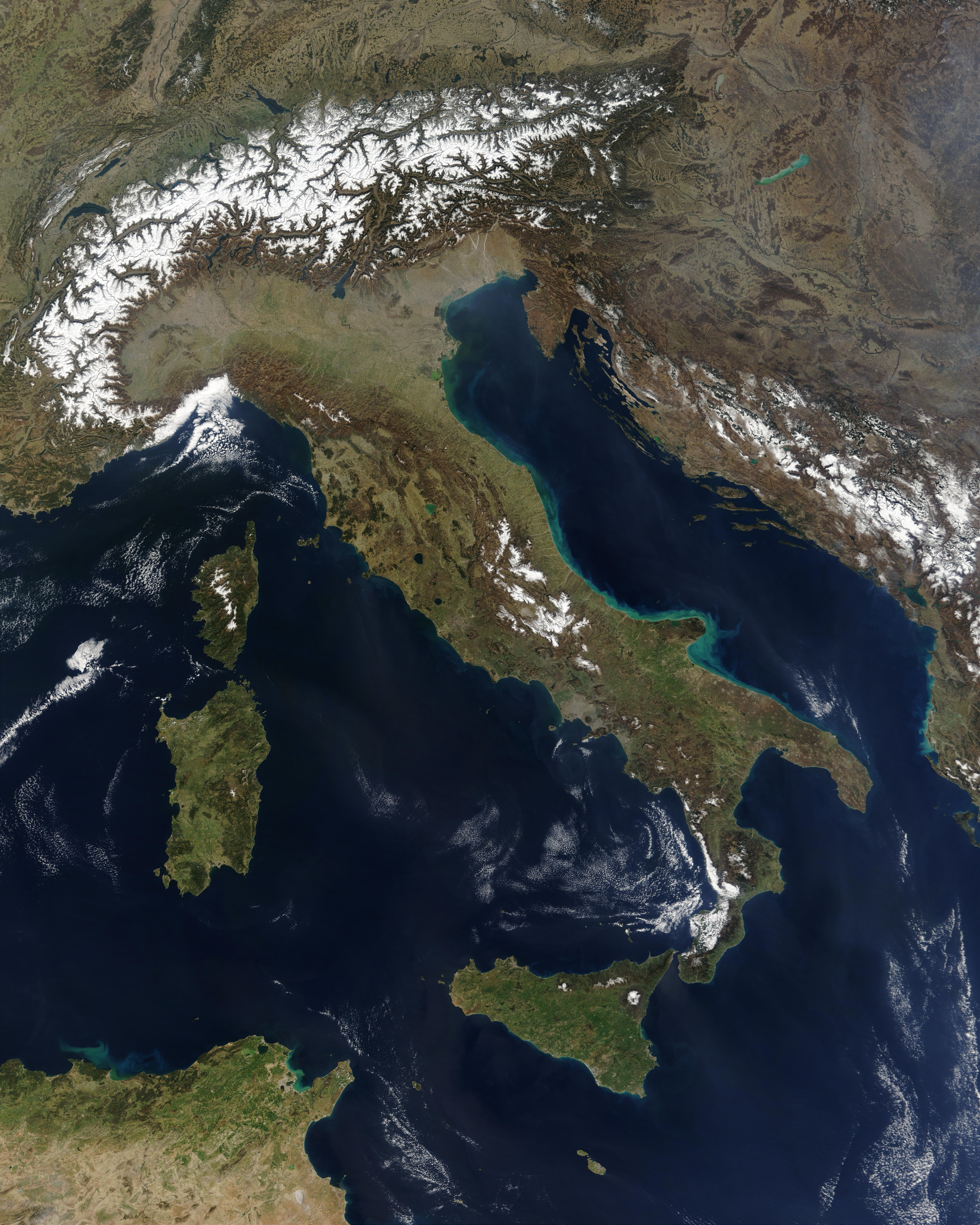
صورة لإيطاليا من الأقمار الصناعية.

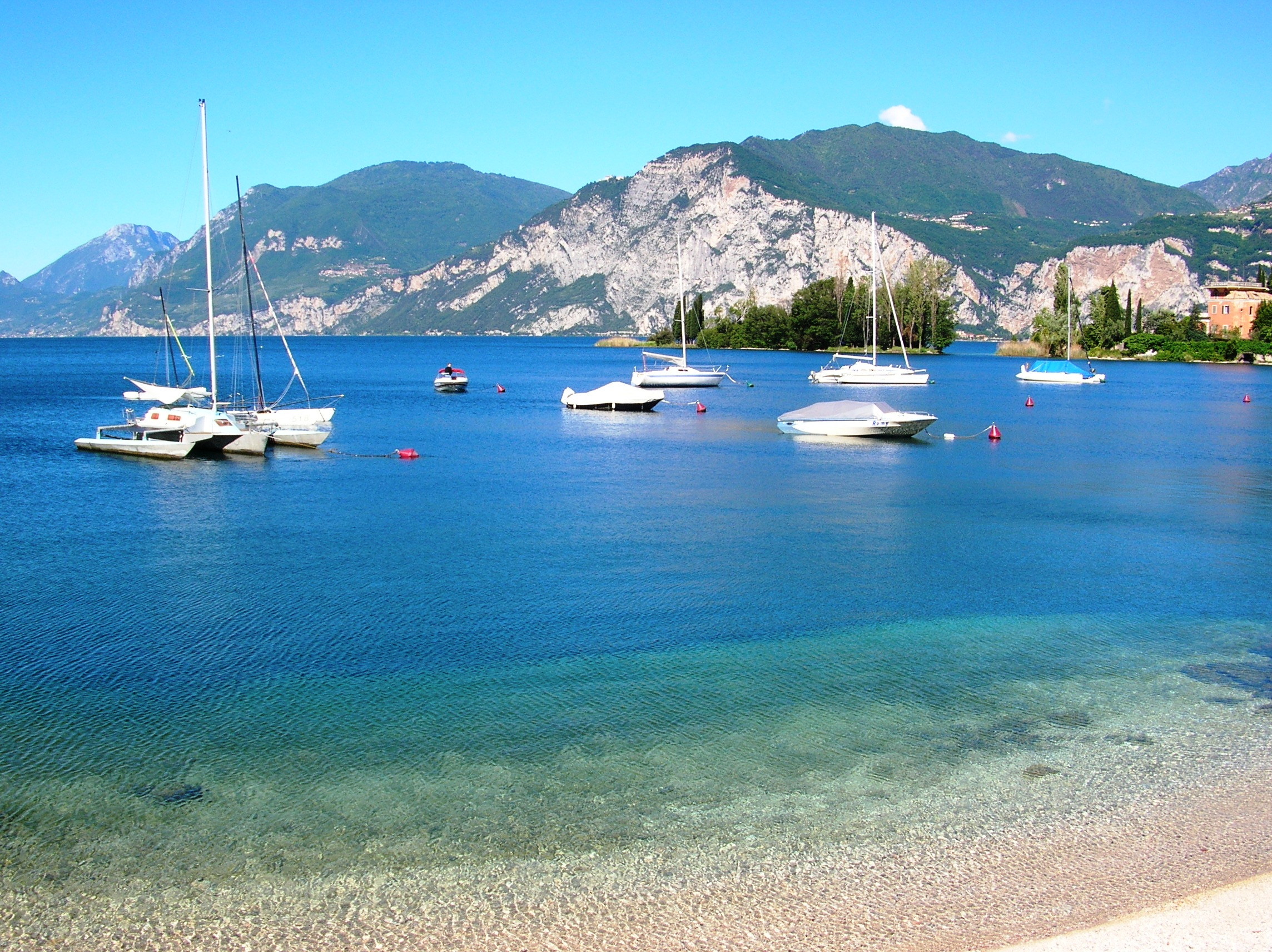
بحيرة غاردا أكبر بحيرات البلاد.

تقع إيطاليا في جنوب أوروبا وتضم شبه الجزيرة الإيطالية وعددًا من الجزر بما في ذلك أكبر اثنتين: صقلية وسردينيا. على الرغم من أن البلاد تشغل شبه الجزيرة الإيطالية وأغلب جنوب حوض جبال الألب فإن بعض الأراضي الإيطالية تتجاوز الحوض الأخير وبعض الجزر يقع خارج الجرف القاري الأوراسي، أما هذه الأراضي فهي بلديات: ليفينو وسيستو وتوبلاخ (جزئيًا) وإنيشن وتارفيزيو وشيوسافورتي وغراون إم فينشغاو (جزئيًا) وكلها جزء من حوض الدانوب. بينما يشكل وادي لاي جزءًا من حوض الراين كما تقع الجزيرة البلدية لامبيدوزا ولينوزا على الجرف القاري الأفريقي.
تبلغ مساحة البلاد الإجمالية 301,230 كم2 منها 294,020 كم2 من الأراضي و7,210 كم2 من المياه. يبلغ طول السواحل الإيطالية بما في ذلك الجزر 7,600 كم على البحر الأدرياتيكي والبحر الأيوني والبحر التيراني (740 كم) ويبلغ طول الحدود مع فرنسا 488 كم والنمسا 430 كم وسلوفينيا 232 كم وسويسرا، بينما يصل طول الحدود مع سان مارينو إلى 39 كم و3.2 كم مع مدينة الفاتيكان وكلاهما مكتنف.
تشكل جبال الأبينيني العمود الفقري لشبه الجزيرة وتشكل جبال الألب الحدود الشمالية. يتدفق نهر بو، أطول أنهار البلاد، من جبال الألب على الحدود الغربية مع فرنسا ويعبر سهل بادان في طريقه إلى البحر الأدرياتيكي. أكبر خمس بحيرات في البلاد حسب الحجم هي:
بحيرة غاردا (367.94 كم2) وبحيرة ماغيوري (212.51 كم2) وبحيرة كومو (145.9 كم2) وبحيرة تراسيمينو (124.29 كم2) وبحيرة بولزينا (113.55 كم2).

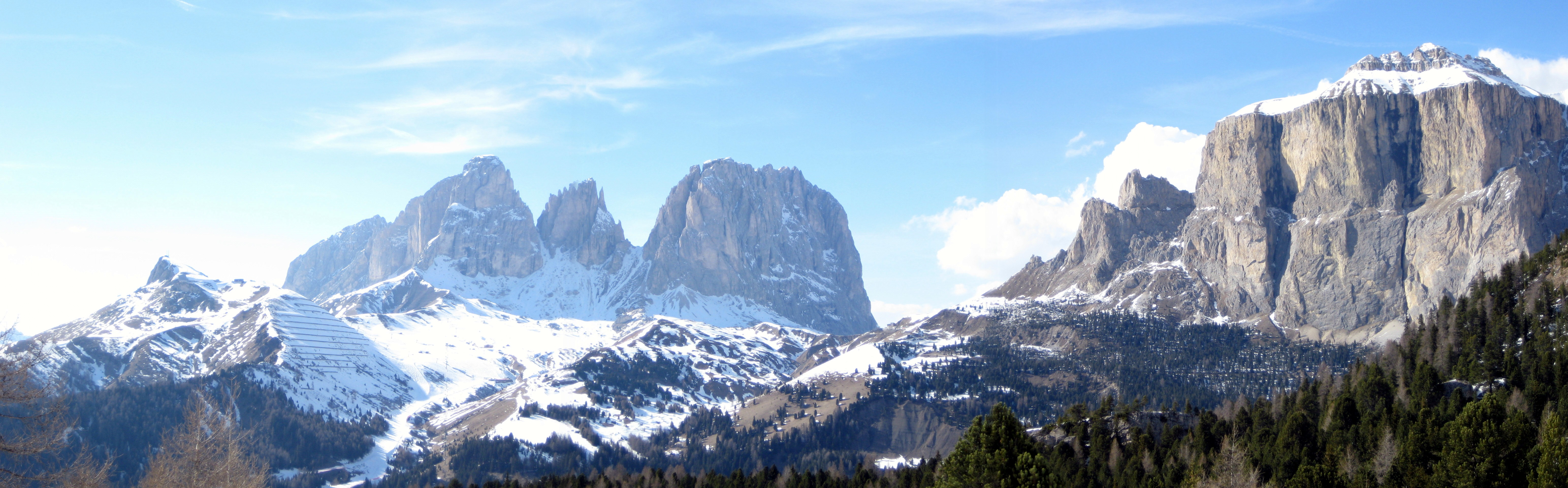
جبال الألب الإيطالية.

### النشاط البركاني

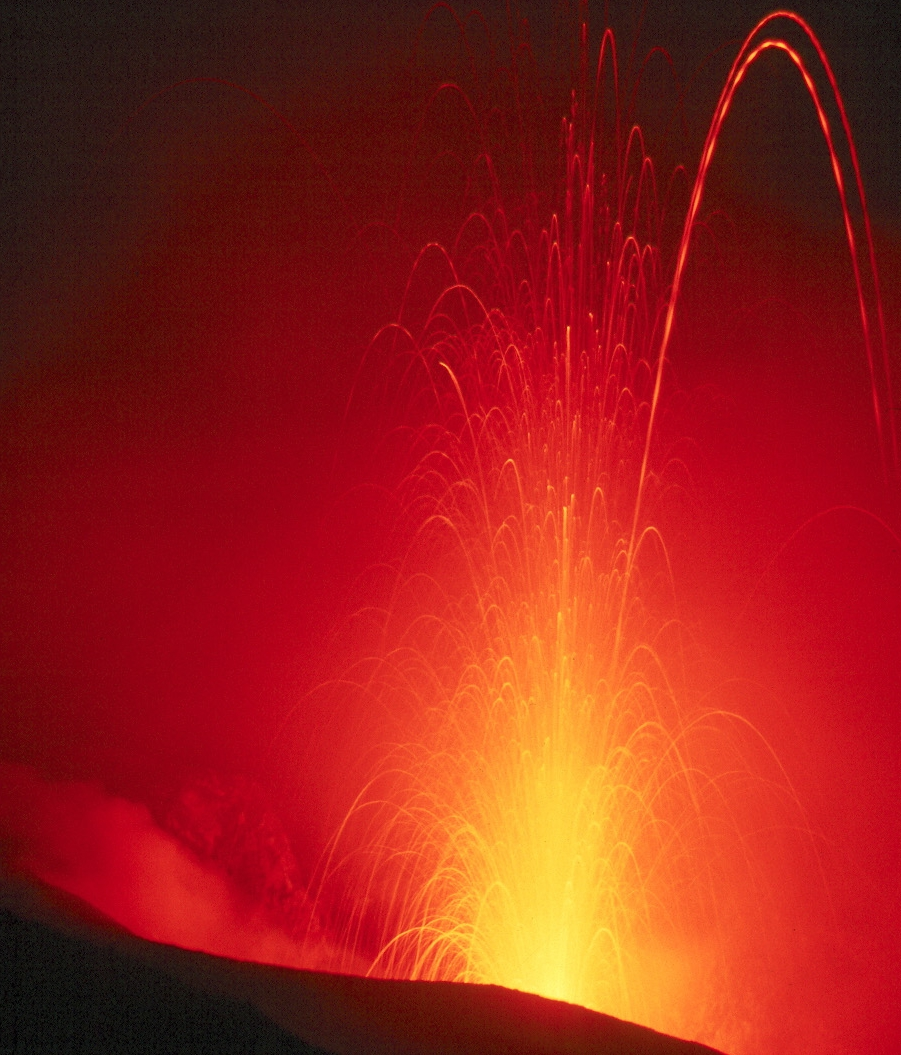
حمم بركانية من بركان سترومبولي، أحد البراكين الناشطة في إيطاليا.

تقع البلاد في نقطة التقاء الصفيحة الأوراسية بمثيلتها الأفريقية مما أدى إلى وجود نشاط زلزالي وبركاني واضح. يوجد 14 بركانًا في إيطاليا ثلاثة منها نشطة: إتنا وسترومبولي وفيزوف. يعدّ فيزوف البركان النشط الوحيد في البر الأوروبي الرئيسي ويشتهر بتدميره لمدينتي بومبي وهركولانيوم. تشكلت العديد من التلال والجزر جرّاء النشاط البركاني كما لا تزال هناك كالديرا كبيرة نشطة هي «كامبي فليغري» شمال غرب نابولي.

### المناخ
مناخ إيطاليا متنوع للغاية ويمكن أن يكون شديد الاختلاف عن المناخ النمطي المتوسطي اعتمادًا على الموقع. معظم المناطق الداخلية الشمالية مثل بيدمونت ولومبارديا وإميليا رومانيا تمتلك مناخًا قاريًا يصنف غالبًا رطبًا شبه مداري (تصنيف كوبين المناخي). بينما ينطبق المناخ المتوسطي عمومًا على المناطق الساحلية في ليغوريا ومعظم شبه الجزيرة إلى الجنوب من مدينة فلورنسا (تصنيف كوبين المناخي). تختلف الظروف المناخية بين المناطق الساحلية لشبه الجزيرة والأراضي الداخلية المرتفعة والوديان، وخاصة خلال أشهر الشتاء، حيث يميل الطقس لأن يكون باردًا ورطبًا ومثلجًا. أما المناطق الساحلية فتمتلك شتاء معتدلًا وصيفًا حارًا وجافًا عمومًا على الرغم من أن الوديان المنخفضة قد تكون حارة جدًا في الصيف.

### الطبيعة

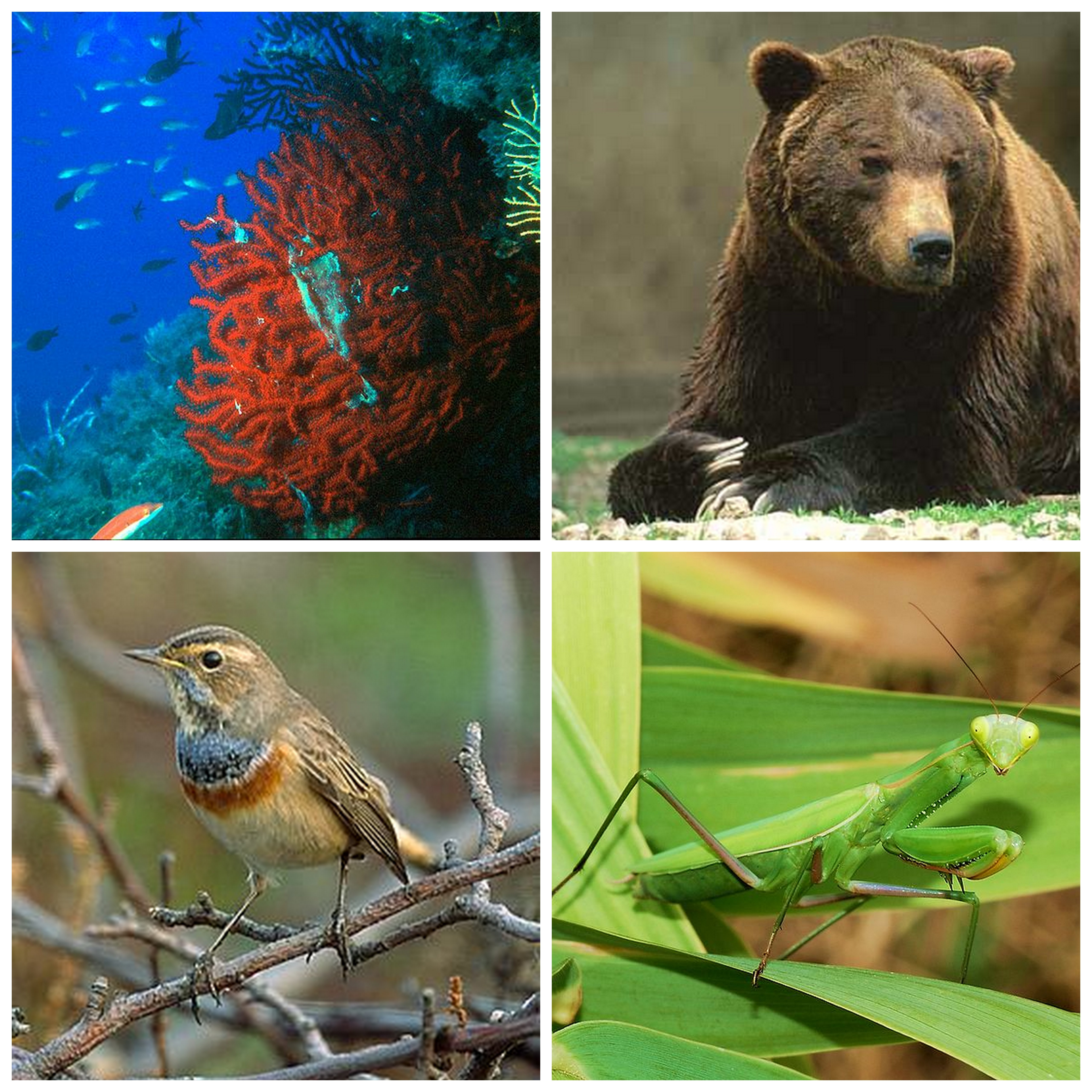
التنوع الحيوي في إيطاليا: باتجاه عقارب الساعة من اليسار والأعلى: بارامورشيا كلافاتا والدب البني المارسيكاني والسرعوف المصلي الأوروبي والسمانة زرقاء الحلق.

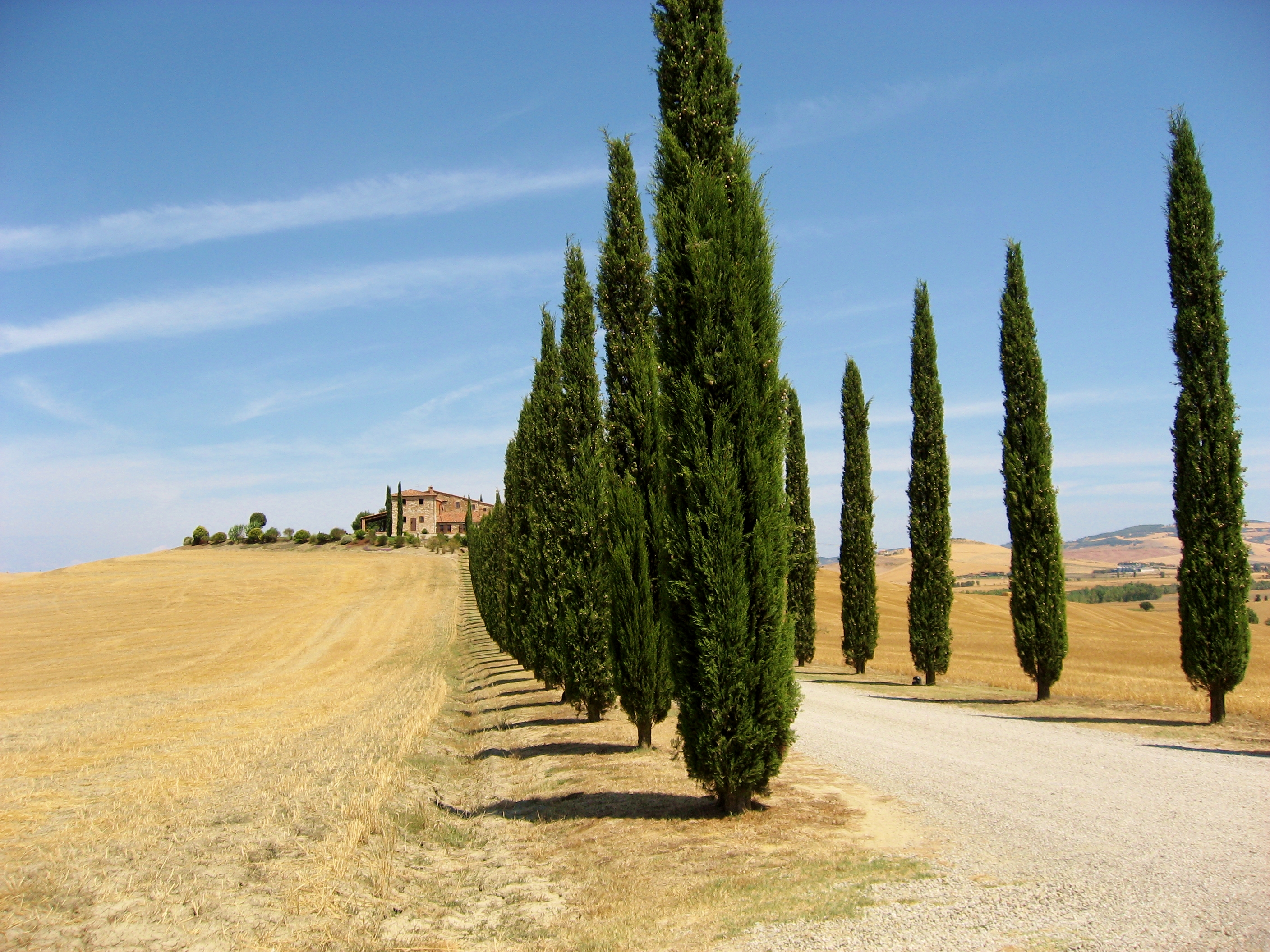
وادي أورشيا في توسكانا.

إيطاليا هي إحدى أغنى البلدان في أوروبا وحوض المتوسط تنوعًا أحيائيًا. تشير التقديرات التقليدية إلى وجود حوالي 5500 نوع من النباتات الوعائية. رغم ذلك ابتداء من سنة 2004 سجل وجود 6759 نوع من النباتات الوعائية في البلاد. يصل تعداد الأنواع النباتية إلى 9000 إذا ما شملت الأنواع غير الوعائية مما يشكل نصف المجموع في أوروبا. تمتلك إيطاليا أحد أعلى مستويات التنوع الأحيائي الحيواني في أوروبا بوجود أكثر من 57,000 نوع مسجل (أكثر من ثلث مجموع التنوع الحيواني الأوروبي). يعود ما سبق بشكل رئيس إلى التوضع الجغرافي الجنوبي للبلاد وإحاطتها البحر الأبيض المتوسط، فشبه الجزيرة الإيطالية تقع في وسط البحر الأبيض المتوسط مشكلة بالتالي ممرًا بين وسط أوروبا وشمال أفريقيا، مما يجعل العديد من أنواع النباتات والحيوانات قاطنة هذه الأقاليم، بالإضافة إلى مناطق البلقان وأوراسيا والشرق الأوسط، تتلاقى وتستقر في هذه البقعة الجغرافية.
تشكل الحيوانات البرية في إيطاليا نسبة 86% من إجمالي الأنواع الحيوانية الباقية، أما الحيوانات المائية فتشكل نسبة 14% من التنوع الحيواني الإيطالي، وتمثل الحشرات حوالي ثلثي مجموع هذا التنوع.

## الحكومة والسياسة

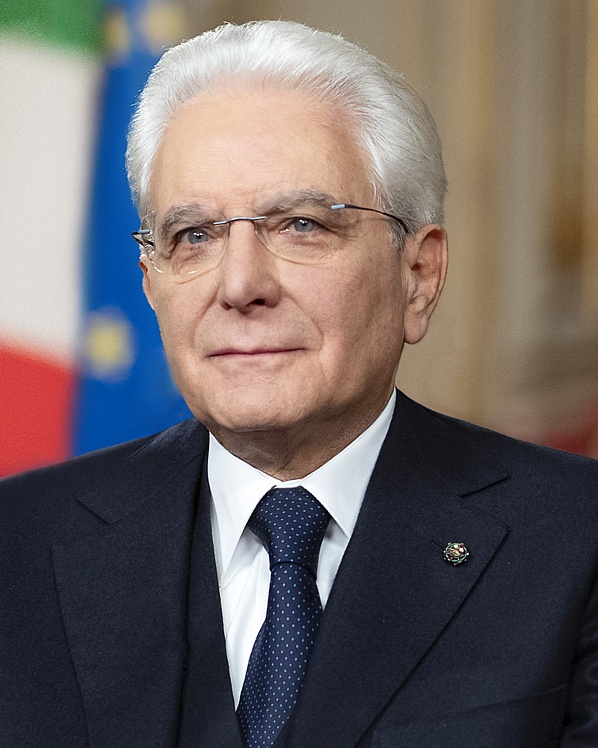
سيرجيو ماتاريلا، رئيس الجمهورية الإيطالية الثاني عشر.

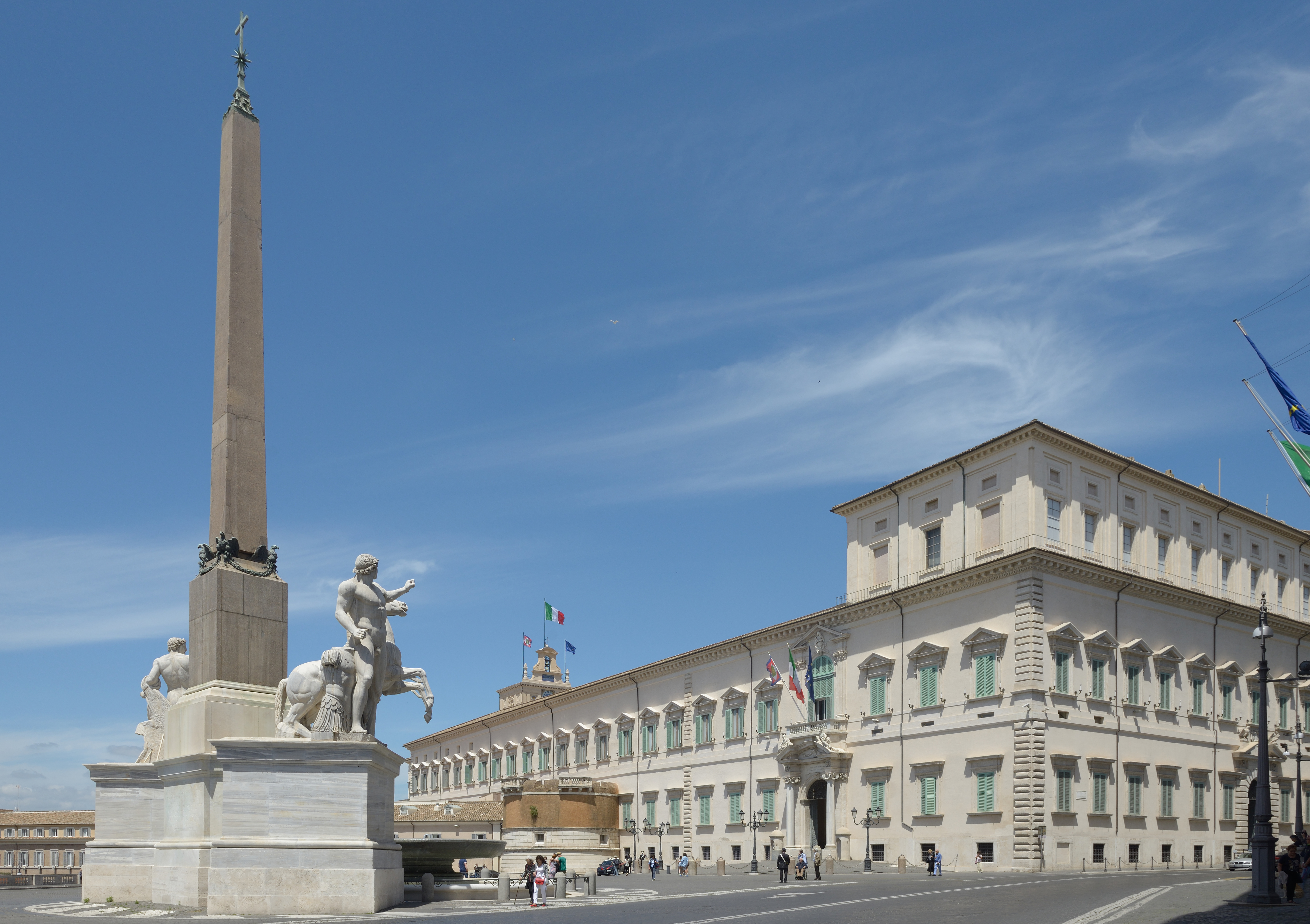
قصر كويرينالي، مقر الإقامة الرسمي لرئيس الجمهورية الإيطالية.

تدور سياسة إيطاليا في إطار نظام جمهوري برلماني ديمقراطي متعدد الأحزاب. تعتمد إيطاليا مبدأ الفصل بين السلطات، حيث يمارس مجلس الوزراء السلطة التنفيذية ويقوده رئيس الوزراء ويمارس مجلسا البرلمان السلطة التشريعية في المقام الأول، ومجلس الوزراء ثانويًا، أما السلطة القضائية فمستقلة عن السلطتين التنفيذية والتشريعية، ويمارسها قضاة متخصصون. أصبحت إيطاليا جمهورية ديمقراطية في 2 يونيو 1946، عندما تم إلغاء النظام الملكي في استفتاء شعبي. صدر الدستور الإيطالي في 1 يناير 1948.
يشغل سيرجيو ماتاريلا منصب رئيس الجمهورية الإيطالية حاليًا، بينما يتولى باولو جينتيلوني رئاسة مجلس الوزراء.
ينتخب رئيس الجمهورية الإيطالية لمدة سبع سنوات من جانب البرلمان الحالي بالاشتراك مع عدد قليل من مندوبي الأقاليم. كونه قائد الدولة فهو يمثل وحدة الأمة ويمتلك الكثير من الواجبات التي كانت سابقًا من اختصاص ملك إيطاليا. يعد الرئيس بمثابة نقطة اتصال بين فروع السلطة الثلاثة: ينتخبه النواب ويعين السلطة التنفيذية وهو رئيس السلطة القضائية وهو أيضًا القائد العام للقوات المسلحة.
يعين الرئيس رئيس الوزراء الذي يسمي الوزراء الآخرين (كانت تسمية الوزراء سابقًا مهمة الرئيس). يجب على مجلس الوزراء الحصول على تصويت الثقة من مجلسي البرلمان. قد تنشأ مشاريع القوانين في أي من المجلسين ويجب تمريرها بأغلبية في كليهما.
تنتخب إيطاليا برلمانًا من مجلسين هما مجلس النواب الذي يضم 630 عضوًا ومجلس الشيوخ الذي يضم 315 عضوًا منتخبًا وعددًا قليلًا من أعضاء مجلس الشيوخ لمدى الحياة. قد يبرز تشريع ما في أي من المجلسين ولاعتماده يجب أن يصدر بصيغة متطابقة وبأغلبية كل منهما. يتم انتخاب مجلسي البرلمان شعبياً ومباشرة من خلال نظام انتخابي معقد (كان التعديل الأخير في عام 2005) الذي يجمع بين التمثيل النسبي مع جائزة لأكبر أغلبية ائتلافية. يمكن لجميع المواطنين الإيطاليين ابتداء من عمر 18 سنة التصويت في انتخابات مجلس النواب، لكن على الرغم من ذلك فإنه ينبغي على الناخب أن يكون قد بلغ 25 عامًا أو أكثر حتى يستطيع أن يصوت في انتخابات مجلس الشيوخ.

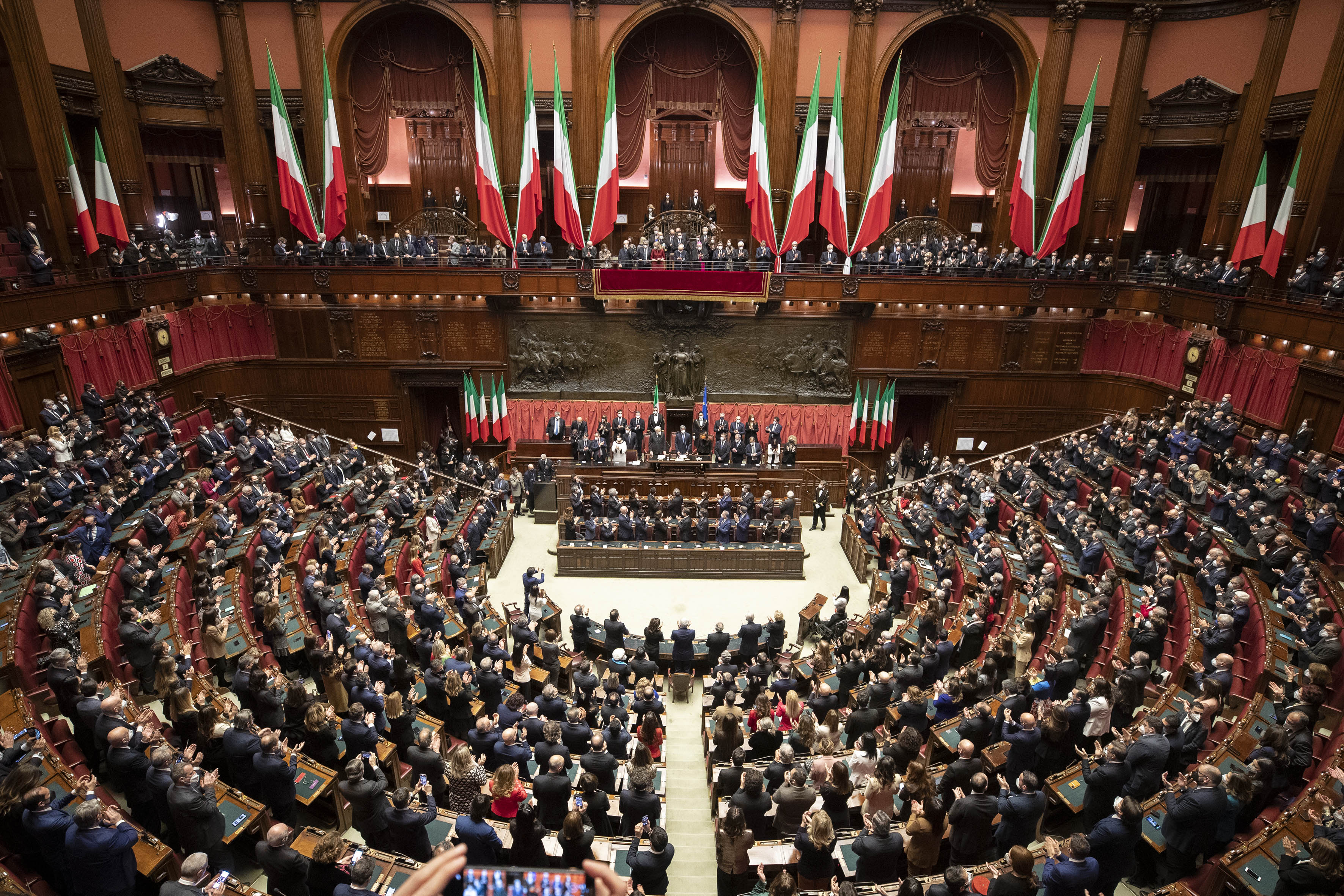
قاعة الجلسات في مجلس النواب الإيطالي.

يستند النظام الانتخابي لمجلس الشيوخ على التمثيل الإقليمي. أصبح هناك سبعة أعضاء مجلس الشيوخ مدى الحياة (ثلاثة منهم رؤساء سابقون) اعتبارًا من 15 مايو 2006. يُنتخب كلا المجلسان لمدة أقصاها خمس سنوات ولكن يمكن للرئيس حلهما قبل انتهاء فترة ولايتهما العادية إذا كان البرلمان غير قادر على انتخاب حكومة مستقرة. حدث هذا الأمر في تاريخ ما بعد الحرب في أعوام 1972 و1976 و1979 و1983 و1994 و1996 و2008.
هناك خصوصية في البرلمان الإيطالي ألا وهي تمثيل المواطنين الإيطاليين الذين يعيشون بشكل دائم خارج البلاد (حوالي 2.7 مليون نسمة)، فمن بين ستمائة وخمسون نائب هناك 12 نائبًا يمثل هؤلاء، ومن بين ثلاثمائة وخمسة عشر عضو في مجلس الشيوخ هناك 6. ينتخب هؤلاء في أربعة دوائر انتخابية محددة خارج البلاد، وقد تم انتخابهم لعضوية البرلمان للمرة الأولى في أبريل 2006، وصلاحياتهم مماثلة للأعضاء المنتخبين في إيطاليا.

### القانون
يقوم النظام القضائي الإيطالي على القانون الروماني معدلًا بقانون نابليون والقوانين اللاحقة. محكمة النقض العليا هي الملاذ الأخير بالنسبة لمعظم النزاعات، أما المحكمة الدستورية في إيطاليا فتحكم في مطابقة القوانين للدستور وأنشئت في البلاد ما بعد الحرب العالمية الثانية.

## العلاقات الخارجية

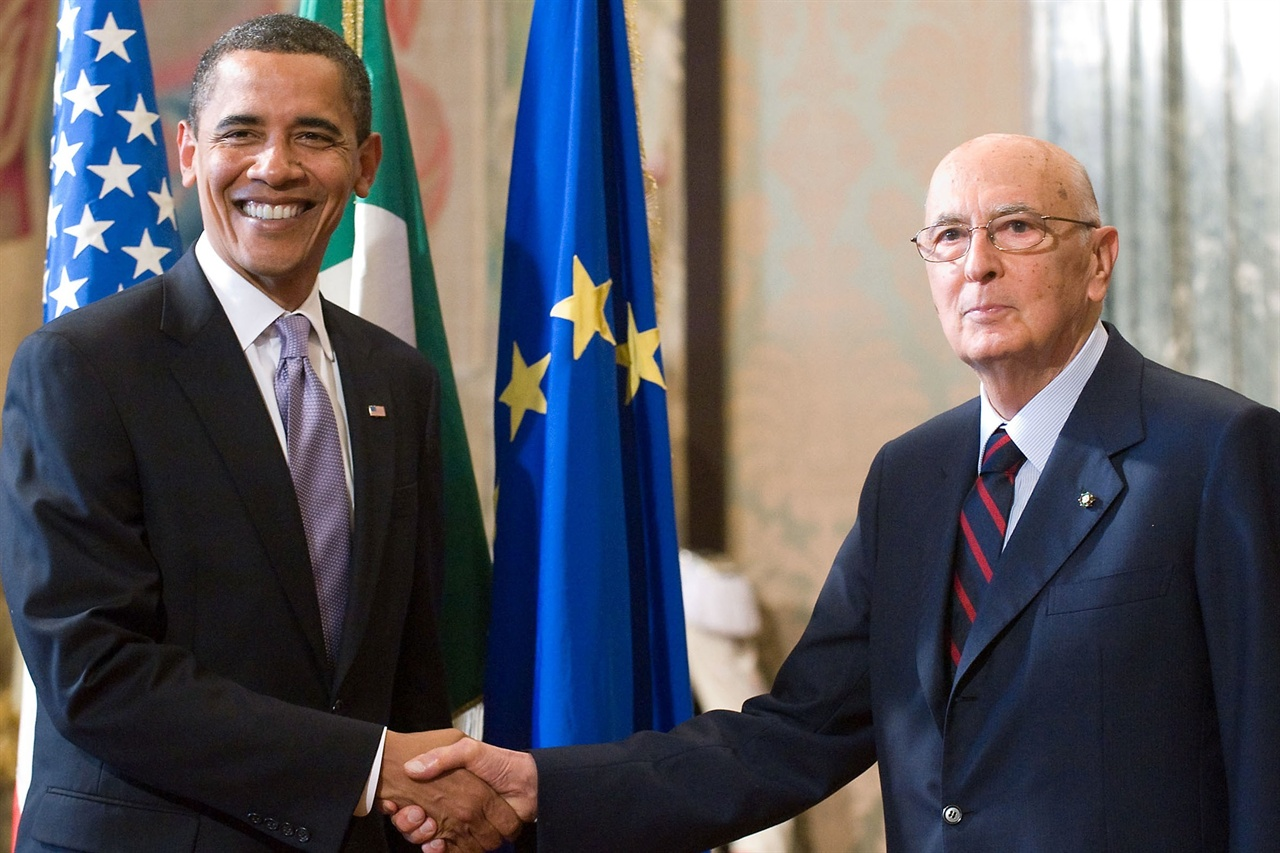
الرئيس الأمريكي باراك أوباما مصافحًا جورجو نابوليتانو في روما.

كانت إيطاليا من الأعضاء المؤسسين للمجموعة الأوروبية والتي هي الآن الاتحاد الأوروبي. انضمت إيطاليا إلى الأمم المتحدة في عام 1955 وهي عضو ومؤيدة بقوة لكل من منظمة حلف شمال الأطلسي ومنظمة التعاون والتنمية الاقتصادية والاتفاقية العامة للتعرفة الجمركية والتجارة/ منظمة التجارة العالمية ومنظمة الأمن والتعاون في أوروبا ومجلس أوروبا ومبادرة أوروبا الوسطى. تشمل الرئاسات الدورية التي استلمتها إيطاليا منظمات دولية مثل مؤتمر الأمن والتعاون في أوروبا، وهي الاسم السابق لمنظمة الأمن والتعاون في أوروبا، في عام 1994، ومجموعة الثماني والاتحاد الأوروبي في عام 2001 و2003، خلال الفترة الممتدة من يوليو وديسمبر من ذلك العام.
تدعم إيطاليا الأمم المتحدة وأنشطتها في مجال الأمن الدولي. نشرت إيطاليا قوات لدعم بعثات حفظ السلام للأمم المتحدة في الصومال وموزامبيق وتيمور الشرقية وتقدم الدعم لعمليات حلف شمال الأطلسي والأمم المتحدة في البوسنة وكوسوفو وألبانيا. نشرت إيطاليا أكثر من 2,000 من القوات في أفغانستان لدعم عملية الحرية الدائمة في فبراير 2003. لا تزال إيطاليا مؤيدة للجهود الدولية الرامية إلى إعادة بناء واستقرار العراق لكنها سحبت قواتها العسكرية التي كان قوامها 3200 جندي اعتبارًا من نوفمبر 2006 وأبقت فقط على العاملين في المجال الإنساني وغيرهم من الموظفين المدنيين. أرسلت إيطاليا في أغسطس 2006 حوالي 2,450 جنديًا إيطاليًا إلى لبنان في إطار بعثة الأمم المتحدة لحفظ السلام (اليونيفيل). علاوة على ذلك قاد اللواء كلاوديو غراتسيانو قوة الأمم المتحدة في لبنان بين عامي 2007 و2010.

## الجيش
يقود القوات المسلحة الإيطالية مجلس الدفاع الأعلى برئاسة رئيس الجمهورية الإيطالية. ضم الجيش 186,798 شخصًا في الخدمة الفعلية عام 2008 إلى جانب 114,778 في قوات الدرك الوطني. كونها جزء من خطة المشاركة النووية لمنظمة حلف شمال الأطلسي، فإن إيطاليا تستضيف 90 قنبلة نووية تملكها الولايات المتحدة، وتقع في القاعدتين الجويتين «غيدي توري» و«أفيانو». بلغ إجمالي الإنفاق العسكري في عام 2007 ما يقرب من 33.1 مليار دولار أي ما يعادل 1.8% من الناتج المحلي الإجمالي الوطني.
تنقسم القوات المسلحة الإيطالية إلى أربعة فروع:

### القوة البرية

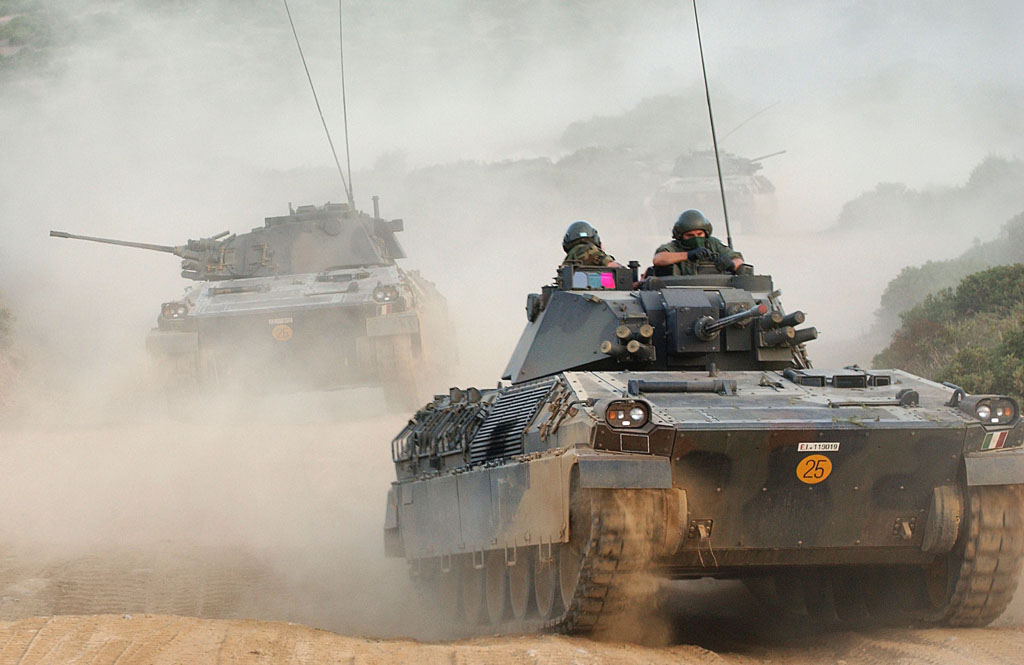
مركبة المشاة القتالية «داردو» في التدريبات.

الجيش الإيطالي هو قوة الدفاع البرية للجمهورية الإيطالية. تحول الجيش في الآونة الأخيرة إلى قوة محترفة من المتطوعين ودائمي الخدمة، والذين بلغ تعدادهم 109,703 في عام 2008. أشهر المركبات القتالية الإيطالية هي «داردو» مركبة المشاة القتالية، والدبابة المدمرة «سينتاورو» ودبابة «أرييتي»، ومن بين قوتها الجوية مروحية «مانغوستا» الهجومية التي وظفت في الآونة الأخيرة في مهام الأمم المتحدة. تمتلك القوة البرية أيضًا تحت تصرفها عددًا كبيرًا من عربات ليوبارد 1 وإم 113 المدرعة.

### القوة البحرية

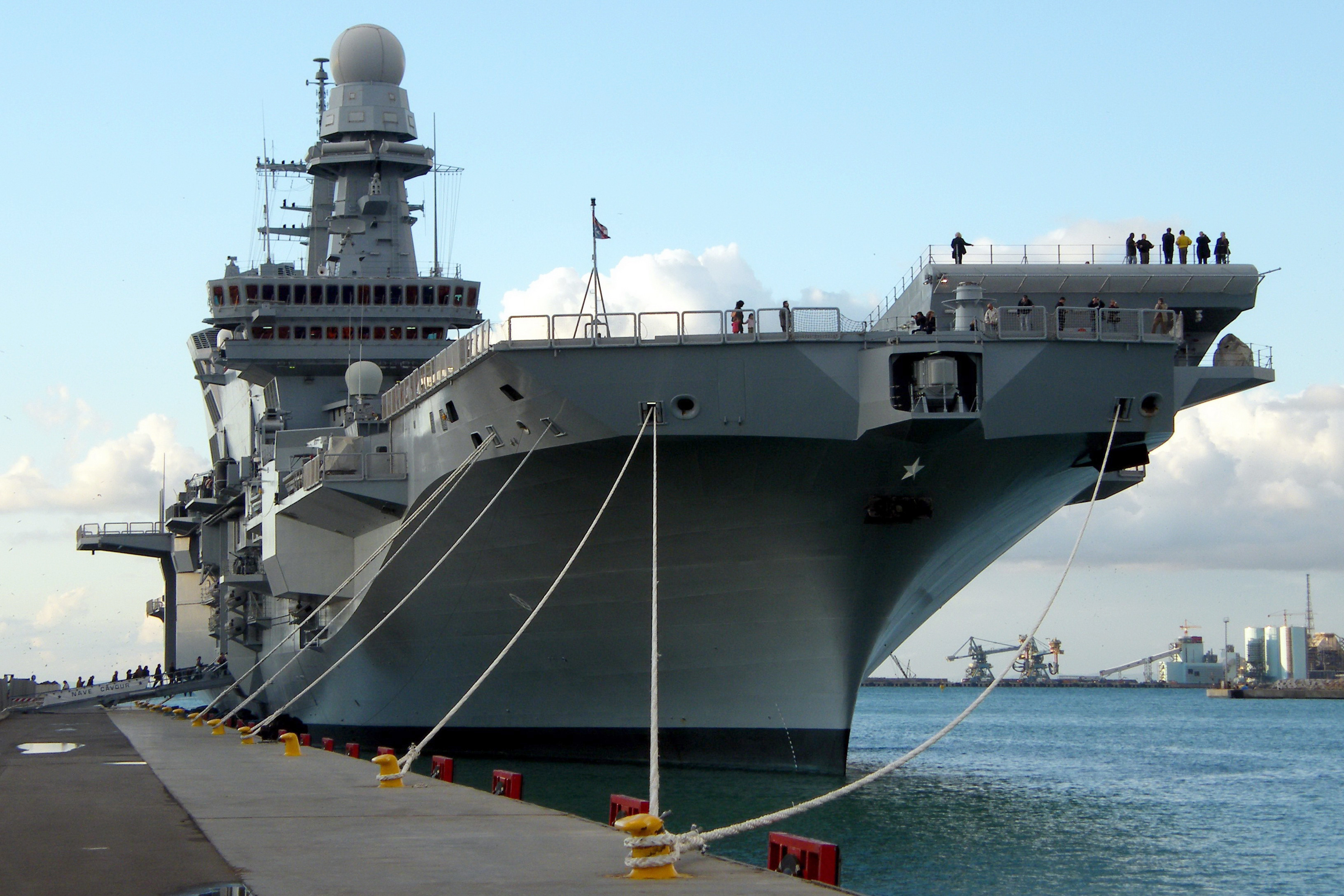
حاملة الطائرات الإيطالية كافور.

بلغ قوام القوة البحرية الإيطالية (بالإيطالية: Marina Militare)‏ في عام 2008 من الجنود 43882 نفرًا، وسفنًا من كل نوع مثل حاملات الطائرات والمدمرات والفرقاطات الحديثة والغواصات والسفن البرمائية وغيرها من السفن الصغيرة مثل سفن بحوث المحيطات. يتم تجهيز البحرية الإيطالية حاليًا بحاملة طائرات أكبر حجمًا (كافور) ومدمرات وفرقاطات متعددة الأغراض وغواصات حديثة. شاركت البحرية الإيطالية كونها عضوًا في حلف شمال الأطلسي في العديد من عمليات حفظ السلام في جميع أنحاء العالم.

### القوة الجوية

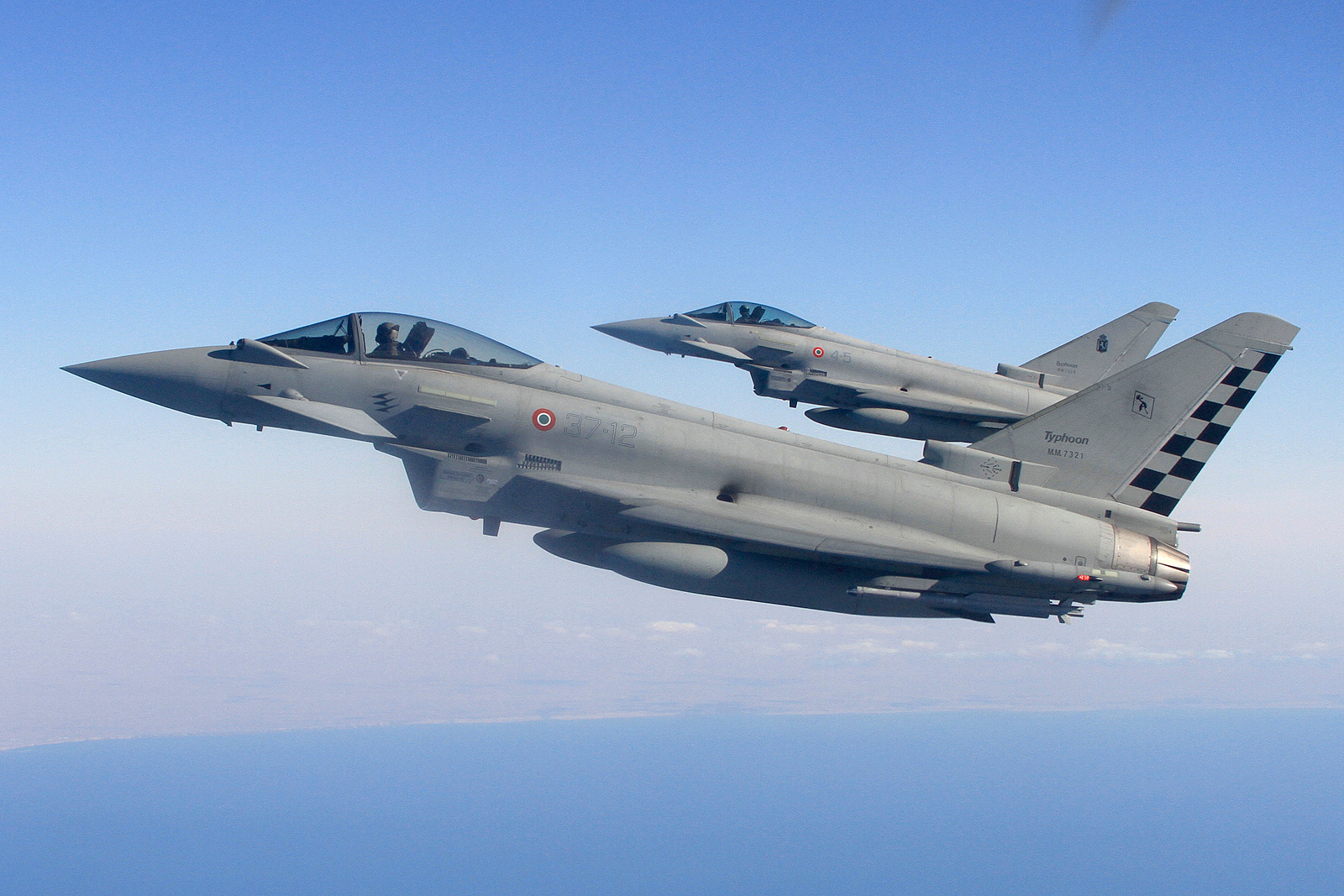
بنيت يوروفايتر بتعاون إيطالي مع ثلاث دول أخرى.

بلغ تعداد القوات الجوية الإيطالية 43882 في عام 2008 يعمل فيها 585 طائرة بما في ذلك 219 طائرة مقاتلة و114 مروحية. بغية سد الفجوة وكبديل لتأجير الطائرات الاعتراضية تورنادو أي.دي.في، استأجرت القوات الجوية الإيطالية 30 طائرة فايتنغ فالكون إف-16أي بلوك 15 أي.دي.إف و4 طائرات إف-16 بي بلوك 10، ويُحتمل أن تقدم على استئجار المزيد.
تخطط إيطاليا أيضًا لإدخال طائرات 121 يوروفايتر تايفون إي.إف2000 لتحل محل الطائرات المستأجرة من طراز إف-16 فايتنغ فالكون في المستقبل. ومن المتوقع إجراء المزيد من التحديثات في أسطولي تورنادو آي.دي.إس/آي.دي.تي وأي.إم.إكس. يكفل أسطول من 22 سي-130 جيه وإيرإيتاليا جي.222 القدرة على نقل القوات. يجري حاليًا استبدال جي.222 بطائرة أحدث من نفس الطراز هي سي-27 جيه سبارتان.

### قوات الدرك
الكارابينييري هي قوات الدرك والشرطة العسكرية الإيطالية وهي ذاتية السلطة في إطار الجيش. تقوم بمهام الشرطة بين العسكريين والمدنيين على حد سواء إلى جانب قوات الشرطة الإيطالية الأخرى، بينما تبلغ الفروع المختلفة للدرك تقاريرها إلى وزارات منفصلة حسب وظيفتها، فإنها تبلغ إلى وزارة الداخلية مثلًا عندما يتعلق الأمر بالحفاظ على النظام العام والأمن. في مؤتمر مجموعة الثماني في سي آيلاند في عام 2004 منحت قوات الدرك ترخيصًا لإنشاء مركز التميز الخاص بشرطة مكافحة الشغب لتطوير التدريب والمعايير المهنية لوحدات الشرطة المدنية وذلك لتولي مهام حفظ السلام الدولية.

## التقسيمات الإدارية
تقسم الدولة الإيطالية إدارياً إلى عشرين إقليم (بالإيطالية: Regioni؛ نقحرة: ريجوني)‏ منها خمسة تتمتع بنوع من الحكم الذاتي، حيث يسمح لها بنص تشريعات لتسيير أمور الإقليم الخاصة. تقسم الأقاليم العشرون إلى 110 مقاطعة (بالإيطالية: Province)‏ و8,100 بلدية. يسرد الجدول التالي جميع تلك الأقاليم بما فيها الخمسة ذاتية الحكم (ذات علامة * بجوارها).
| الإقليم                | العاصمة   | مساحة (كم²) | تعداد السكان |
| ---------------------- | --------- | ----------- | ------------ |
| أبروتسو                | لاكويلا   | 10٬794      | 1٬324٬000    |
| وادي أوستا*            | أوستا     | 3٬263       | 126٬000      |
| بوليا                  | باري      | 19٬362      | 4٬076٬000    |
| بازيليكاتا             | بوتنسا    | 9٬992       | 591٬000      |
| كالابريا               | كاتنزارو  | 15٬080      | 2٬007٬000    |
| كامبانيا               | نابولي    | 13٬595      | 5٬811٬000    |
| إميليا رومانيا         | بولونيا   | 22٬124      | 4٬276٬000    |
| فريولي فينيتسيا جوليا* | ترييستي   | 7٬855       | 1٬222٬000    |
| لاتسيو                 | روما      | 17٬207      | 5٬561٬000    |
| ليغوريا                | جنوة      | 5٬421       | 1٬610٬000    |
| لومبارديا              | ميلانو    | 23٬861      | 9٬642٬000    |
| ماركي                  | أنكونا    | 9٬694       | 1٬553٬000    |
| موليزي                 | كامبوباسو | 4٬438       | 320٬000      |
| بييمونتي               | تورينو    | 25٬399      | 4٬401٬000    |
| سردينيا*               | كالياري   | 24٬090      | 1٬666٬000    |
| صقلية*                 | باليرمو   | 25٬708      | 5٬030٬000    |
| توسكانا                | فلورنسا   | 22٬997      | 3٬677٬000    |
| ترينتينو ألتو أديجي*   | ترينتو    | 13٬607      | 1٬007٬000    |
| أومبريا                | بيروجيا   | 8٬456       | 884٬000      |
| فينيتو                 | البندقية  | 18٬391      | 4٬832٬000    |

## الديموغرافيا

### السكان

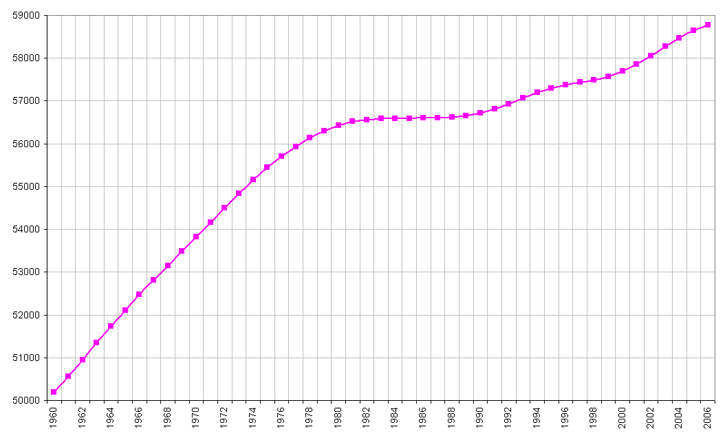
تعداد السكان بالآلاف بين عاميّ 1960 و2006.

تجاوز تعداد سكان إيطاليا في نهاية عام 2008 ستين مليون نسمة. تعد إيطاليا رابع أكبر دول الاتحاد الأوروبي من حيث عدد السكان وتحل في المرتبة 23 عالمياً. الكثافة السكانية في إيطاليا هي الخامسة في الاتحاد الأوروبي بمقدار 199.2 نسمة لكل كم2. تسجل أعلى كثافة في شمال إيطاليا كما أن ثلث البلاد يحتوي على ما يقرب من نصف مجموع السكان. بعد الحرب العالمية الثانية تمتعت إيطاليا بفترة طويلة من الازدهار الاقتصادي الأمر الذي تسبب في نزوح كثيف من الريف إلى المدن وفي نفس الوقت تحولت البلاد من بلد هجرة واسعة إلى بلد مستقبل للمهاجرين. استمر ارتفاع معدل الخصوبة حتى سبعينات القرن العشرين عندما سقطت البلاد دون معدلات الاستبدال بحيث أصبح خمس الإيطاليين يتخطون سن 65 عاماً اعتباراً من عام 2008.
شهدت إيطاليا نمو معدل المواليد الخام في بداية القرن الحادي والعشرين (وخاصة في المناطق الشمالية) للمرة الأولى منذ سنوات عديدة على الرغم مما سبق بفضل الهجرة الجماعية أساساً خلال العقدين الماضيين. نما معدل الخصوبة الكلي بصورة ملحوظة خلال السنوات القليلة الماضية بفضل ارتفاع الولادات بين كل من النساء الإيطاليات والنساء المولودات في الخارج حيث قفز من 1.32 طفل لكل امرأة في سنة 2005 إلى 1.41 في عام 2008.

### المدن والمناطق الحضرية

#### تقديرات مستقلة للمناطق الحضرية
أكبر المناطق الحضرية الإيطالية وفقاً لمؤسسة سينسيس (مركز بحوث الاستثمار الاجتماعي) هي التالية:
| الرقم | المنطقة الحضرية         | تعداد السكان | المساحة (كم²) | الكثافة (نسمة/كم²) |
| ----- | ----------------------- | ------------ | ------------- | ------------------ |
| 1     | ميلانو                  | 8,047,125    | 8,362.1       | 965.6              |
| 2     | نابولي                  | 4,996,084    | 3,841.7       | 1,300.5            |
| 3     | روما                    | 4,339,112    | 4,766.3       | 910.4              |
| 4     | البندقية–بادوا–فيرونا   | 3,267,420    | 6,679.6       | 489.2              |
| 5     | باري–تارانتو–ليتشي      | 2,603,831    | 6,127.7       | 424.9              |
| 6     | ريميني–بيزارو–أنكونا    | 2,359,068    | 5,404.8       | 436.5              |
| 7     | تورينو                  | 1,997,975    | 1,976.8       | 1,010.7            |
| 8     | بولونيا–بياشنزا         | 1,944,401    | 3,923.6       | 495,6              |
| 9     | فلورنسا                 | 1,760,737    | 3,795.9       | 629.8              |
| 10    | ميسينا–كاتانيا–سيراكوزا | 1,693,173    | 2,411.7       | 702.1              |

### الهجرة

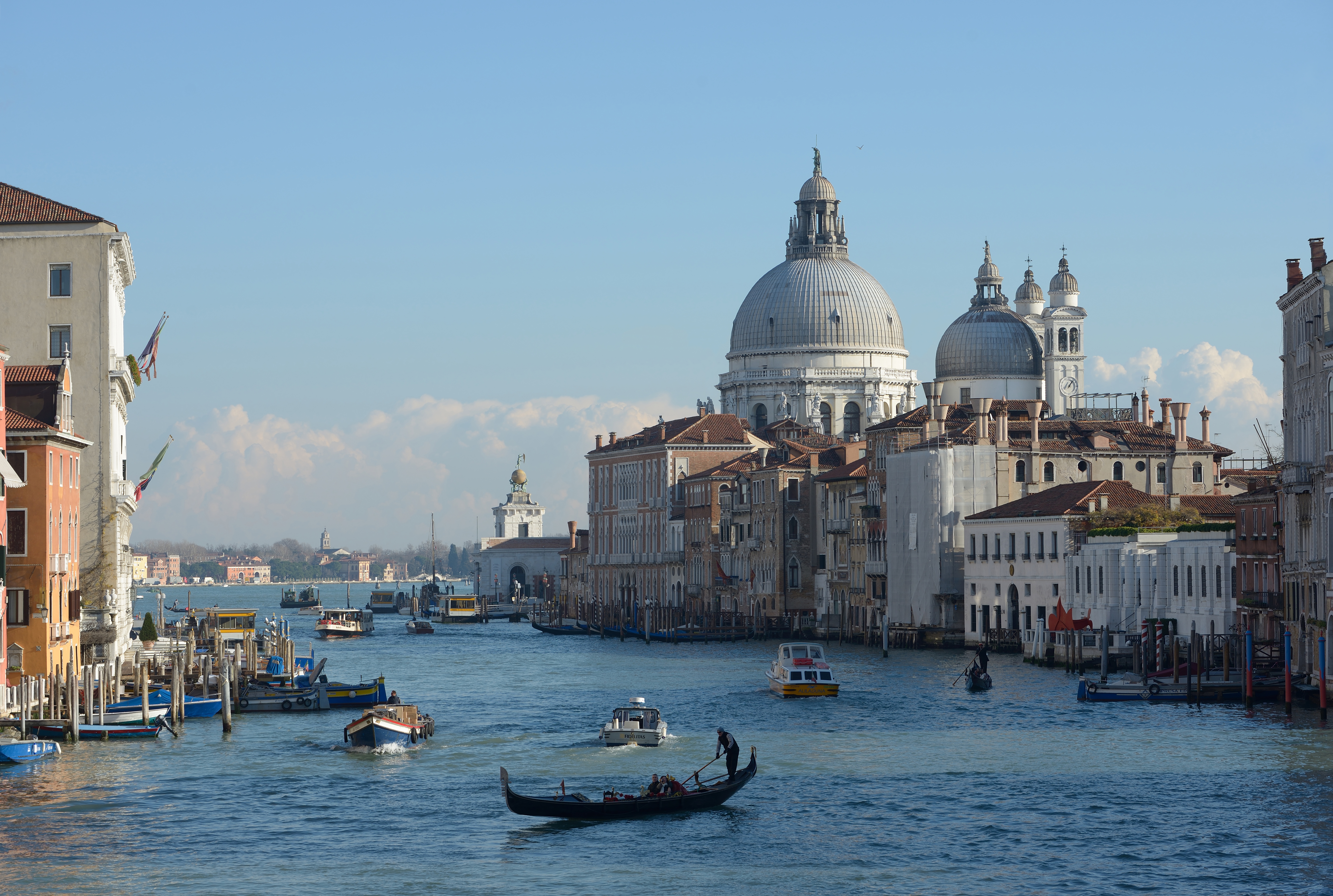
البندقية جزء من منطقة فينيتو الكبرى وهي في المرتبة الرابعة في إيطاليا.

سجل عدد الأجانب المقيمين في إيطاليا في بداية عام 2010 بنحو 4,279,000 لدى السلطات. يمثل هذا الرقم 7.1% من سكان البلاد وتبلغ الزيادة السنوية 388,000. تشمل هذه الأرقام أكثر من نصف مليون طفل ولدوا في إيطاليا من الجيل الثاني لآباء مهاجرين حيث أصبحوا يشكلون عنصراً هاماً في الصورة الديموغرافية للبلاد، لكن مع استبعاد المواطنين الأجانب الذين حصلوا على الجنسية الإيطالية في وقت لاحق، مما يشمل 53,696 شخصاً في عام 2008. يستثنى منها أيضاً المهاجرون غير الشرعيون (بالإيطالية: Clandestini)‏ الذين يصعب تحديد أرقامهم، غير أن صحيفة بوسطن غلوب قدّرت أعدادهم بنحو 670,000 شخص في أيار / مايو سنة 2008.
منذ توسيع الاتحاد الأوروبي بدأت الهجرة تتزايد من الدول الأوروبية المجاورة وخاصة أوروبا الشرقية وآسيا على نحو متزايد مستبدلة بذلك شمال أفريقيا كمصدر رئيسي للهجرة. يوجد ما يقرب من 950,000 من الرومانيين منهم 10% من الغجر في البلاد مسجلين رسمياً ليحلوا بذلك محل الألبان والمغاربة كأكبر الأقليات العرقية. يصعب تقدير عدد الرومانيين غير المسجلين لكن شبكة تقارير تحقيقات البلقان قدّرت أعدادهم في عام 2007 بنحو نصف مليون أو أكثر.
اعتباراً من عام 2009، وزعت المواليد الحديثة الأجنبية في البلاد في المجموعات التالية: أوروبيون (53.5%)، أفارقة (22.3%)، آسيويون (15.8%)، أبناء الأمريكتين (8.1%)، أوقيانيسيون (0.06%). يعدّ توزيع المواليد الأجانب في إيطاليا غير متكافئ إلى حد كبير حيث يعيش 87.3% من المهاجرين في الأجزاء الشمالية والوسطى من البلاد (المناطق الأكثر نمواً من الناحية الاقتصادية) بينما 12.8% فقط يعيشون في النصف الجنوبي من شبه الجزيرة.
| الأصل                                                          | تعداد السكان | النسبة المئوية من التعداد الكلي* |
| -------------------------------------------------------------- | ------------ | -------------------------------- |
| طليان                                                          | 56٬153٬773   | 93.52%                           |
| رومانيون                                                       | 796٬477      | 1.32%                            |
| شمال أفريقيون                                                  | 606٬556      | 1.01%                            |
| ألبان                                                          | 441٬396      | 0.73%                            |
| صينيون                                                         | 170٬265      | 0.28%                            |
| أوكرانيون                                                      | 153٬998      | 0.26%                            |
| آسيويون (من غير الصينيين)                                      | 445٬795      | 0.74%                            |
| أمريكيون لاتينيون                                              | 298٬860      | 0.50%                            |
| أفارقة من جنوب الصحراء الكبرى                                  | 264٬570      | 0.44%                            |
| آخرون                                                          | 713٬378      | 1.19%                            |
| * النسبة من تعداد السكان الكلي لإيطاليا في الأول من يناير 2009 |              |                                  |

### الشتات الإيطالي

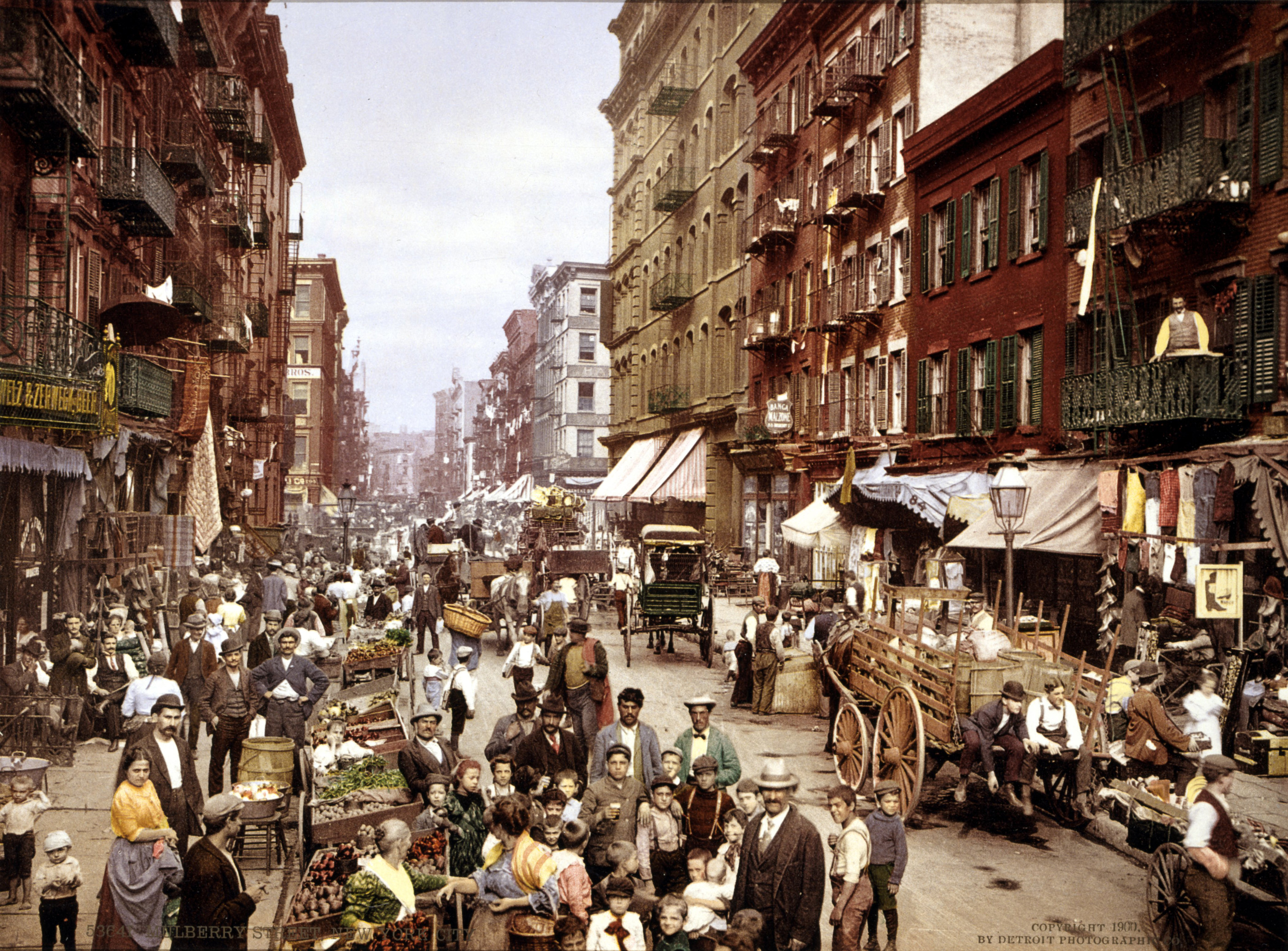
"إيطاليا الصغرى" في مانهاتن، نيويورك، سنة 1900.

أصبحت إيطاليا بلد نزوح جماعي بعد وقت قصير من توحيد البلاد في أواخر القرن التاسع عشر. بين عامي 1898 و1914، أي في ذروة سنوات الهجرة الإيطالية هاجر حوالي 750,000 إيطالي كل عام. ازدهرت المجتمعات الإيطالية في المستعمرات الأفريقية السابقة مثل إريتريا (ما يقرب من 100,000 في بداية الحرب العالمية الثانية) والصومال وليبيا (150,000 من الإيطاليين استقروا في ليبيا مما شكل نحو 18% من مجموع السكان)، الذي طردوا منها في عام 1970.
في العقد الذي تلى الحرب العالمية الثانية، ترك ما يصل إلى 350,000 شخص من العرقية الإيطالية يوغوسلافيا. يمكن العثور على أعداد كبيرة من الناس ذويي الأصول الإيطالية الكاملة أو الجزئية في كل من البرازيل (25 مليون)  والأرجنتين (25 مليون)  والولايات المتحدة (17.8 مليون)  وفرنسا (5 مليون)  والأوروغواي (1.5 مليون)  وكندا (1.4 مليون)  وفنزويلا (900,000)  وأستراليا (800,000).

### الأقليات العرقية ولغات الأقليات المعترف بها
توجد أقليات متعددة معترف بها رسمياً في إيطاليا، كما توجد لغات أقليات مشاركة رسمياً مع الإيطالية في أجزاء مختلفة من البلاد. الفرنسية لغة رسمية في وادي أوستا حيث تعدّ اللغة البروفنسالية الفرنسية أكثر شيوعاً من الإيطالية. الألمانية لغة رسمية في مقاطعة بولزانو بوزن، كما أن وضع اللغة اللادينية هو نفسه في بعض أجزاء تلك المقاطعة وأجزاء من مقاطعة ترينتو المجاورة. السلوفينية معترف بها رسمياً في مقاطعات ترييستي وغوريتسيا وأوديني في فريولي فينيتسيا جوليا.
تصدر الوثائق الرسمية في تلك المناطق باللغتين (أو ثلاث لغات في مناطق لغة لادن) ويمكن توفيرها باللغة الإيطالية أو اللغة الرسمية الأخرى عند الطلب. إشارات المرور أيضاً متعددة اللغات ما عدا في وادي أوستا حيث أنها باستثناء أوستا نفسها احتفظت بالأسماء اللاتينية الإيطالية في المواقع الجغرافية كما هو الحال في اللغة الإنكليزية والفرنسية، بعد أن فشلت محاولة طلينة هذه التسميات خلال الفترة الفاشية. يمكن أن يتم التعليم بلغات الأقليات عندما تتوفر المدارس الخاصة بهذا الأمر.

## اللغة

### اللغة الإيطالية
اللغة الرسمية في إيطاليا هي اللغة الإيطالية. يقدر موقع لغات العالم عدد المتحدثين بها في العالم بحوالي 55 مليوناً في إيطاليا و6.7 مليون خارج البلاد. كما يتحدث بها ما بين 120 و150 مليون شخص كلغة ثانية أو لغة ثقافية.
اعتمدت الإيطالية من قبل الدولة بعد توحيد إيطاليا وفقاً للغة المتحدثة في توسكانا وما حولها، وهي إلى حد ما وسيطة بين اللغات الإيطالية الدلماسية في الجنوب واللغات الغالو رومانسية في الشمال الإيطالي. تأثر تطور اللغة الإيطالية بلغات الغزاة الجرمان في مرحلة ما بعد الرومان.
خلافاً لمعظم اللغات الرومانسية الأخرى، احتفظت اللغة الإيطالية بالتباين بين الحروف الساكنة القصيرة والطويلة الذي كان قائماً في اللغة اللاتينية. كما هو الحال في معظم اللغات الرومانسية فالتشديد في الإيطالية مميز. تعد الإيطالية من بين اللغات الرومانسية الأقرب إلى اللاتينية من حيث المفردات.

### اللهجات واللغات الأخرى
تتفرع اللغة الإيطالية إلى لهجات عديدة تنتشر في مختلف أنحاء البلاد، ويواجه بعض الإيطاليين صعوبة كبيرة في فهم لهجة الآخر، بينما لا يستطيع بعض الإيطاليين ذوي الجذور الأجنبية أن يتحدثوا باللغة الإيطالية على الإطلاق. مع ذلك أدى إنشاء نظام التعليم الوطني إلى انخفاض الاختلاف في اللهجات التي يتحدث بها في جميع أنحاء البلاد. تم توسيع المقاييس في الخمسينات والستينات من القرن العشرين وذلك بفضل النمو الاقتصادي وارتفاع دور وسائل الإعلام التلفاز (ساهمت قناة راديو تلفزيون إيطاليا التلفزيونية في وضع معيار للغة الإيطالية).
من اللغات الرومانسية التاريخية المستخدمة في إيطاليا: اميليانو رومانيولو والفريولية واللادنية والليغورية واللومباردية والنابولية والبييمونتية والسردينية والصقلية والبندقية والرومانش.
تشمل لغات الأقليات: الألبانية والقطلونية والكرواتية والبروفنسالية الإفرنجية والفرنسية والفريولية والألمانية واليونانية واللادنية والقسطانية والسردينية والسلوفينية. صدر قانون في عام 1999 يعترف بوجود 12 أقلية لغوية ويضمن حمايتها.

## الدين
الدين في إيطاليا بحسب مسح أجرته يوروباروميتر عام 2019
تعدّ المسيحية الرومانية الكاثوليكية أكبر المذاهب الدينية في البلاد حتى الآن، على الرغم من أنها لا تعدّ دين الدولة الرسمي. يعرّف 87.8% من الإيطاليين أنفسهم ككاثوليك، على الرغم من أن ثلثهم فقط وصفوا أنفسهم بأنهم أعضاء فاعلين في الكنيسة (36.8%).
يؤمن معظم الإيطاليين بالله أو بشكل من أشكال قوة الحياة الروحية. وفقاً لأحدث استطلاع قام به يوروباروميتر 2005:
- أجاب 74% من المواطنين الإيطاليين بأنهم يؤمنون بوجود الله.
- أجاب 16% أنهم يعتقدون أن هناك نوعاً من الروح أو قوة الحياة.
- أجاب 6% أنهم لا يعتقدون أن هناك إله أو أي نوع من الروح أو قوة الحياة.

### المسيحية

#### الرومانية الكاثوليكية

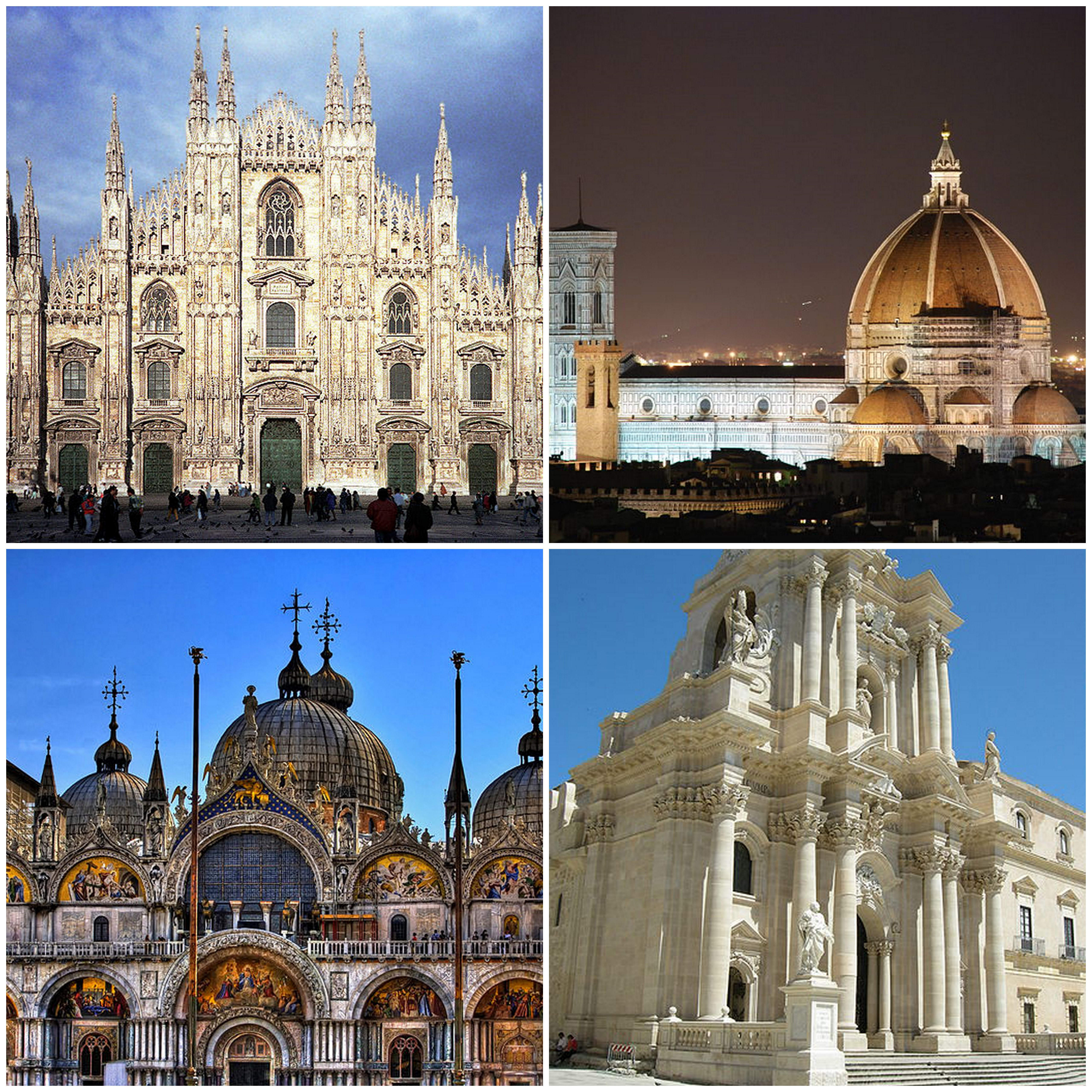
أربعة كنائس من إيطاليا وهي من الأعلى واليسار: كاتدرائية ميلان وكاتدرائية فلورنسا وكنيسة القديس مرقس (كاتدرائية البندقية) وكاتدرائية سيراكيوز.

الكنيسة الكاثوليكية الإيطالية هي جزء من الكنيسة الكاثوليكية العالمية في ظل القيادة الروحية للبابا في روما ومجلس الأساقفة الإيطالي. بالإضافة إلى إيطاليا تندرج دولتان أخريان ذواتا سيادة في الأبرشيات الإيطالية وهما سان مارينو ومدينة الفاتيكان. وعلى الرغم من أن الفاتيكان لا تعدّ جزءاً من إيطاليا وفق القانون، فإنها تقع في روما وتستخدم فيها اللاتينية والإيطالية. تتبع الكنيسة الكاثوليكية الإيطالية 225 أبرشية.
تمتلك إيطاليا ثقافة كاثوليكية غنية بوجود العديد من القديسين والشهداء والباباوات الطليان. ازدهر الفن الروماني الكاثوليكي في إيطاليا في العصور الوسطى وعصر النهضة والباروك مع فنانين إيطاليين مثل ميكيلانجيلو وليوناردو دا فينشي ورافاييل وكارافاجيو وفرا أنجيليكو وجان لورينزو برنيني وساندرو بوتيتشيلي وتينتوريتو وتيتيان وجيوتو. تعدّ الهندسة المعمارية الكاثوليكية في إيطاليا غنية أيضاً ومثيرة للإعجاب، فهناك كنائس وكاتدرائيات مثل كاتدرائية القديس بطرس وكاتدرائية فلورنسا وكنيسة القديس مرقس. يعتنق أغلب الطليان المسيحية ديناً على المذهب الروماني الكاثوليكي، الذي يعدّ أكبر مذهب في البلاد، حيث يعدّ حوالي 87.8% من الإيطاليين أنفسهم كاثوليكيين. تعدّ إيطاليا موطناً لأكبر عدد من الكرادلة في العال، كما تضم أكبر عدد من الكنائس الكاثوليكية الرومانية للفرد الواحد.

#### الطوائف المسيحية الأخرى
على الرغم من أن المذهب المسيحي الرئيسي في إيطاليا هو الكاثوليكية، إلا أن هناك بعض الأقليات من البروتستانت والولدينسيين والأرثوذكسية الشرقية والكنائس المسيحية الأخرى.
في القرن العشرين، كان شهود يهوه والخمسينية والإنجيلية غير الطائفية والمورمونية من الكنائس البروتستانتية الأسرع نمواً. بينما زادت الهجرة من أفريقيا الغربية والوسطى والشرقية في بداية القرن الحادي والعشرين من أعداد المعمدانيين والأنجليكان والمجتمعات الإنجيلية الخمسينية في إيطاليا في حين أن الهجرة من أوروبا الشرقية قد أنتجت زيادة كبيرة في عدد المجتمعات الشرقية الأرثوذكسية.
في عام 2006، شكل البروتستانت 2.1% من تعداد سكان إيطاليا، بينما ضمت الكنائس الأرثوذكسية الشرقية 1.2% من السكان. تضم الجماعات المسيحية الأخرى في إيطاليا أكثر من 700,000 من المسيحيين الأرثوذكس الشرقيين بما في ذلك 180,000 من الروم الأرثوذكس، و550,000 من العنصرة والإنجيليين (0.8%) الذين منهم 400,000 أعضاء في جمعيات الرب و235,685 شهود يهوه (0.4%)، و30,000 من الولدينسيين  و25,000 من السبتيين والمورمون 22,000 و15,000 من المعمدانيين (بالإضافة إلى 5000 من المعمدانيين الأحرار) واللوثريون 7000، و4000 من الميثوديين (التابعة للكنيسة الولدينسية).

### الديانات الأخرى

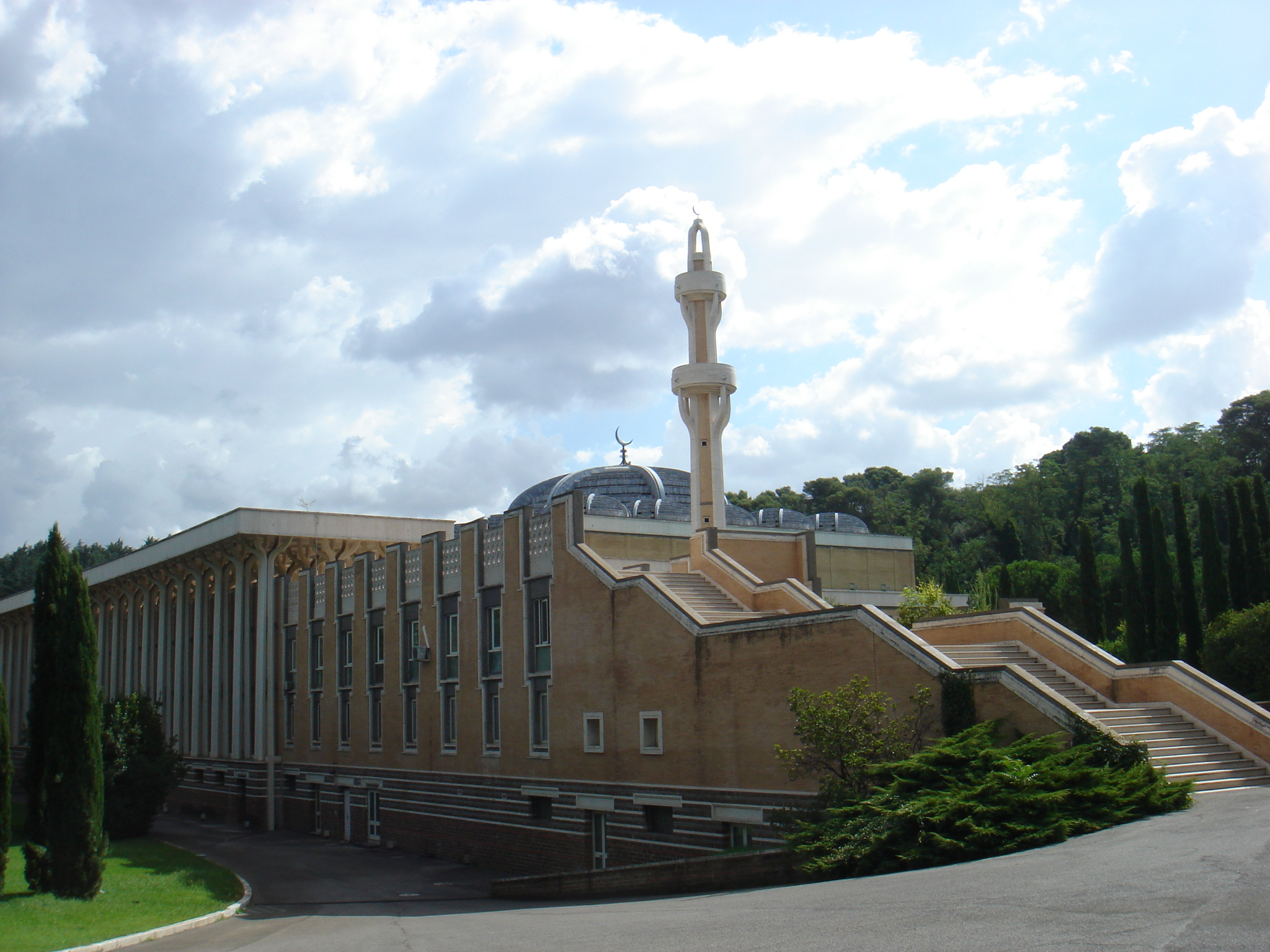
مسجد روما الكبير، أكبر مساجد أوروبا.

أقدم الديانات في إيطاليا هي اليهودية، حيث عاش اليهود في روما القديمة قبل ميلاد المسيح. شهدت إيطاليا العديد من اليهود النافذين مثل لويجي لوزاتي الذي خدم رئيساً للوزراء عام 1910، وإرنستو ناثان عمدة روما منذ سنة 1907 حتى سنة 1913 وشبتاي دونولو (توفي سنة 982). خلال الحرب العالمية الثانية، احتضنت إيطاليا العديد من اللاجئين اليهود من ألمانيا النازية، مع ذلك ومع إنشاء الحكومة الإيطالية الاشتراكية المدعومة نازياً لقي حوالي 15% من اليهود في إيطاليا مصرعهم وذلك على الرغم من رفض الحكومة الفاشية ترحيل اليهود إلى معسكرات الموت النازية. يضاف إلى ذلك الهجرة التي سبقت وتلت الحرب العالمية الثانية وبالتالي لم يبق سوى مجموعة صغيرة من حوالي 45,000 يهودي في إيطاليا اليوم.
بسبب الهجرة من جميع أنحاء العالم ارتفعت نسبة الديانات غير المسيحية. في عام 2009 كان هناك مليون مسلم في إيطاليا ويشكلون 1.6% من السكان، على الرغم من أن الحاملين للجنسية الإيطالية منهم هم 50,000 فقط. تشير تقديرات مستقلة إلى أن تعداد السكان المسلمين في إيطاليا يتراوح بين 0.8 مليون إلى 1.5 مليون نسمة.
هناك أكثر من 200,000 من أتباع العقائد الناشئة في شبه القارة الهندية منهم 70,000 سيخ ولهم 22 معبد في جميع أنحاء البلاد، كما يوجد 70,000 من الهندوس و50,000 من البوذيين. قُدّر عدد البهائيين في إيطاليا بنحو 4,900 شخص في عام 2005.

## الجريمة
تعود أصول المافيا إلى صقلية، وتأثيرها واسع في المجتمع الإيطالي حيث تؤثر بشكل مباشر على 22% من الإيطاليين وعلى 14.6% من الناتج المحلي الإجمالي لإيطاليا، كما أن رئيس الوزراء الإيطالي الحالي سيلفيو برلسكوني متهم بصلات مع الجريمة المنظمة. كلفت مكافحة المافيا حياة الكثيرين بما في ذلك اغتيال قضاة بارزين مثل جيوفاني فالكوني وباولو بورسيلينو.
هناك أربعة مجموعات مافيا منفصلة تسيطر على الجنوب الإيطالي في مناطق أربع مختلفة: كوزا نوسترا في صقلية وكامورا في كامبانيا وندرانجيتا في كالابريا وساكرا كورونا يونيتا في بوليا، ويمارسون نفوذهم على 13 مليون من الإيطاليين. تمتد أعمال هذه المافيات على نطاق أوروبي وعالمي.
يتوقع من الشركات ومنظمي الأعمال والتجار والحرفيين في هذه المناطق دفع «بيتزو» أو أموال حماية لمندوبي المافيا في منطقتهم. نادراً ما يتجنب أحدهم الدفع، بينما من يرفض الدفع قد يجد تجارته وحياته في خطر. أما من لا يستطيع تلبية مطالب المافيا قد تسيطر المافيا جزئيًا أو كليًا على تجارتهم.
تحتل إيطاليا المرتبة 47 عالميًا في معدلات جرائم القتل بنسبة 0.013 لكل 1000 شخص في عينة شملت 63 بلدًا. كما أنها تحتل المرتبة 43 في عدد حالات الاغتصاب في عينة من 65 بلدًا.

## الاقتصاد

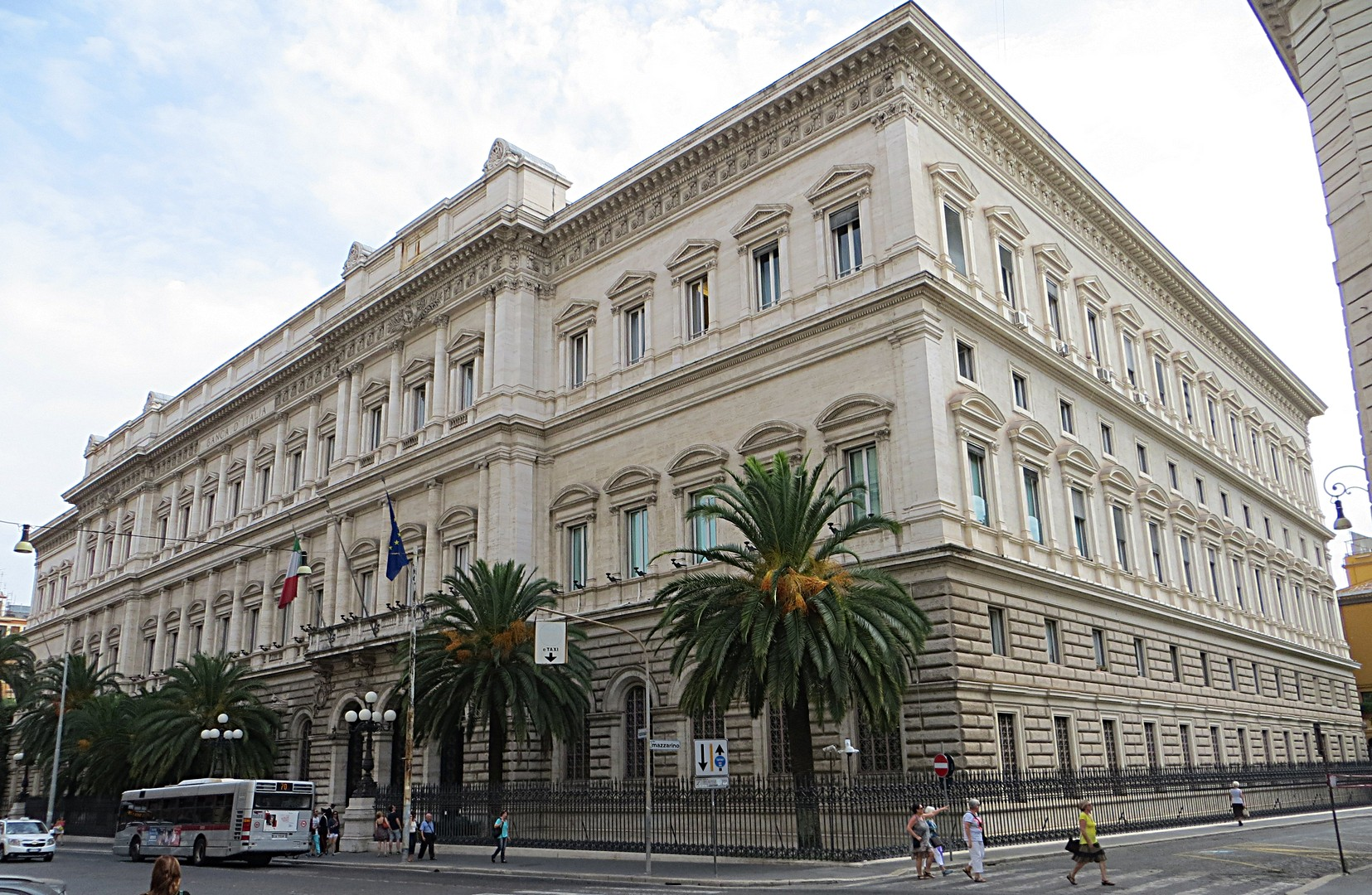
بنك إيطاليا المركزي.

تمتلك إيطاليا اقتصاداً رأسمالياً ببنية تحتية متطورة وحصة مرتفعة من نصيب الفرد من إجمالي الناتج المحلي. وفقاً لصندوق النقد الدولي امتلكت إيطاليا في عام 2008 سابع أكبر اقتصاد في العالم والرابع في أوروبا. إيطاليا هي عضو في مجموعة الدول الثماني الصناعية الكبرى والاتحاد الأوروبي ومنظمة التعاون والتنمية الاقتصادية.
تحولت إيطاليا في فترة ما بعد الحرب من اقتصاد ضعيف يعتمد على الزراعة متضرر بشدة بنتائج الحرب إلى واحدة من دول العالم الصناعية الكبرى، ودولة رائدة في التجارة العالمية والصادرات حيث أنه في عام 1987 تجاوز الاقتصاد الإيطالي نظيره البريطاني في الناتج المحلي الإجمالي (الاسمي) وهو الحدث المعروف باسم «ال سورباسو».
وفقاً للبنك الدولي تمتلك إيطاليا مستويات عالية من حرية الاستثمار والأعمال والتجارة. إيطاليا بلد متقدم ووفقاً لنشرة الإيكونوميست، فهي تمتلك ثامن أعلى نوعية حياة في العالم. تتمتع البلاد بمستوى عال جداً من المعيشة وتحتل المرتبة 18 بين الدول الأكثر تقدماً متجاوزة ألمانيا والمملكة المتحدة واليونان. وفقاً لبيانات يوروستات الأخيرة لا يزال الناتج المحلي الإجمالي للفرد في تعادل القوة الشرائية على قدم المساواة تقريباً مع متوسط الاتحاد الأوروبي.
بالإضافة إلى ذلك تحتل إيطاليا المرتبة الرابعة في العالم (الثالثة باستثناء صندوق النقد الدولي) بالنسبة لاحتياطيات الذهب، حيث يصل احتياطها إلى 2,451.8 طن، مما يجعلها تتأخر عن الولايات المتحدة وألمانيا بفارق بسيط، وتتفوق على فرنسا والصين. تعرف البلاد أيضاً بقطاع الأعمال الاقتصادية النافذ والخلاق، وقطاع زراعي كادح ومنافس، وبسياراتها المبدعة ذات الجودة العالية والتصميم الصناعي وتصميم الأزياء.
على الرغم من هذا يعاني اقتصاد البلاد من مشاكل كثيرة. فبعد وصول نسبة نمو الناتج المحلي الإجمالي إلى أكثر من 8% من عام 1964 فصاعداً، تراجع المعدل في العقد الماضي إلى 1.23% مقارنة بمعدل نمو سنوي وسطي في الاتحاد الأوروبي يصل إلى 2.28%. بالإضافة إلى ذلك توجد فجوة كبيرة في مستويات المعيشة بين الشمال والجنوب. يمكن أن يتجاوز متوسط نصيب الفرد من الناتج المحلي الإجمالي في شمال إيطاليا بكثير متوسط الاتحاد الأوروبي (مثال على ذلك مقاطعة بولسانو حيث وصل الناتج المحلي الإجمالي عام 2006 للفرد 32,900 € (43,861$) وهو 135.5% من وسطي الاتحاد الأوروبي)، في حين أن بعض المناطق والمحافظات في جنوب إيطاليا قد تكون أقل بكثير من متوسط الاتحاد الأوروبي (مثل كامبانيا التي يصل متوسط نصيب الفرد من الناتج المحلي الإجمالي عندها إلى 16,294 € أو 21,722. غالباً ما يشار إلى إيطاليا باسم رجل أوروبا المريض، بسبب تميزها بالركود الاقتصادي وعدم الاستقرار السياسي والمشاكل في متابعة برامج الإصلاح.

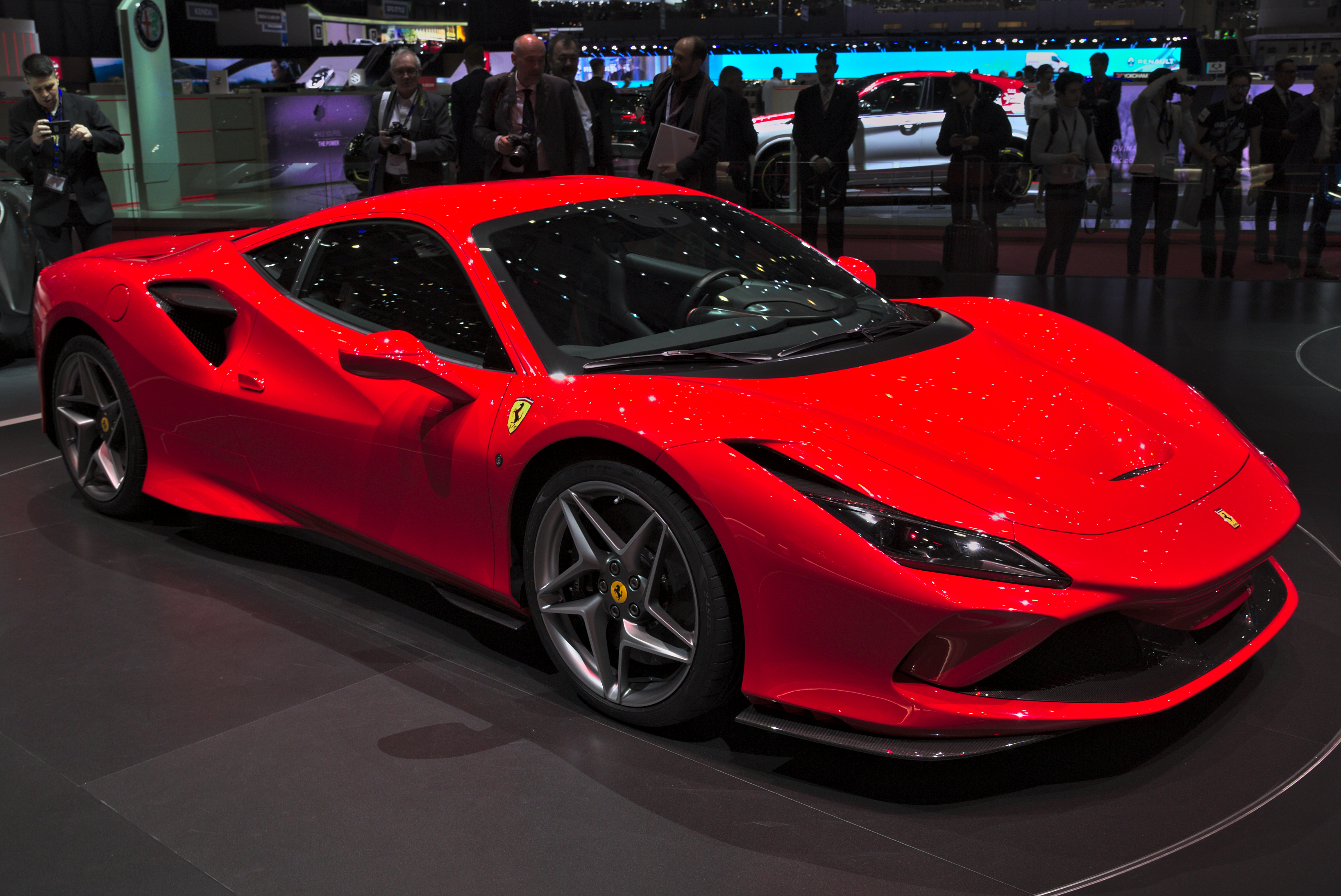
فيراري F8 Tributo.

تعاني إيطاليا من الضعف الهيكلي بسبب طبيعتها الجغرافية وعدم وجود المواد الخام وموارد الطاقة. طبيعة الأراضي جبلية في الغالب وبالتالي الكثير من التضاريس غير صالحة للزراعة المكثفة والاتصالات أكثر صعوبة.
من أسباب ضعف الاقتصاد الإيطالي عدم تطوير البنية التحتية وإصلاحات السوق وبحوث الاستثمار وكذلك ارتفاع العجز العام. في مؤشر الحرية الاقتصادية عام 2008، احتلت المرتبة 64 في العالم و29 في أوروبا وهو أدنى تصنيف في منطقة اليورو. لا تزال إيطاليا تتلقى مساعدات التنمية من الاتحاد الأوروبي كل عام. بين عامي 2000 و2006 تلقت إيطاليا 27.4 مليار يورو من الاتحاد الأوروبي. تعاني الدولة من بيروقراطية رسمية غير فعالة وانخفاض حماية حقوق الملكية ومستويات عالية من الفساد وفرض الضرائب الثقيلة والإنفاق العام الذي يكلف خزينة الدولة نحو نصف إجمالي الناتج المحلي الوطني. بالإضافة إلى ذلك، فإن أحدث البيانات تظهر أن إنفاق إيطاليا في مجال البحث والتطوير في عام 2006 كان يساوي 1.14% من الناتج المحلي الإجمالي وهو أقل من المتوسط في الاتحاد الأوروبي (1.84%) وأقل من هدف استراتيجية لشبونة لتخصيص 3% من الناتج المحلي الإجمالي لأنشطة البحث والتطوير.
تمتلك إيطاليا عدداً أقل من الشركات متعددة الجنسيات ذات المستوى العالمي من الاقتصادات الأخرى ذات الحجم المماثل، ولكن هناك عدد كبير من المؤسسات الصغيرة والمتوسطة الحجم في «المثلث الصناعي» الشمالي (ميلانو وتورينو وجنوة) أو مثلث توسكانا الصناعي (فلورنسا وبراتو وبستويا)، حيث توجد مساحة صناعية مكثفة من الإنتاج الآلي ولا سيما في المناطق الصناعية التي كانت لفترة طويلة العمود الفقري للصناعة الإيطالية. أدى هذا الأمر إلى تشكيل قطاع صناعي يركز غالباً على التصدير إلى الأسواق المتخصصة والمنتجات الفاخرة وقادر على مواجهة المنافسة من الصين وغيرها من الاقتصادات الآسيوية الناشئة على أساس انخفاض تكاليف العمالة.
من صادرات وشركات إيطاليا الكبرى حسب القطاع: السيارات (مجموعة فيات وأبريليا ودوكاتي وبياجيو)، الكيماويات والبتروكيماويات (إني)؛ الطاقة والهندسة الكهربائية (إنيل وإديسون)، الأجهزة المنزلية (كاندي وإنديسيت)، تكنولوجيا الفضاء والدفاع (إلينيا وأغستا وفينميكانيكا)، الأسلحة النارية (بيريتا)، الأزياء (ارماني وفالنتينو وفيرساتشي ودولشي أند غابانا وروبرتو كافالي وبينيتون وبرادا ولوكسوتيكا)، تجهيز الأغذية (فيريرو وباريلا ومارتيني وروسي وكامباري وبارمالات)، السيارات الرياضية والفارهة (فيراري ومازيراتي ولامبورغيني وباجاني)، اليخوت (فيريتي وأزيموت).
كما تشكل صناعة السيارات في إيطاليا مصدر تشغيل كبير جداً في البلد، مع قوة عاملة تفوق 196,000 عامل (2004) تعمل في هذه الصناعة خاصة. تسهم صناعة السيارات إسهاماً كبيراً في الناتج المحلي الإجمالي الإيطالي بنحو 8.5%. تعدّ إيطاليا خامس أكبر منتج للسيارات في أوروبا (2006).

### السياحة

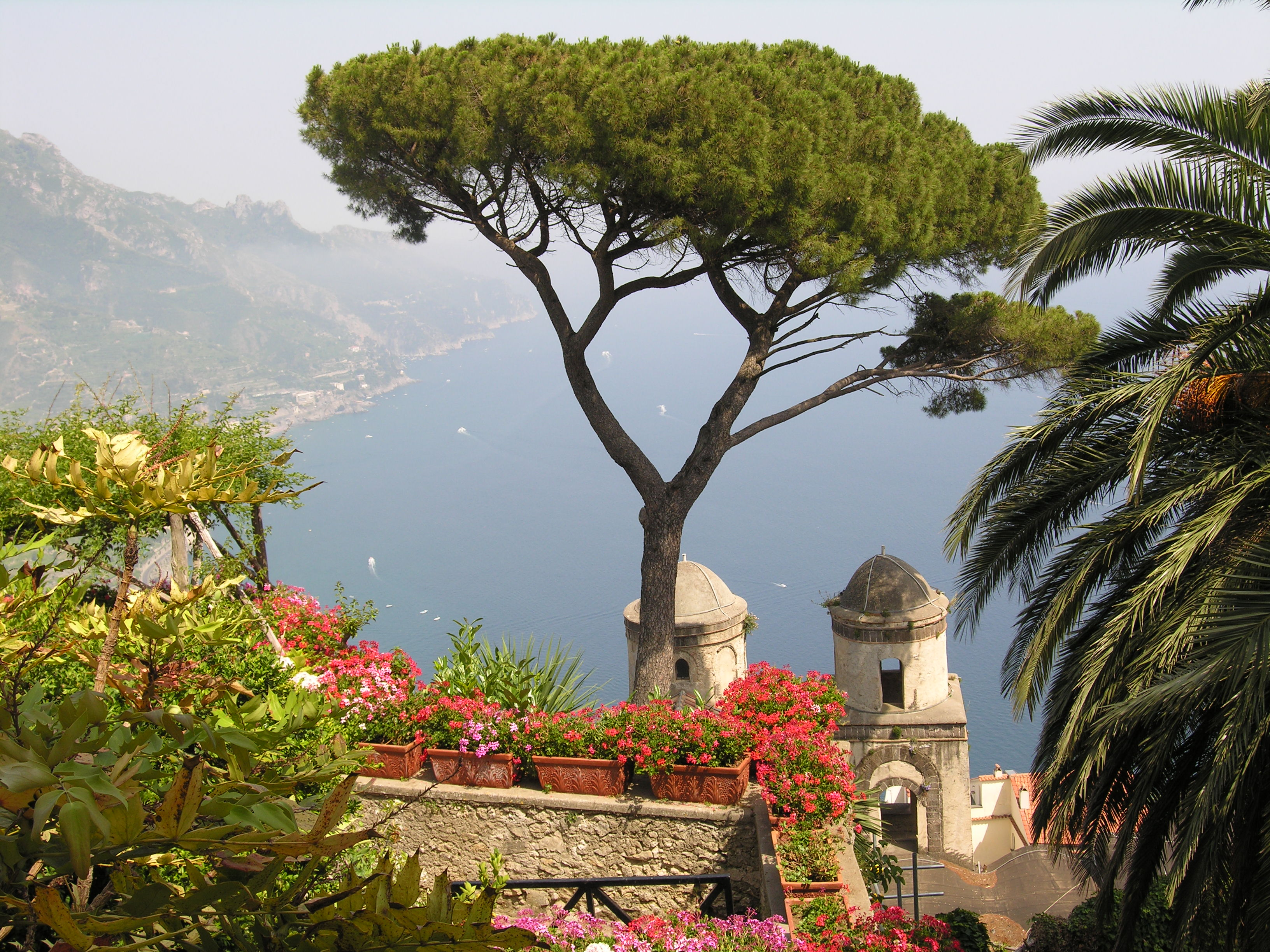
ساحل أمالفي من جانب رافيلو، وهو أحد أشهر الوجهات السياحية في إيطاليا.

السياحة هي إحدى القطاعات الأسرع نمواً والأكثر ربحاً في الاقتصاد الوطني، حيث يزور البلاد 43.7 مليون سائح دولي وعائدات إجمالية تقدر بنحو 42.7 مليار دولار. تعد إيطاليا رابع أكبر دولة سياحية وخامس أكثر الدول زيارة في العالم. على الرغم من التراجع في أواخر عقد الثمانينيات من القرن العشرين وخلال حرب الخليج الثانية، فإن إيطاليا منذ منتصف تسعينات القرن سالف الذكر أعادت بناء صناعة سياحة قوية. أكثر وجهات السياحية في إيطاليا هي الكولوسيوم (4 ملايين سائح سنوياً والمعلم رقم 39 عالمياً من حيث عدد الزوار) وأطلال بومبي (48 عالمياً مع 2.5 مليون زائر).
في عام 2008 كانت أكثر المدن الإيطالية زيارة من قبل السياح الأجانب هي: روما (11 عالمياً بنحو 6,123,000 سائح) وميلان (52 بنحو 1,914,000 زائر) والبندقية (57 بنحو 1,798,000 سائح) وفلورنسا (59 بنحو 1,729,000 سائح) ونابولي (166 بنحو 381,000 سائح) وباليرمو (183 بنحو 316,000 سائح) وفيرونا (188 بنحو 289,000) وريميني (189 بنحو 284,000 سائح) وبولونيا (191 بنحو 279,000 سائح) وجنوة (200 بنحو 243,000 سائح) وتورينو (203 بنحو 240,000 سائح) وأخيراً سيينا (229 بنحو 163,000 سائح).

### البنية التحتية

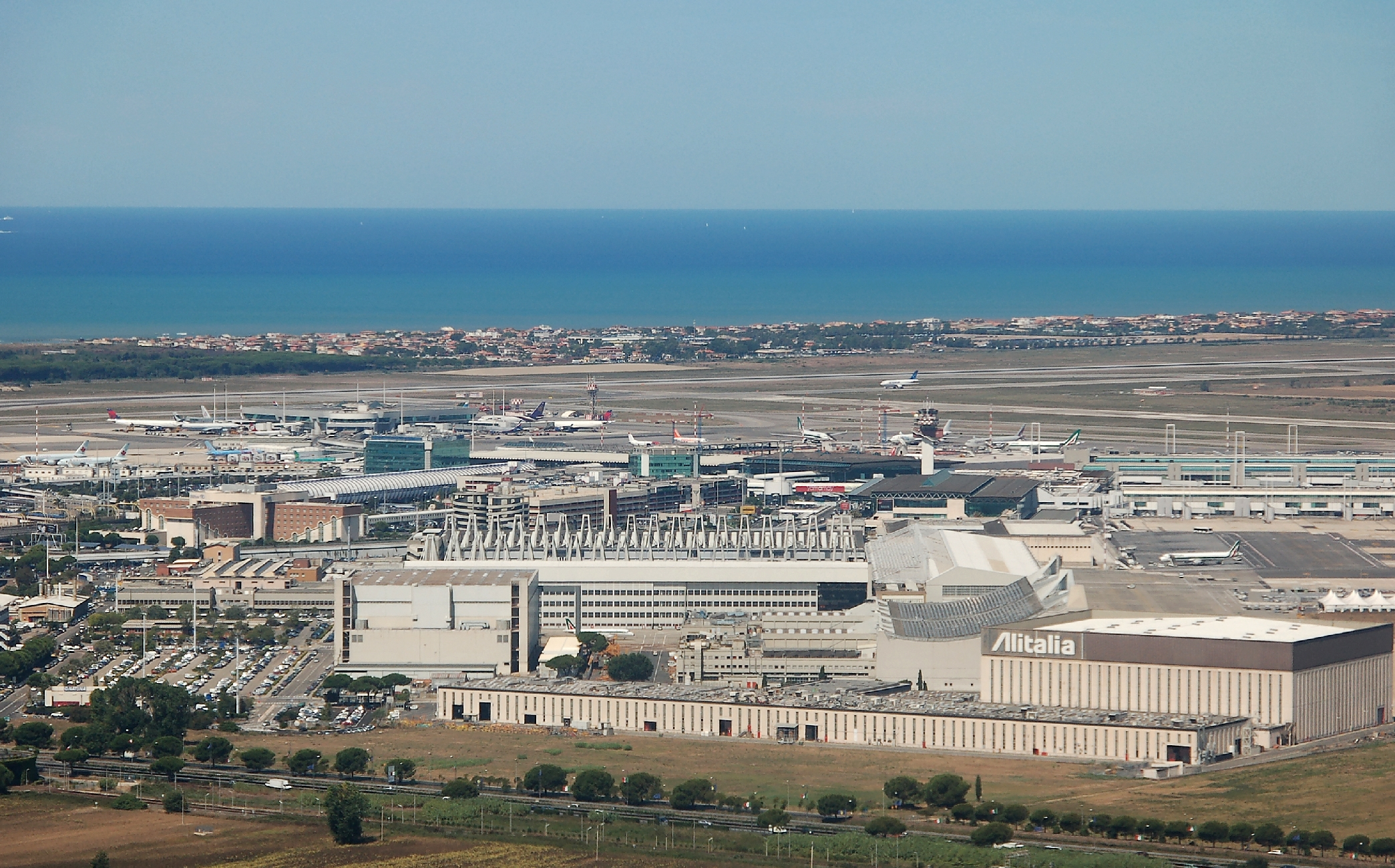
مطار ليوناردو دا فينشي في روما، سادس أكثر المطارات الأوروبية ازدحاماً.

في عام 2004 وفر قطاع النقل في إيطاليا حوالي 119.4 مليار يورو، موظفاً 935,700 شخص في 153,700 مؤسسة. فيما يتعلق بشبكة الطرق الوطنية، كان هناك 668,721 كم (415,612 ميل) من الطرق الصالحة في إيطاليا في عام 2002، بما في ذلك 6,487 كيلومتر (4,031 ميل) من الطرق السريعة، المملوكة للدولة ولكن يديرها القطاع الخاص عن طريق شركة أتلانتيا. في عام 2005، سجل في البلاد حوالي 34,667,000 سيارة ركاب (590 سيارة لكل 1000 شخص) و4,015,000 من مركبات البضائع على شبكة الطرق الوطنية.
الشبكة الوطنية للسكك الحديدية مملوكة للدولة وتديرها فيروفي ديلو ستاتو. في عام 2003 بلغ طول السكك الحديدية في إيطاليا 16,287 كم (10,122 ميل) منها 69% مكهرب ويسير عليها 4937 قاطرة ومقطورة. تتألف شبكة الممرات المائية الداخلية من 1477 كم (918 ميل) من الأنهار والقنوات الصالحة للملاحة في عام 2002. في عام 2004 كان هناك ما يقرب من 30 مطار رئيسي (بما في ذلك اثنين من المحاور الدولية في مالبينسا في ميلانو وليوناردو دا فينشي الدولي في روما) و43 من الموانئ الرئيسية (بما في ذلك ميناء جنوة الأكبر في البلاد وثاني أكبرها في البحر الأبيض المتوسط). امتلكت إيطاليا في عام 2005 أسطولاً جوياً مدنياً من حوالي 389,000 وحدة وأسطولاً تجارياً بحرياً قوامه 581 سفينة.
يعتمد الاقتصاد الإيطالي على مصادر طاقة متنوعة تعتمد بدورها اعتماداً كبيراً على الواردات، ففي عام 2006 استوردت أكثر من 86% من إجمالي استهلاك الطاقة (99.7% من الوقود الصلب و92.5% من النفط و91.2% من الغاز الطبيعي و15% من الكهرباء)، لكن على الرغم من ذلك، احتلت إيطاليا مركز سادس أكبر منتج في العالم لطاقة الرياح خلف الهند وقبل فرنسا والمملكة المتحدة، مع قدرة لوحة مثبتة تبلغ 3736 جيغا واط في عام 2008. لا توجد مفاعلات نووية نشطة داخل البلد. تنتج معظم الطاقة الكهربائية في إيطاليا من الغاز والنفط والفحم والطاقة الكهرمائية.

### الصادرات

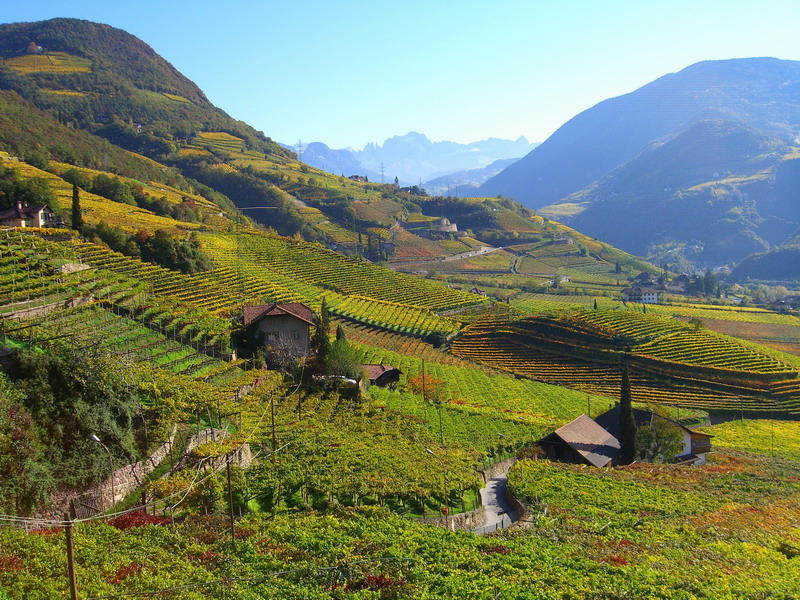
كروم عنب في ترينتينو ألتو أديجي. تعدّ إيطاليا أكبر مصدّر للنبيذ في العالم.

كانت إيطاليا ثامن أكبر مصدّر في العالم  في عام 2007 حيث وصلت قيمة الصادرات الإيطالية إلى 491,507$ مليار منها 118,261$ مليار في قطاع الخدمات التجارية والتي بلغت 504,404$ مليار في منطقة محددة وفقاً لمنظمة التجارة العالمية.
صادرات إيطاليا الكبرى هي الآلات الدقيقة والعربات بمحركات والمواد الكيميائية والسلع الكهربائية. لكن صادرات البلاد الأكثر شهرة هي في مجالات الغذاء والكساء.
إيطاليا مصدر زراعي مهم كونها أكبر مصدّر ومنتج في العالم للكيوي، والعنب (8,519,418 طن) والخرشوف (469,980 طن). أنتجت إيطاليا عام 2005 خمس إنتاج النبيذ في العالم.
أقرب العلاقات التجارية الإيطالية هي مع البلدان الأخرى في الاتحاد الأوروبي والذين يستوردون حوالي 59% من مجموع تجارتها. أكبر الشركاء التجاريين من الاتحاد الأوروبي حسب حصة السوق هم ألمانيا (12.9%) وفرنسا (11.4%) وإسبانيا (7.4%).

## الخدمات العامة

### الرعاية الصحية

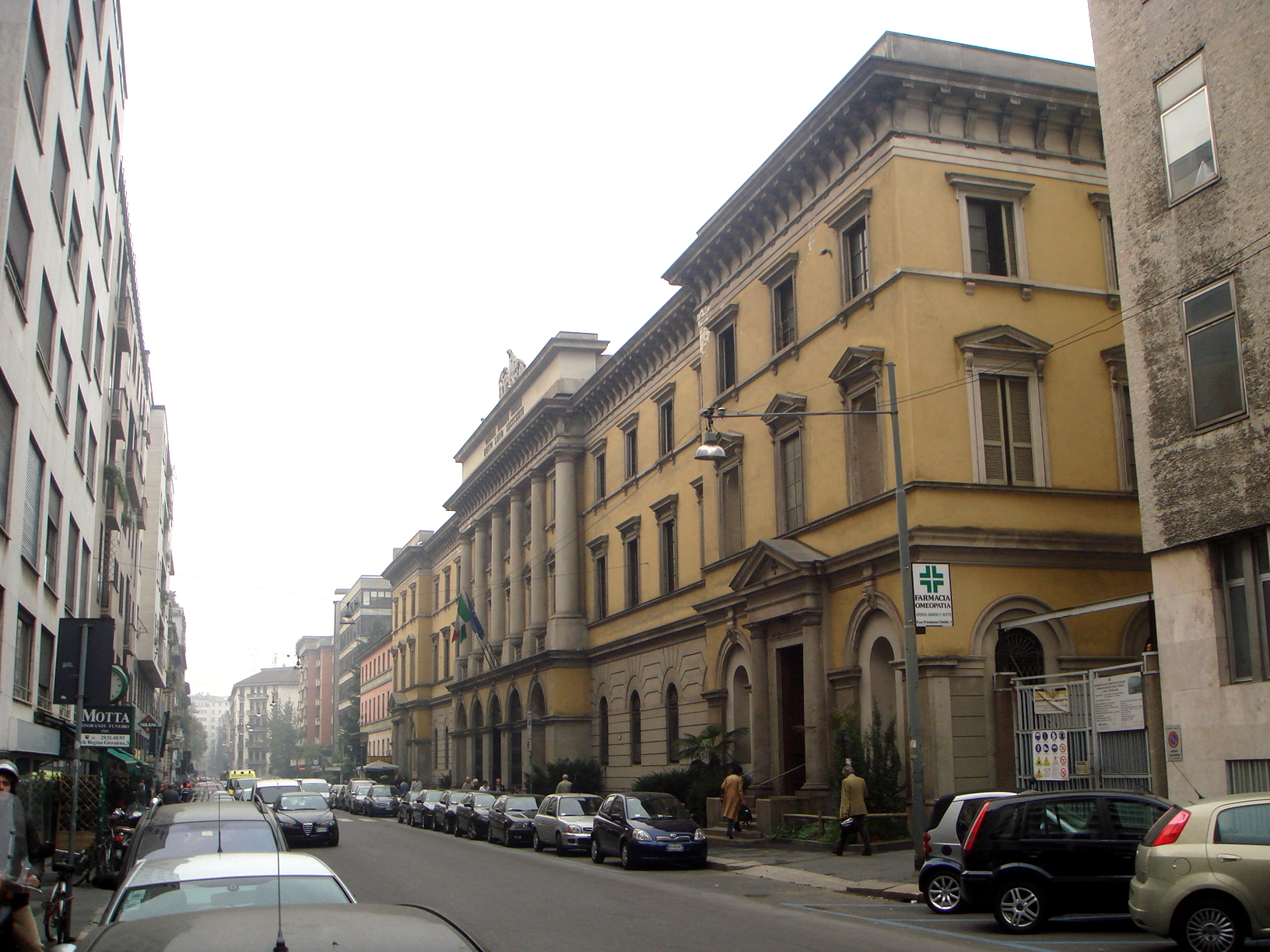
مشفى فاتيبينيفراتيللي في ميلان.

تمتلك البلاد نظام رعاية صحية وطني تأسس عام 1978. يبلغ مقدار الإنفاق على الرعاية الصحية في إيطاليا 9.0% من الناتج المحلي الإجمالي للبلاد وهو أعلى قليلاً من متوسط دول منظمة التعاون والتنمية الاقتصادية عند 8.9%، ومع ذلك فإن إيطاليا تمتلك ثاني أفضل نظام رعاية صحية في العالم، كما أن متوسط العمر المتوقع في البلاد يحتل المرتبة 19 عالمياً  وتحتل المرتبة الثالثة من حيث جودة أداء الرعاية الصحية. وصل توقع الحياة في إيطاليا عند الولادة إلى 80.9 في عام 2004 وهو أعلى من متوسط منظمة التعاون والتنمية. كما بلغ معدل وفيات الرضع 4.7% (متوسط منظمة التعاون والتنمية 5.4%) في عام 2005.
رغم ما سبق فإن إيطاليا كما هو الحال في جميع دول منظمة التعاون والتنمية تعاني من زيادة في نسبة الأشخاص الذين يعانون من السمنة المفرطة وزيادة الوزن. ارتفعت النسبة من 7.0% في عام 1994 إلى 9.9% في عام 2005. توجد حالياً أقسام خاصة في مشافي إيطاليا لمعالجة هذه المجموعة.
بالإضافة إلى ذلك انخفضت نسبة المدخنين يومياً في نفس الفترة خلال الفترة الممتدة بين عاميّ 1990 و2005 من 27.8% إلى 22.3% (متوسط منظمة التعاون والتنمية 24.3%). فرض حظر التدخين في جميع المباني العامة منذ 10 يناير/ تشرين الثاني سنة 2005. يعاقب كل من يخالف هذا القانون بغرامة يتراوح قدرها بين 27.5 € إلى 275 €.

### التعليم

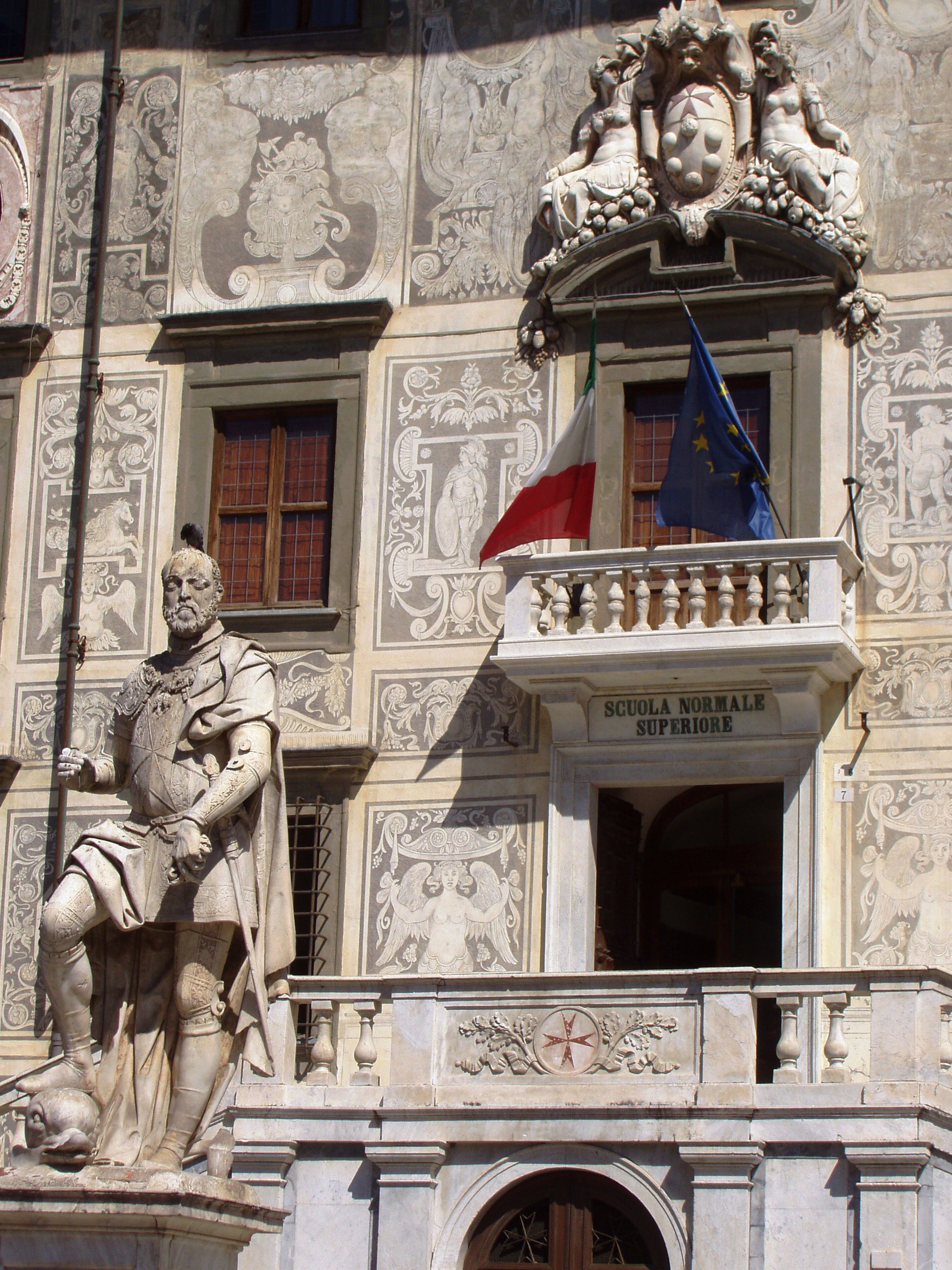
قسم من جامعة بيزا.

التعليم العام في إيطاليا مجاني وإلزامي للأولاد الذين تتراوح أعمارهم بين 6 و14 سنة. تمتد المرحلة الابتدائية على خمس سنوات والمرحلة الثانوية لمدة ثماني سنوات والتي تنقسم بدورها إلى المرحلة الأولى (المرحلة المتوسطة)، والمرحلة الثانية (أو المدرسة الثانوية). تمتلك إيطاليا معايير تعليم عامة عالية متجاوزة البلدان الأخرى المتقدمة القابلة للمقارنة مثل المملكة المتحدة وألمانيا. يوجد في البلاد قطاعا تعليم: عام وخاص.
وفقا لمؤشرات العلوم الوطنية (1981-2002)، وهي قاعدة تنشرها مجموعة خدمات البحوث وتحتوي على قوائم الإنتاج وإحصاءات لأكثر من 90 بلداً، تحتل إيطاليا مرتبة أعلى من المتوسط في ناتج الأوراق العلمية (من حيث عدد الصفحات المكتوبة ولو كانت صفحة وحيدة كاتبها إيطالي) في مجال علوم الفضاء (9.75% من الأوراق العلمية في العالم من إيطاليا) والرياضيات (5.51% من الأوراق في العالم) وعلم الحاسوب وعلوم الأعصاب والفيزياء، أما المجالات الأدنى ولكنها لا تزال أعلى قليلاً من الوسطي العالمي فهي في مجال العلوم الاجتماعية وعلم النفس والطب النفسي وعلم الاقتصاد والأعمال.

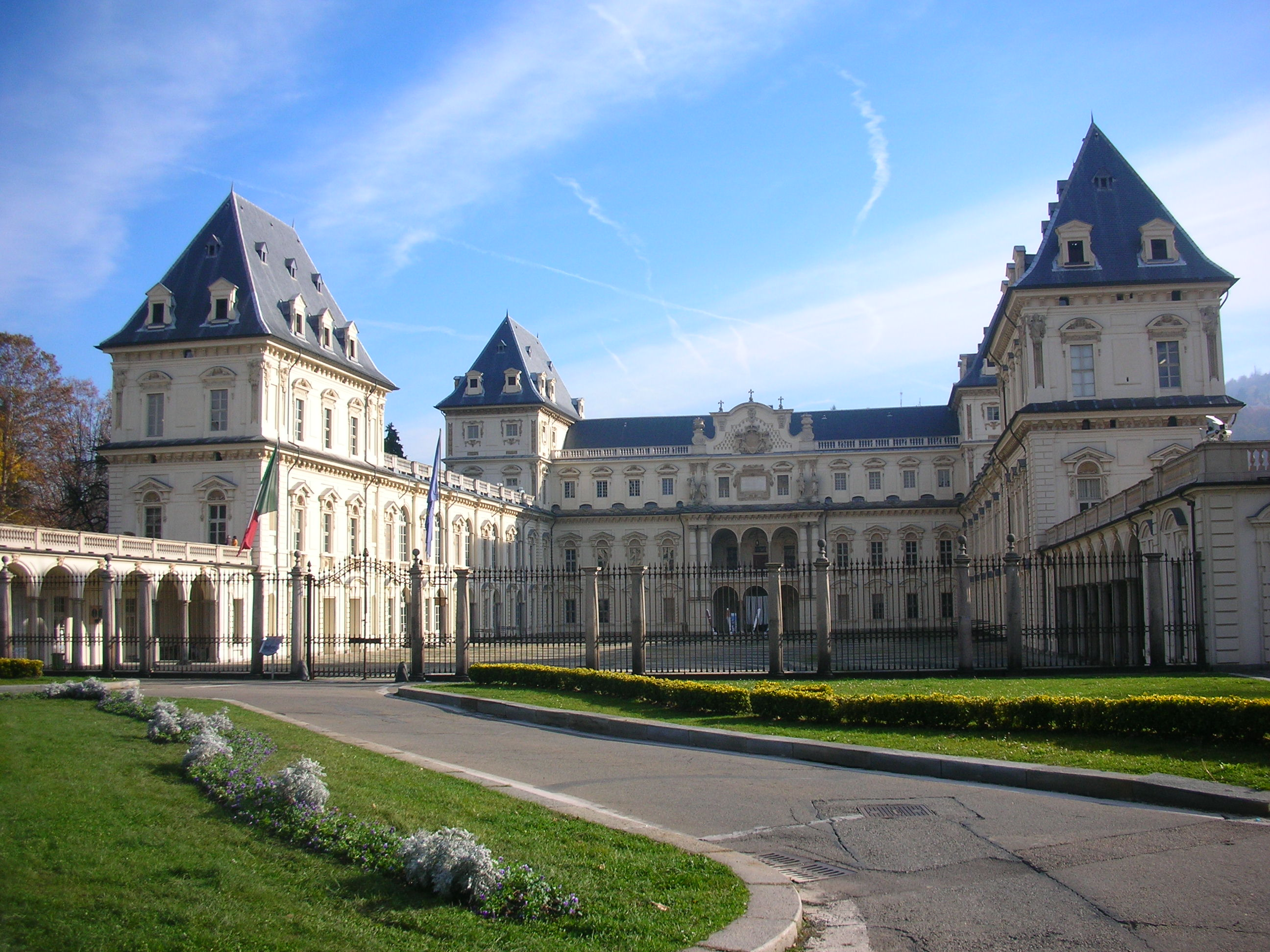
جامعة البوليتكنيك في تورينو.

تستضيف إيطاليا مجموعة واسعة من الجامعات والكليات والمعاهد. صنفت جامعة بوكوني في ميلانو من بين أفضل 20 كلية أعمال في العالم وفقاً لصحيفة وول ستريت جورنال، خاصة بفضل برنامج الماجستير في إدارة الأعمال، والتي وضعتها في عام 2007 في المرتبة السابعة عشر من حيث تفضيل توظيف الخريجين من قبل الشركات المتعددة الجنسيات الكبرى. أما مجلة فوربس فوضعت جامعة بوكوني في المرتبة الأولى عالمياً في الفئة الخاصة بقيمة المال. في أيار / مايو 2008، تجاوزت بوكوني العديد من كليات الأعمال العالمية التقليدية في تصنيف فاينانشال تايمز للتعليم التنفيذي، لتحصد المركز الخامس في أوروبا والخامس عشر في العالم. في عام 2013، صنف مركز الجامعات العالمية جامعة روما سابينزا في المرتبة 62 على مستوى العالم العالم والأولى على مستوى إيطاليا في تقريرها السنوي لتصنيف الجامعات العالمية.
من بين الجامعات والمعاهد الأخرى المتميزة: جامعة البوليتكنيك في تورينو وجامعة البوليتكنيك في ميلانو والتي حصلت على المرتبة 57 عالمياً بين الجامعات التقنية في العالم في عام 2009، في البحث الذي أجري لصالح صحيفة تايمز هاير إديوكيشن. رفع هذا البحث مرتبة الجامعة 6 مراتب من مرتبة 63 في عام 2008. في عام 2009 وضعها بحث إيطالي على قمة الأفضل في إيطاليا من خلال مؤشرات مثل الإنتاج العلمي واجتذاب الطلاب الأجانب وغير ذلك. حلت جامعة لا سابينزا عام 2005 في المرتبة 33 بين أفضل جامعات أوروبا، وتصنف ضمن أفضل 150 جامعة في العالم. ووصلت جامعة لا سابينزا أيضًا إلى لائحة أفضل 150 جامعة في العالم، حصدت جامعة ميلانو، التي تطورت أنشطة البحث والتدريس فيها على مر السنين، شهادات تقدير دولية هامة، كما أنها العضو الإيطالي الوحيد في رابطة جامعات البحوث الأوروبية، وهي مجموعة من عشرين جامعة أوروبية مرموقة مختصة بالأبحاث المكثفة، كما منحت المراتب التالية: الأولى في إيطاليا والسابعة في أوروبا (ترتيب ليدن - جامعة لايدن).
جامعة بولونيا هي أقدم جامعة في إيطاليا وفي العالم الغربي، وقد صُنفت ضمن قائمة أفضل 200 جامعة في العالم في عام 2009 حسب صحيفة التايمز، لتكون بذلك الوحيدة بين الجامعات الإيطالية التي دخلت هذه القائمة. جامعة بادوا لا تزال أيضاً واحدة من أقدم الجامعات في أوروبا. وتحتل جامعة بولونيا وجامعة بادوفا وجامعة لا سابينزا قائمة أفضل 3 جامعات في إيطاليا وفقاً للتصنيف كيو إس.

### الاتصالات والإعلام
تتميز إيطاليا بخدمات هاتف البيانات الحديثة. يوجد في البلد 17.7 مليون مضيف إنترنت وهي بذلك الرابعة عالمياً، و32 مليوناً من مستخدمي الإنترنت وهي بذلك العاشرة عالمياً. يوجد في البلاد 88.58 مليون هاتف محمول، وهو ما يتجاوز بكثير عدد السكان الفعلي ويضعها في المرتبة 11 على مستوى العالم، و20 مليون خط هاتف ثابت. تمتلك إيطاليا كابلات ذات قدرة عالية للاستخدام المنزلي في الهواتف والعديد من الاتصالات الدولية.
ظهر أول شكل من أشكال التلفزة في إيطاليا في عام 1939 عندما بدأ البث التجريبي الأول. لكنه لم يستمر طويلاً حيث تعطل البث بعدما دخلت إيطاليا الفاشية الحرب العالمية الثانية في عام 1940 ولم تستؤنف فعلياً إلا بعد تسع سنوات من انتهاء النزاع أي في عام 1954. توجد شبكتان تلفزيونيتان وطنيتان: «راي» المملوكة للدولة والممولة برسوم ترخيص سنوية إلزامية، وميدياست الشبكة التجارية التي أسسها رئيس الوزراء الإيطالي الحالي سيلفيو برلسكوني. في حين أن العديد من الشبكات الأخرى موجودة أيضاً على الصعيدين الوطني والمحلي لكن تلك الشبكتان وحدهما يشكلان 80% من تقديرات التلفزيون.
كما هو الحال في جميع وسائل الإعلام الإيطالية الأخرى، تعدّ صناعة التلفزيون الإيطالي مسيسة بشكل واسع على حد سواء داخل وخارج البلاد. تخضع شبكة راي وخلافاً لهيئة الاذاعة البريطانية، التي تسيطر عليها هيئة مستقلة، لسيطرة الحكومة المباشرة؛ بينما تتبع أغلب المحطات التجارية المهمة في البلاد بدورها لرئيس الوزراء الحالي. وفقاً لاستطلاع ديسمبر 2008 فإن 24% فقط من الإيطاليين يثقون بالبرامج الإخبارية التلفزيونية مقارنة بنظرائهم البريطانيين، التي تصل نسبتهم إلى 38%، مما يجعل من إيطاليا واحدة من ثلاثة بلدان تعدّ الإنترنت مصدراً موثوقاً للمعلومات أكثر من التلفاز. تمتلك إيطاليا إلى جانب تركيا أحد أدنى مستويات حرية الصحافة في أوروبا حتى أنها تقع وراء بعض البلدان الشيوعية السابقة مثل بولندا وجمهورية التشيك.

## المجتمع

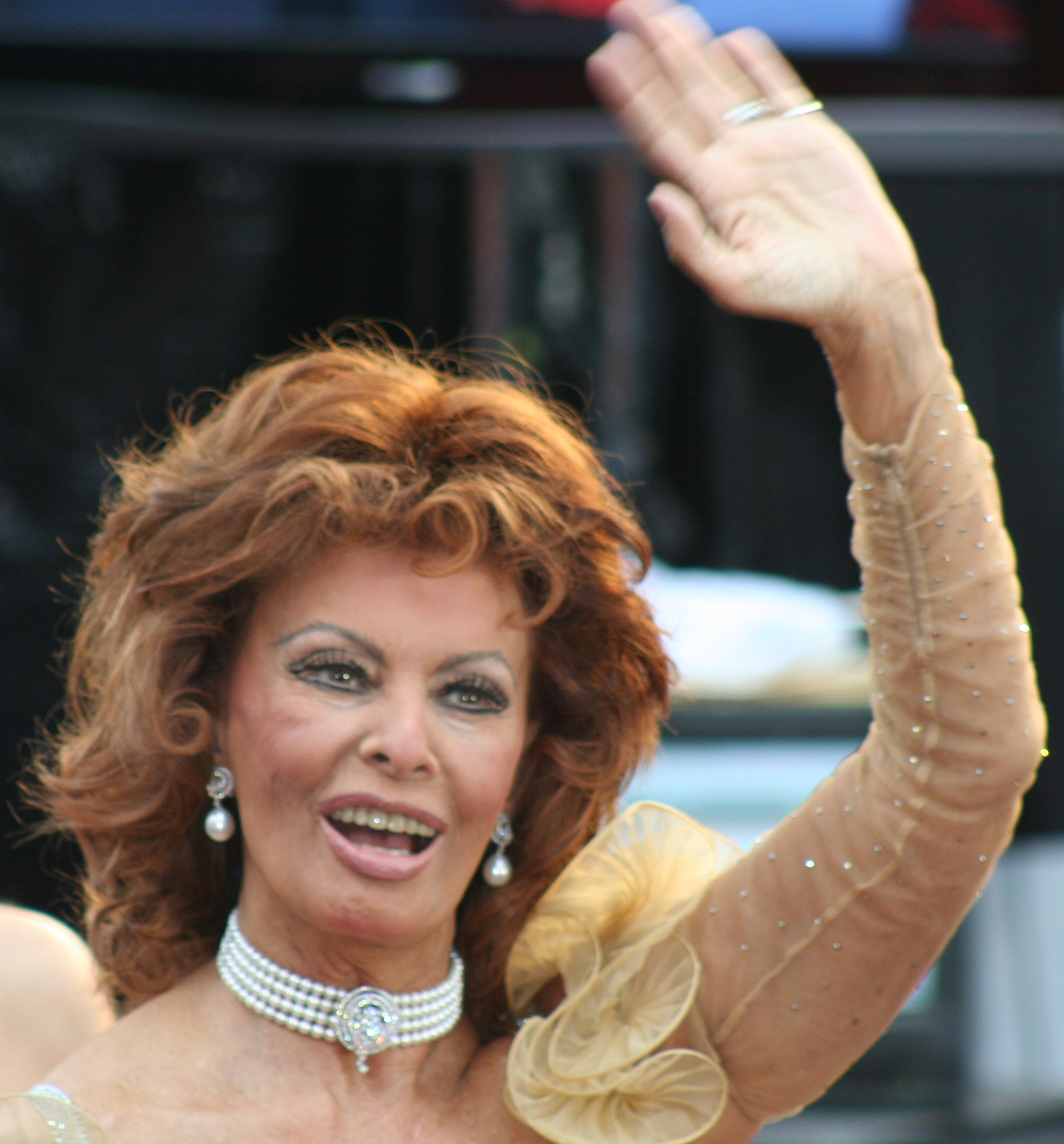
صوفيا لورين: إحدى أشهر الممثلات الإيطاليات.

سميت إيطاليا عام 2009 سادس أكثر البلاد قيمة على الصعيد الدولي، حيث سبقتها فرنسا وألمانيا والمملكة المتحدة وكندا واليابان وتفوقت على الولايات المتحدة وسويسرا وأستراليا والسويد وإسبانيا، كما أنها التاسعة في تصنيف التصدير لعام 2008، والأولى في تصنيف السياحة، والثانية في التصنيف الثقافي، والثالثة في تصنيف الشعب والتاسعة في تصنيف الهجرة.

### الطبقات الاجتماعية والحقوق
ينقسم المجتمع الإيطالي إلى طبقات مختلفة: الطبقة البرجوازية والطبقة الوسطى والطبقة البرجوازية الصغرى في المناطق الحضرية والبرجوازية الصغرى في المناطق الريفية والطبقة العاملة في المدن والطبقة العاملة الريفية.
للمرأة حقوق متساوية مع الرجل وبشكل رئيسي في العمل والتجارة وفرص التعليم. لكن بعض التقليديين في المجتمع الإيطالي (لا سيما في الجنوب)، لا يزالوا يميلون إلى معاملة المرأة على أنها أقل شأناً من الرجل إلى حد ما، ولكن حقوق المرأة في إيطاليا تبقى تماثل معظم البلدان الغربية.
يقبل القانون الإيطالي بالمثلية الجنسية والمتحولين جنسياً، لكنهم رغم ذلك يواجهون تحديات قانونية لا يعاني منها غير المثليين. النشاط الجنسي المثلي مسموح به في إيطاليا، لكن الشريكين من نفس الجنس والأسر التي يرأسها أزواج من نفس الجنس ليست مؤهلة للحصول على الحماية القانونية المتاحة للأزواج من غير المثليين.
تغيرت الآراء الإيطالية في الماضي حيث أن الشعب حالياً أكثر دعماً وتحرراً فيما يخص حقوق المثليين، لكنه لا يزال دون درجة التحرر في الدول الأوروبية الأخرى. ينظر إلى التسامح بطريقة غريبة حيث أن التأثير الديني للكنيسة الكاثوليكية الرومانية تأصل في المجتمع الإيطالي لما يقرب من 1700 سنة، أما الساسة الإيطاليين المحافظين مثل سيلفيو برلسكوني يعارضون في كثير من الأحيان المزيد من حقوق المثليين. أظهر مسح يوروباروميتر في ديسمبر/ كانون الأول 2006 أن 31% من الإيطاليين ممن شملهم الاستطلاع يؤيدون زواج المثليين و24% منهم يعترف بحق الزوجين من نفس الجنس بالتبني (وسطي الاتحاد الأوروبي 44% و33%). أما في استطلاع أخير في 2007 يسأل عما إذا كنت تؤيد قانون الشراكة المدنية للمثليين فإن 45% أبدوا دعمهم بينما عارضه 47% وقال 8% أنهم غير متأكدين. يسمح أيضاً للمثليين بالخدمة العسكرية الكاملة.

### الحياة اليومية والترفيه

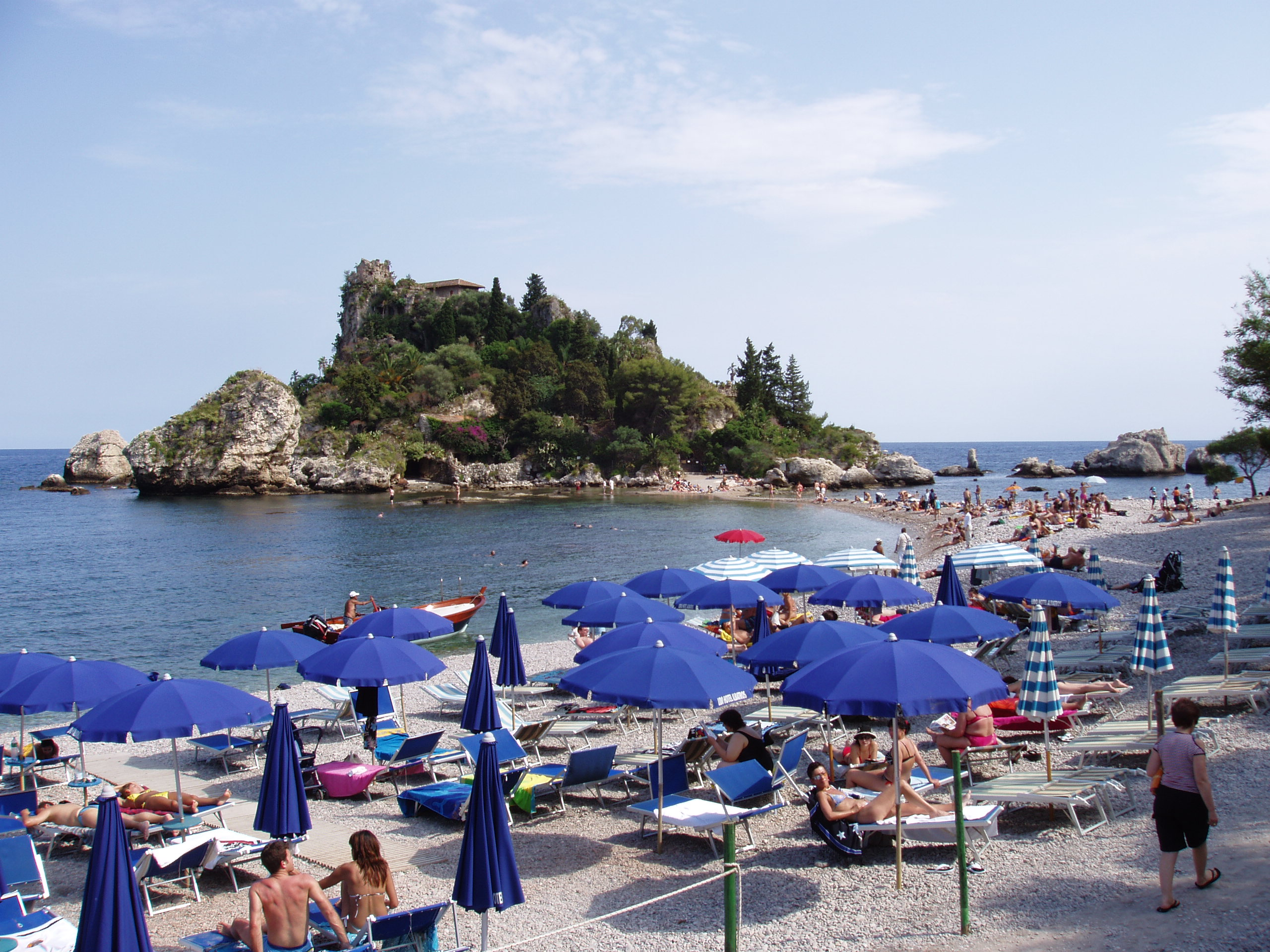
شاطئ في صقلية.

تغيرت عادات الإيطاليين الاجتماعية والحياة اليومية بشكل عميق منذ الحرب العالمية الثانية وتحولت البلاد من مجتمع تقليدي للغاية قائم على الزراعة إلى مجتمع تقدمي وحديث.
يفضل معظم الطليان القيام بأنشطة مثل الذهاب إلى السينما وقراءة الصحف ومشاهدة التلفاز والاستماع إلى الراديو والمطالعة وممارسة الرياضة. وفقاً لبعض الدراسات الاستقصائية، فإن الإيطاليين عمومًا راضون للغاية عن العلاقات الاجتماعية والأسرية والرعاية الصحية والحياة اليومية وعلاقات الصداقة ولكنهم يجدون الوضع الاقتصادي وفرص العثور على عمل عموماً أقل إرضاء، وخصوصاً في أجزاء من جنوب إيطاليا التي تعاني من بطالة مرتفعة نسبياً. تجري اللقاءات الاجتماعية في ساحات البلاد الوفيرة وفي الحانات والمراقص ومطاعم البيتزا والمطاعم الأخرى حيث أن الترفيه يلقى شعبية بين الإيطاليين وخاصة بين الأجيال الشابة. لا تزال السيارات تشكل جزءاً قوياً من الحياة اليومية الإيطالية لكن هذا الشغف أدى إلى ازدحام المدن بها.

### التقاليد وآداب المائدة
تمتلك إيطاليا قواعد سلوك مماثلة لنظيراتها في أوروبا. الانفتاح والثقة وتقديم النفس بشكل جيد والظهور بشكل أنيق عند لقاء أشخاص جدد أساسي لترك انطباع جيد ويعرف بالإيطالية باسم «لا بيلا فيغورا» أو «المظهر الحسن». الاجتماعات العائلية على مائدة الطعام تعدّ هامة مع الالتزام بآداب المائدة. تميل الأسر إلى تناول الطعام معاً على طاولة واحدة، أما في الآحاد أو في المناسبات الخاصة قد تتم دعوة الأصدقاء أو الأقارب للمنزل أو إلى مطعم لتناول وجبة معاً.

### الأعياد والعطل الرسمية
قائمة بالعطل الرسمية في إيطاليا:
| التاريخ           | الاسم بالعربية    | الاسم المحلي                              | ملاحظات                               |
| ----------------- | ----------------- | ----------------------------------------- | ------------------------------------- |
| 1 يناير           | يوم رأس السنة     | Capodanno                                 |                                       |
| 6 يناير           | عيد الغطاس        | Epifania                                  |                                       |
| متبدل             | أحد الفصح         | Pasqua                                    |                                       |
| الاثنين بعد الفصح | اثنين الفصح       | Lunedì dell'Angelo, Pasquetta             |                                       |
| 25 أبريل          | عيد التحرير       | Festa della Liberazione                   | نهاية الحرب العالمية الثانية سنة 1945 |
| 1 مايو            | يوم العمال        | Festa dei Lavoratori                      |                                       |
| 2 يونيو           | يوم الجمهورية     | Festa della Repubblica                    | ولادة الجمهورية الإيطالية سنة 1946    |
| 15 أغسطس          | عيد انتقال عذراء  | Ferragosto وAssunzione                    |                                       |
| 1 نوفمبر          | جميع القديسين     | Ognissanti أو Tutti i santi               |                                       |
| 8 ديسمبر          | الحبل بها بلا دنس | Immacolata Concezione (أو فقط Immacolata) |                                       |
| 25 ديسمبر         | عيد الميلاد       | Natale                                    |                                       |
| 26 ديسمبر         | يوم القديس ستيفان | Santo Stefano                             |                                       |

## البيئة

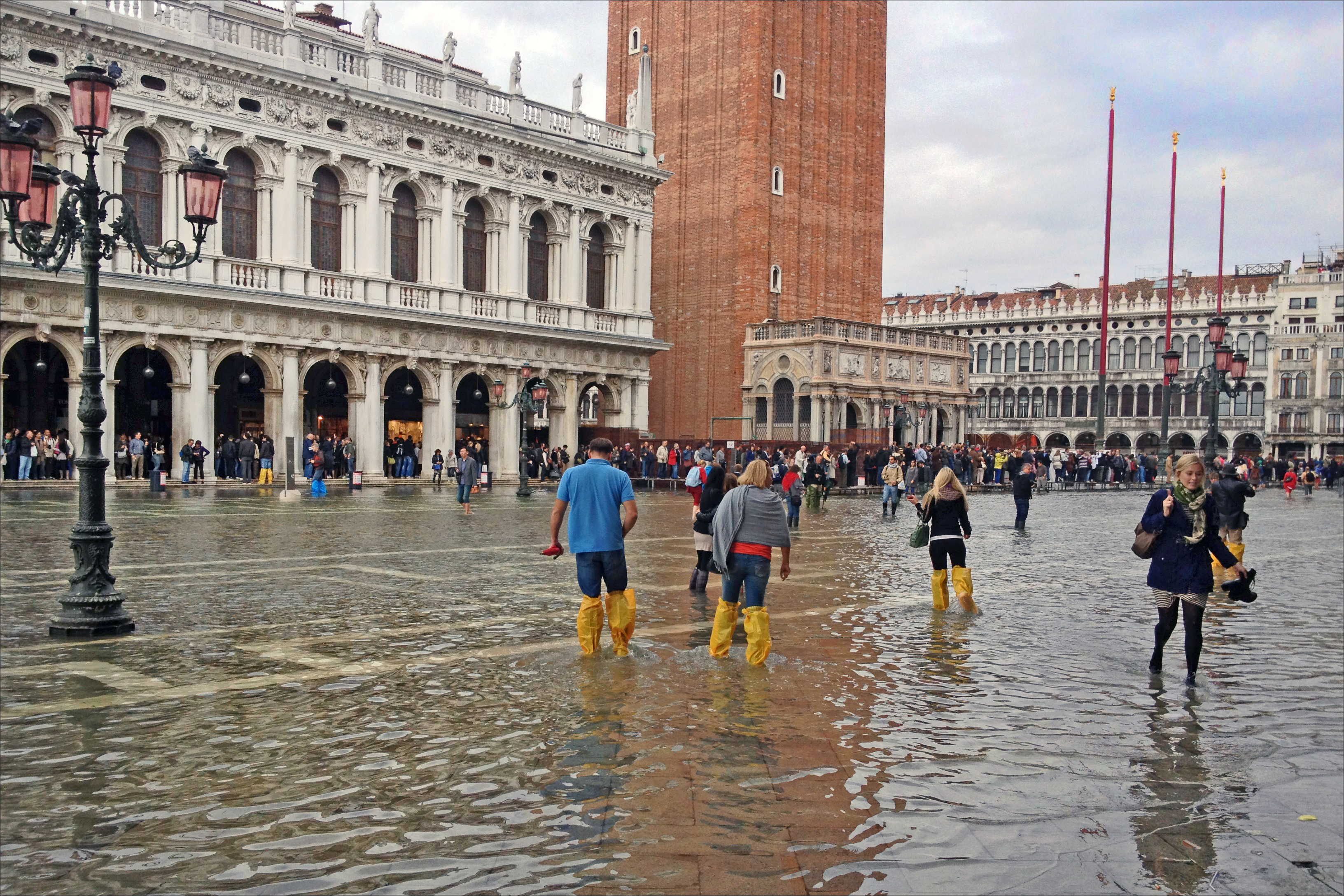
تعاني البندقية من فيضانات ناجمة عن ارتفاع منسوب المياه.

لم تقم إيطاليا بمواجهة مشاكلها البيئية فوراً بعد النمو الصناعي السريع، وهي حالياً تحتل حالياً المرتبة 84 عالمياً في تحقيق الاستدامة البيئية، بعد أن قامت بالعديد من التحسينات. يعد تلوث الهواء مشكلة خطيرة ولا سيما في الشمال الصناعي، حيث تحتل المرتبة العاشرة عالمياً من حيث أعلى مستوى انبعاثات ثاني أكسيد الكربون الصناعي، الذي وصل إلى 7.03 طن في تسعينات القرن العشرين للفرد الواحد. ازدادت انبعاثات أول أكسيد الكربون في البلاد بنسبة 12% في الفترة بين عامي 1985 و1989.
أدى الازدحام المروري في المناطق الحضرية الكبرى في إيطاليا مثل ميلانو وروما ونابولي إلى ارتفاع مستويات التلوث فيها مما يتسبب في مشاكل بيئية وصحية. برزت هذه المشكلة مؤخراً في 80 بلدة ومدينة في شمال إيطاليا خلال يوم مكافحة الضباب الدخاني حيث أوقفت كل حركة المرور غير الضرورية. تراجعت مستويات التلوث في الهواء كثيرًا منذ سبعينات وثمانينات القرن العشرين، ووجود الضباب الدخاني أصبح ظاهرة نادرة على نحو متزايد وبدأت مستويات ثاني أكسيد الكبريت بالتناقص. يميل تلوث الهواء في المناطق الأقل توسعاً مثل جبال الألب الإيطالية وأجزاء من جنوب إيطاليا إلى أن يكون أقل بكثير من التلوث في المناطق الصناعية.
كما تلوثت العديد من المجاري المائية والامتدادات الساحلية بسبب النشاط الصناعي والزراعي، بينما أدى ارتفاع منسوب المياه إلى حدوث فيضانات متعددة في البندقية على مر السنوات الأخيرة. لا يتم التخلص من النفايات الصناعية بالوسائل القانونية دائماً، مما يؤدي إلى آثار صحية دائمة على سكان المناطق المتضررة، كما هو الحال في كارثة سيفيزو. شغلت البلاد أيضاً العديد من المفاعلات النووية بين سنتيّ 1963 و1990 ولكن بعد كارثة تشيرنوبيل وإجراء استفتاء حول هذه القضية تم إنهاء البرنامج النووي وهو القرار الذي ألغي من قبل الحكومة في عام 2008. تم التوقيع على اتفاق مع فرنسا في عام 2009 لبناء ما يصل إلى أربع محطات نووية جديدة.
أدت إزالة الغابات ومشاريع البناء غير المرخص وسوء سياسات إدارة الأراضي إلى تآكل كبير في المناطق الإيطالية الجبلية مما يؤدي إلى كوارث بين الحين والآخر وخسائر كبيرة في الأرواح مثل فيضان سد فايونت والانهيارات الطينية في ميسينا والانهيارات الطينية في سارنو التي أزهقت أرواح 137 شخصاً في عام 1998.
نشأت حركة المدينة البطيئة في إيطاليا، وتضم 67 مدينة، تشترط على أعضائها جودة الحياة والنمو المستدام.

## الثقافة

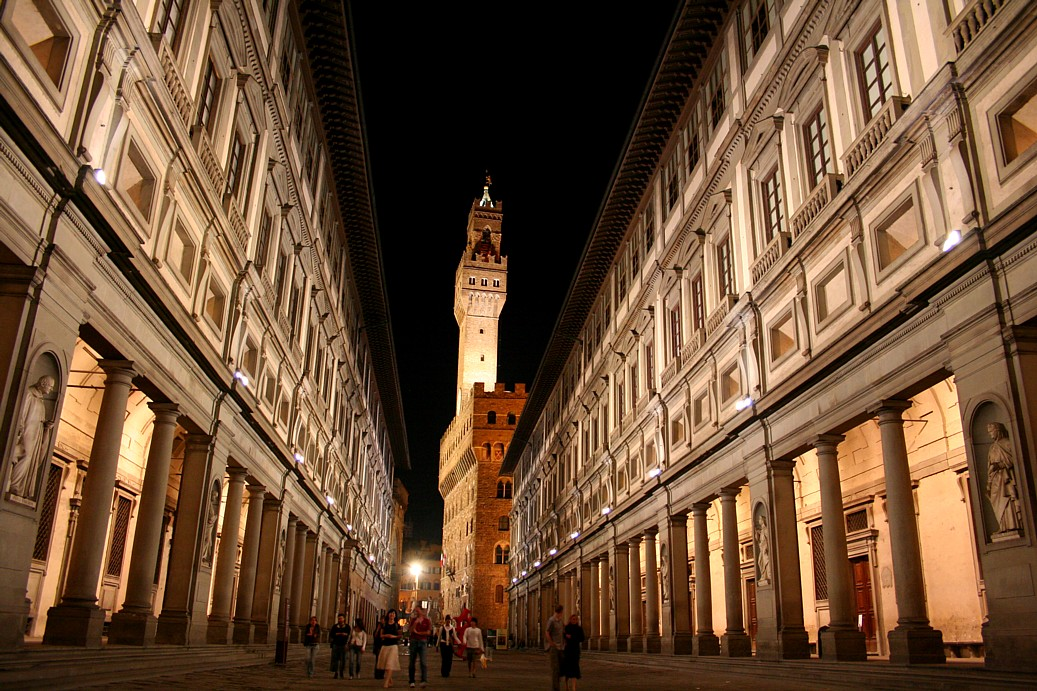
أوفيزي في فلورنسا.

لم تذكر إيطاليا كدولة حتى توحيد البلاد في سنة 1861. نتيجة لهذا التوحيد في وقت متأخر نسبياً والحكم الذاتي التاريخي للمناطق الإيطالية، فإن الكثير من التقاليد والعادات الإيطالية الآن يمكن تحديد مناطقها الأصلية. على الرغم من التميز السياسي والاجتماعي لهذه المناطق فإن المساهمات الإيطالية في التراث الثقافي والتاريخي لأوروبا والعالم لا يزال هائلاً. إيطاليا هي موطن لأكبر عدد من مواقع التراث العالمي لليونسكو (44) حتى الآن وتمتلك مجموعة غنية من الأعمال الفنية والثقافية والأدبية من فترات مختلفة. كما امتلكت إيطاليا تأثيراً ثقافياً واسعاً في جميع أنحاء العالم، يرجع ذلك أيضاً إلى وجود مهاجرين طليان هاجروا إلى بلدان أخرى خلال عهد الشتات الإيطالي. يوجد في إيطاليا عموما ما يقدر بنحو 100,000 من الآثار من أي نوع (المتاحف والقصور والمباني والتماثيل والكنائس والمعارض الفنية والفيلات والنوافير والمنازل التاريخية والمواقع الأثرية).

### الفنون

#### العمارة
تفتخر إيطاليا بفترة طويلة من الطرز المعمارية المختلفة، من النمط الكلاسيكي الروماني واليونانية والقوطية ونمط عصر النهضة والباروك والكلاسيكي الحديث والفن الحديث والمعاصر. تمتلك الأمة العديد من الآثار المعمارية مثل البانثيون والكولوسيوم وبرج بيزا المائل ومول أنطونيليانا في تورينو وبياتسا دل كامبو وكاتدرائية ميلانو وكاتدرائية فلورنسا والفلل البالادية في فينيتو وكنيسة القديسة مريم العظمى وفيلا أولمو وبرج بيريللي. كما أن إيطاليا موطن العديدين من مشاهير المهندسين المعماريين ومنهم من غير مجرى تاريخ العمارة مثل أندريا بالاديو (الذي أسس البالاديونية) وفيليبو برونليسكي وبرنيني ورينزو بيانو.
كما أثرت العمارة الإيطالية على نطاق واسع في الهندسة المعمارية العالمية. فنرى المعماري البريطاني، إنجو جونس، يستلهم من تصميمات المباني والمدن الإيطالية، وعادت أفكار العمارة في عصر النهضة الإيطالية إلى إنجلترا في القرن 17، لتستوحي من أندريا بالاديو.
المواقع على قائمة اليونسكو للتراث العالمي

#### الفن المرئي

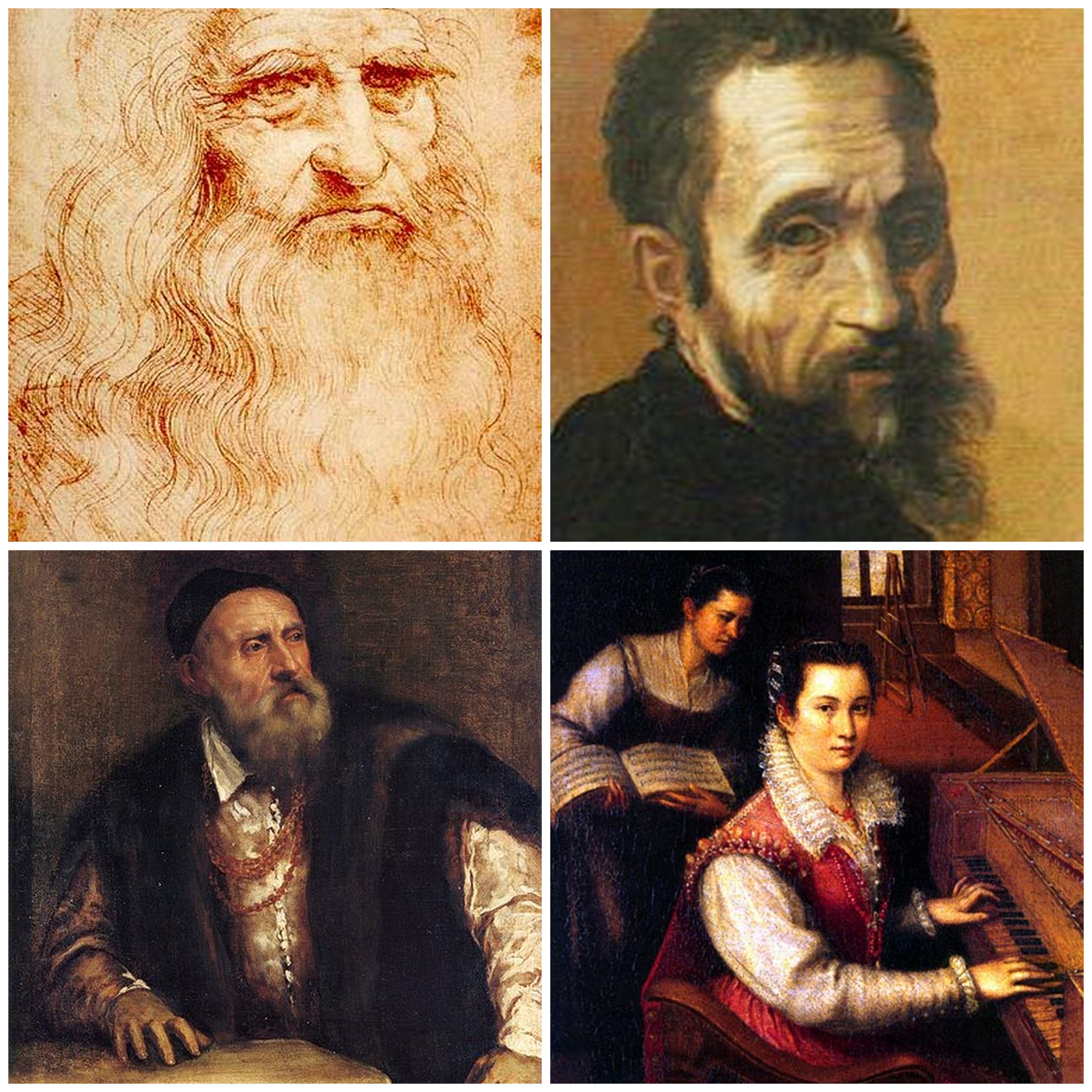
فنانون إيطاليون مشاهير مثل ليوناردو دا فينشي وميكيلانجيلو وتيتيان ولافينيا فونتانا.

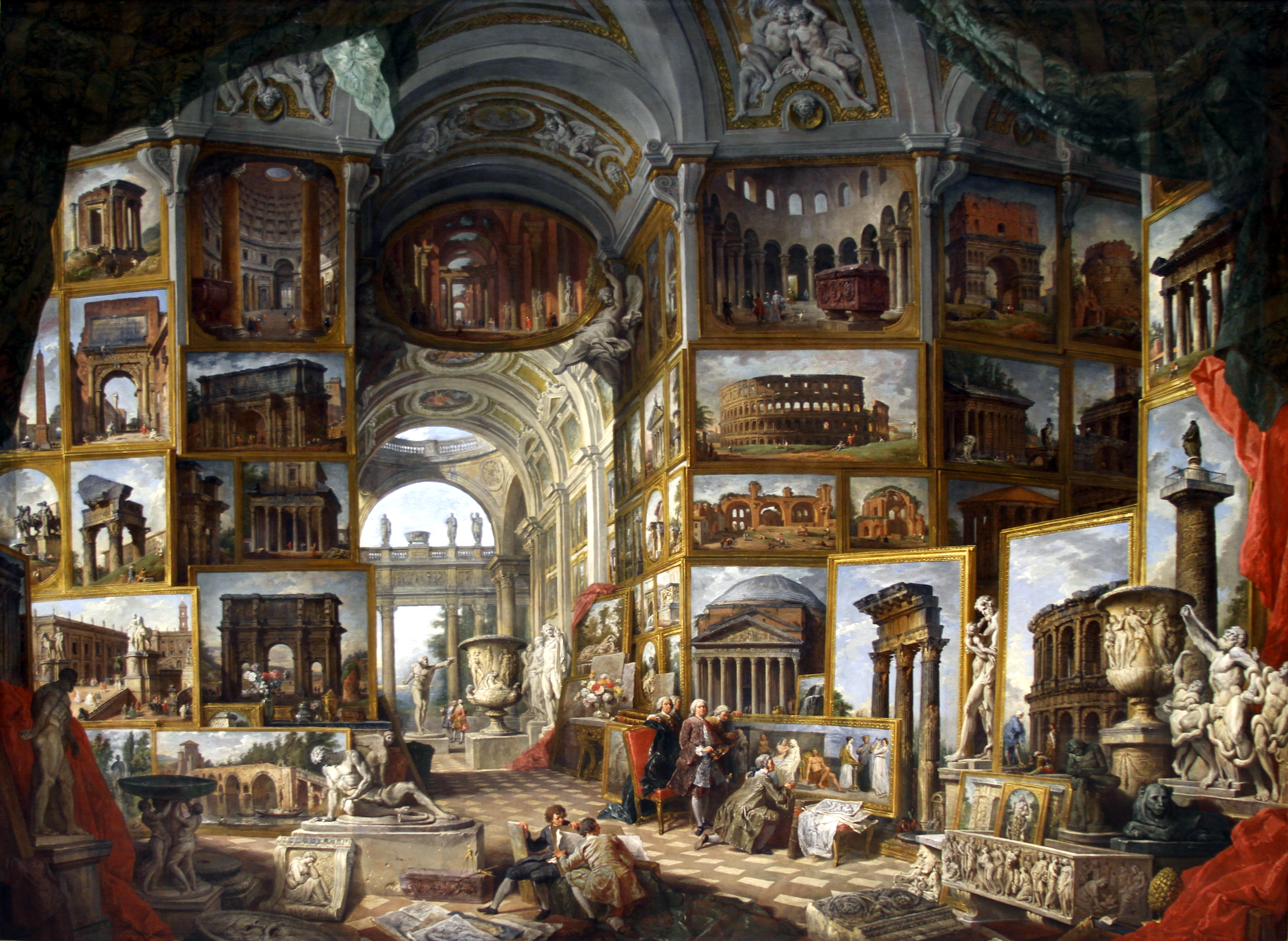
لوحة تعرض مناظر من روما القديمة (1758) بريشة رسام الروكوكو الإيطالي جيوفاني باولو بانيني.

مر الفن الإيطالي عبر القرون بالعديد من التغييرات الأسلوبية. تميزت اللوحات الإيطالية تقليدياً بدفء اللون والضوء كما هو الحال مثلاً في أعمال كارافاجيو وتيتيان، وانشغال في الشخصيات والرموز الدينية. أشرقت اللوحات الإيطالية في أوروبا منذ مئات السنين، من الفترات الرومانية والقوطية وخلال عصري النهضة والباروك اللذان أثمرا في إيطاليا. من بين أشهر الفنانين في هذه الفترة: ميكيلانجيلو وليوناردو دا فنشي ودوناتيلو وساندرو بوتيتشيلي وفرا أنجيليكو وتينتوريتو وكارافاجيو وجان لورينزو برنيني وتيتيان ورفائيل.
بعد ذلك عانت إيطاليا من تجربة الخضوع المستمر للقوى الأجنبية التي تسببت في تحول التركيز إلى المسائل السياسية مما أدى إلى تراجعها كمصدر للسلطة الفنية في أوروبا. لم تستعد إيطاليا أياً من مجدها الفني السابق حتى القرن العشرين عبر أعمال أومبرتو بوكيوني وجياكومو بالا المستقبلية. تبع المرحلة المستقبلية اللوحات الميتافيزيقية لجورجيو دي شيريكو الذي مارس نفوذاً قوياً على السرياليين وأجيال من الفنانين اللاحقين.

#### الأدب

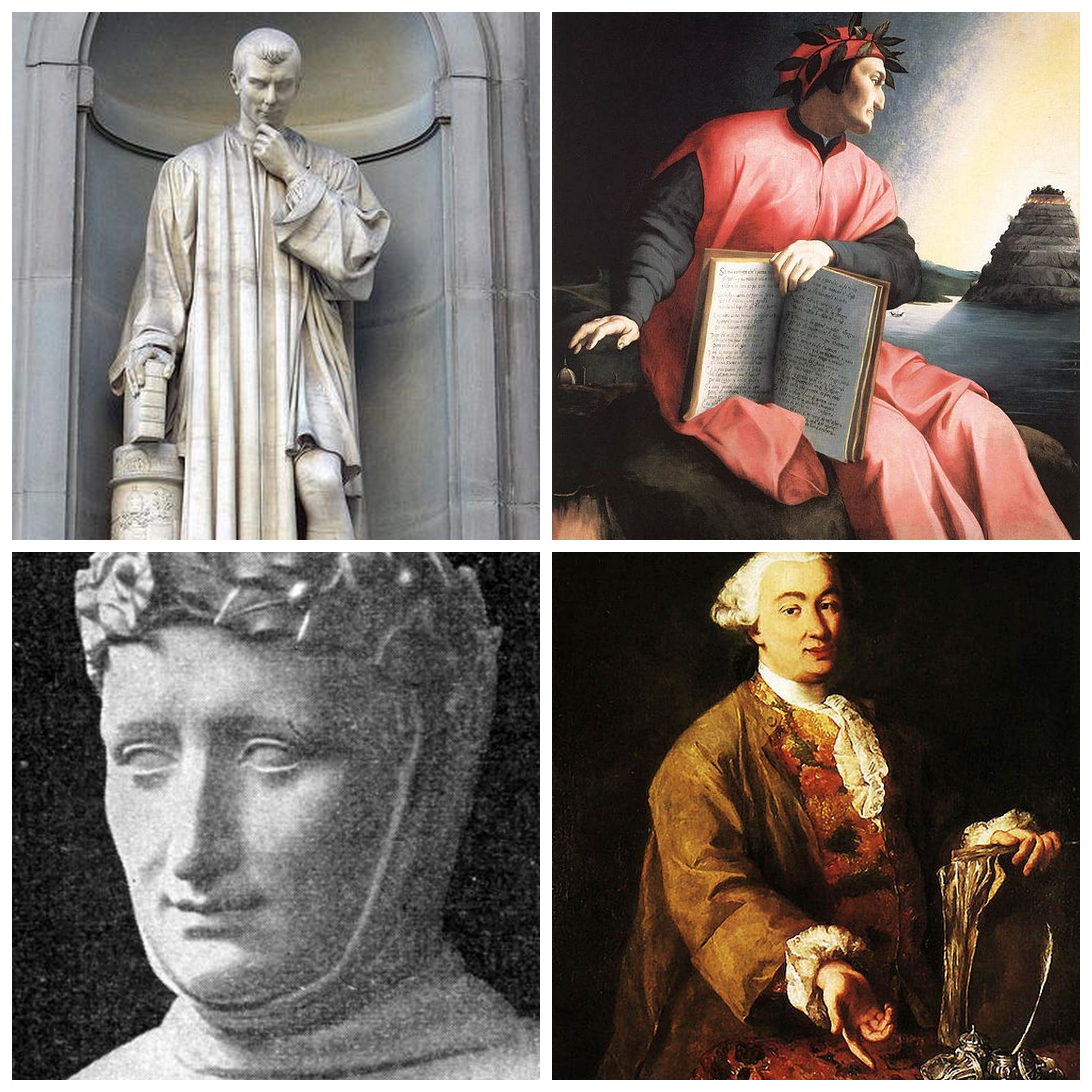
من أعلام الأدب الإيطالي. مع عقارب الساعة من الأعلى واليسار:نيكولو مكيافيلي ودانتي أليغييري وكارلو غولدوني وفرانسيس بترارك.

نشأت قاعدة اللغة الإيطالية الحديثة مع أعمال الشاعر الفلورنسي دانتي أليغييري والذي اشتهر عبر أعمال مثل الكوميديا الإلهية والتي تعدّ أحد أهم الإنتاجات الأدبية في أوروبا خلال العصور الوسطى. تطول قائمة الأدباء الطليان البارزين ولكن منهم: جيوفاني بوكاتشو وجياكومو ليوباردي وألساندرو مانزوني وتوركواتو تاسو ولودوفيكو أريوستو وبترارك الذي اشتهر من خلال السونيت.
تضم قائمة الفلاسفة المشاهير: جوردانو برونو ومارسيليو فيسينو ونيكولو مكيافيلي وجيامباتيستا فيكو. أما أعلام الأدب الحاليون والحائزون على جائزة نوبل فهم: الشاعر القومي جيوسي كاردوتشي في عام 1906 والكاتبة الواقعية غراتسيا ديليدا في عام 1926 والمؤلف المسرحي الحديث لويجي بيرانديلو في عام 1936 والشعراء سالفاتوري كوازيمودو في عام 1959 وأوجينيو مونتالي في عام 1975 ومؤلف المسرح الساخر داريو فو في عام 1997.

#### المسرح

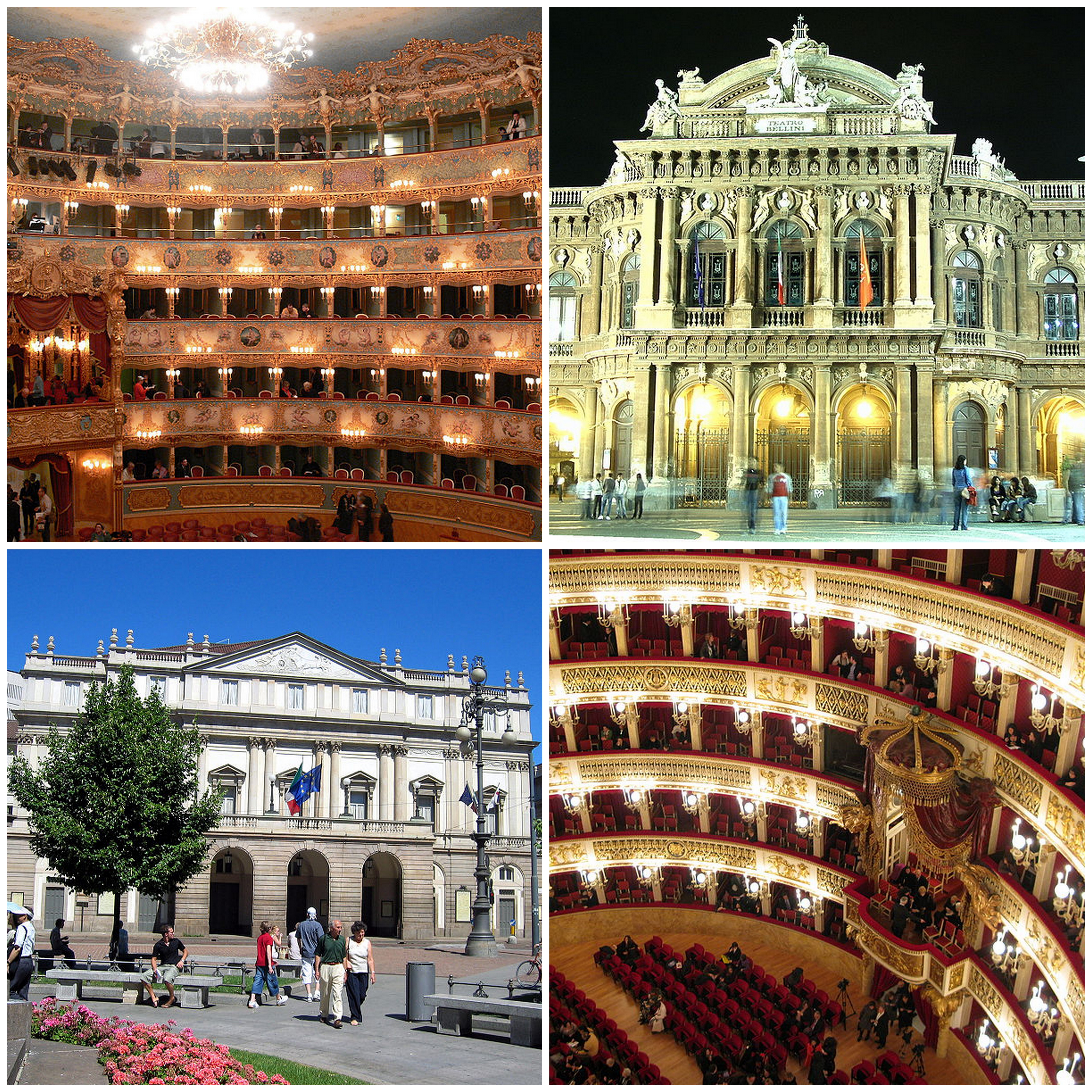
أربع مسارح ودور أوبرا مشهورة من إيطاليا: لا سكالا (ميلان)، مسرح ماسيمو بيلليني (كاتانيا)، لا فينيس (البندقية)، ومسرح سان كارلو (نابولي).

يمكن العودة بأصول المسرح الإيطالي إلى العهد الروماني الذي تأثر بشدة بنظيره اليوناني. كما هو الحال مع الكثير من الأصناف الأدبية الأخرى فإن المسرح الروماني يميل إلى ترجمة وتكييف المسرح اليوناني. على سبيل المثال، استند فيدرا سينيكا على يوربيديس، كما أن العديد من المسرحيات الكوميدية لبلوتوس كانت ترجمة مباشرة لأعمال ميناندير. خلال القرن السادس عشر وحتى القرن الثامن عشر كان المسرح الكوميدي شكلاً من أشكال المسرح الارتجالي والذي لا يزال قائماً إلى يومنا هذا. كانت الفرق المسرحية تجول البلاد وتنصب مسرحها في الهواء الطلق وتوفر التسلية في شكل ألعاب خفة وألعاب بهلوانية ومسرحيات كوميدية مبنية على شخصيات قائمة بنص خام تعرف باسم «كانوفاتشيو».

#### الموسيقى
لعبت الموسيقى أبداً دوراً هاماً في الثقافة الإيطالية سواء كانت موسيقى شعبية أو كلاسيكية. ابتكرت بعض الأدوات المرتبطة بالموسيقى الكلاسيكية بما في ذلك البيانو والكمان في إيطاليا كما يمكن العودة في أصول الأنماط الموسيقية الكلاسيكية السائدة مثل سيمفونية وكونشرتو وسوناتا إلى ابتكارات القرنين السادس عشر والسابع عشر في إيطاليا.

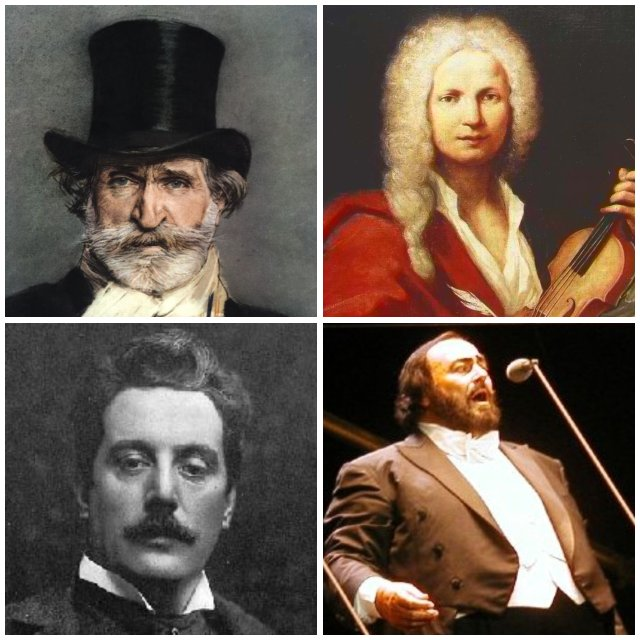
موسيقيون إيطاليون مشاهير، باتجاه عقارب الساعة من الأعلى واليسار:جوزيبي فيردي وأنطونيو فيفالدي ولوتشانو بافاروتي وجاكومو بوتشيني.

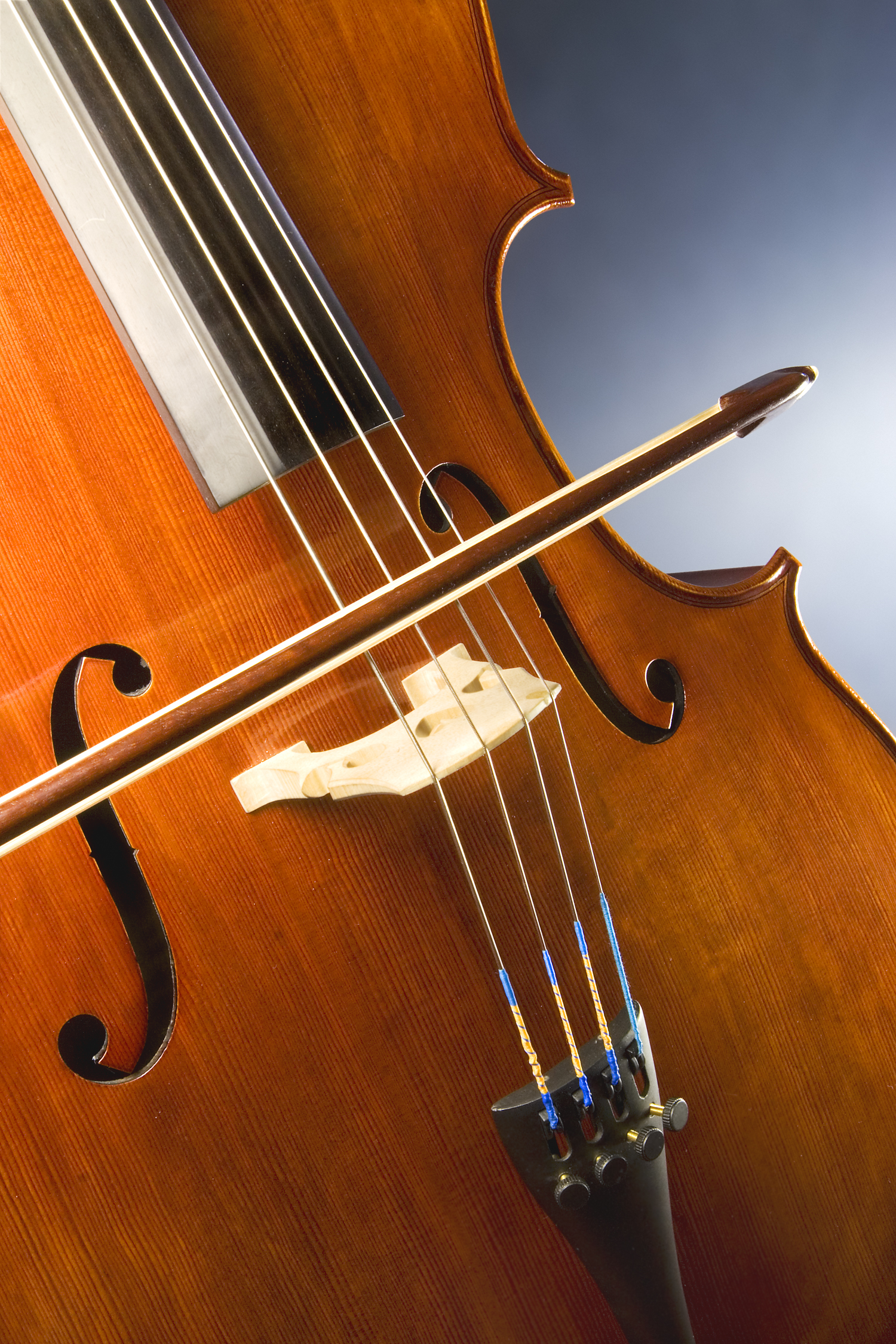
ابتكرت العديد من الآلات الموسيقية في إيطاليا أو نالت شهرتها هناك مثل البيانو والكمان والكمان الجهير (التشيللو).

من أشهر الملحنين الطليان من عصر النهضة: باليسترينا وكلاوديو مونتيفيردي وملحنوا الباروك ألساندرو سكارلاتي وأركانجلو كوريلي وأنطونيو فيفالدي، ومن ملحني الكلاسيكية باغانيني وجواكينو روسيني، ومن ملحني الرومانسية غوزيبي فيردي وجاكومو بوتشيني. برز الملحنون الإيطاليون الحديثون مثل بيريو ولويجي نونو من خلال تطوير الموسيقى التجريبية والإلكترونية. لا تزال الموسيقى الكلاسيكية ذات شعبية كبيرة في إيطاليا تظهر من خلال أعداد دور الأوبرا الكبيرة مثل لا سكالا في ميلانو وسان كارلو في نابولي والعازفين مثل عازف البيانو ماوريتسيو بوليني والتينور الراحل لوتشانو بافاروتي. رغم ذلك فإن الإيطاليين مقبلون بشدة على الساحة الموسيقية المعاصرة.
تشتهر إيطاليا بكونها مهد الأوبرا. يُعتقد أن الأوبرا الإيطالية قد تأسست في أوائل القرن السابع عشر في المدن الإيطالية مثل البندقية ومانتوفا. كما كانت المقطوعات الفنية الأخرى من تلحين الملحنين الطليان في القرن التاسع عشر وأوائل القرن العشرين مثل روسيني وبيليني ودونيزيتي وبوتشيني وفيردي من بين أشهرها من أي وقت مضى وتؤدى اليوم في دور الأوبرا في العالم. تشتهر أيضاً لا سكالا في ميلانو باعتبارها واحدة من أفضل دور الأوبرا في العالم. من أشهر مغني الأوبرا الإيطالية: إنريكو كاروسو وأليساندرو بونتشي والراحل لوتشانو بافاروتي وأندريا بوتشيلي على سبيل المثال لا الحصر.
ظهرت موسيقى الجاز في عشرينات القرن العشرين وحصلت على موطئ قدم قوي في إيطاليا وظلت شعبية على الرغم من السياسات الثقافية المعادية للأجانب من النظام الفاشي. أما اليوم فأبرز مراكز موسيقى الجاز في إيطاليا تشمل ميلان وروما وصقلية. في وقت لاحق كانت إيطاليا في طليعة حركة بروغريسيف روك في السبعينات بوجود فرق مثل بي.إم.إف وغوبلن. أما في الوقت الحالي فإن موسيقى البوب الإيطالية تمثل سنوياً في مهرجان موسيقى سان ريمو والذي كان بمثابة إلهام لمسابقة الأغنية الأوروبية «يوروفيجن» ومهرجان العالمين في سبوليتو. كما حصل المغنون مثل مغنية البوب مينا والعلم في الموسيقى الكلاسيكية الفنان أندريا بوتشيلي والفائزة بجائزة غرامي لاورا باوزيني وإروس رامادزوتي، متصدر الألبومات الأوروبية، على إشادة عالمية.

#### السينما

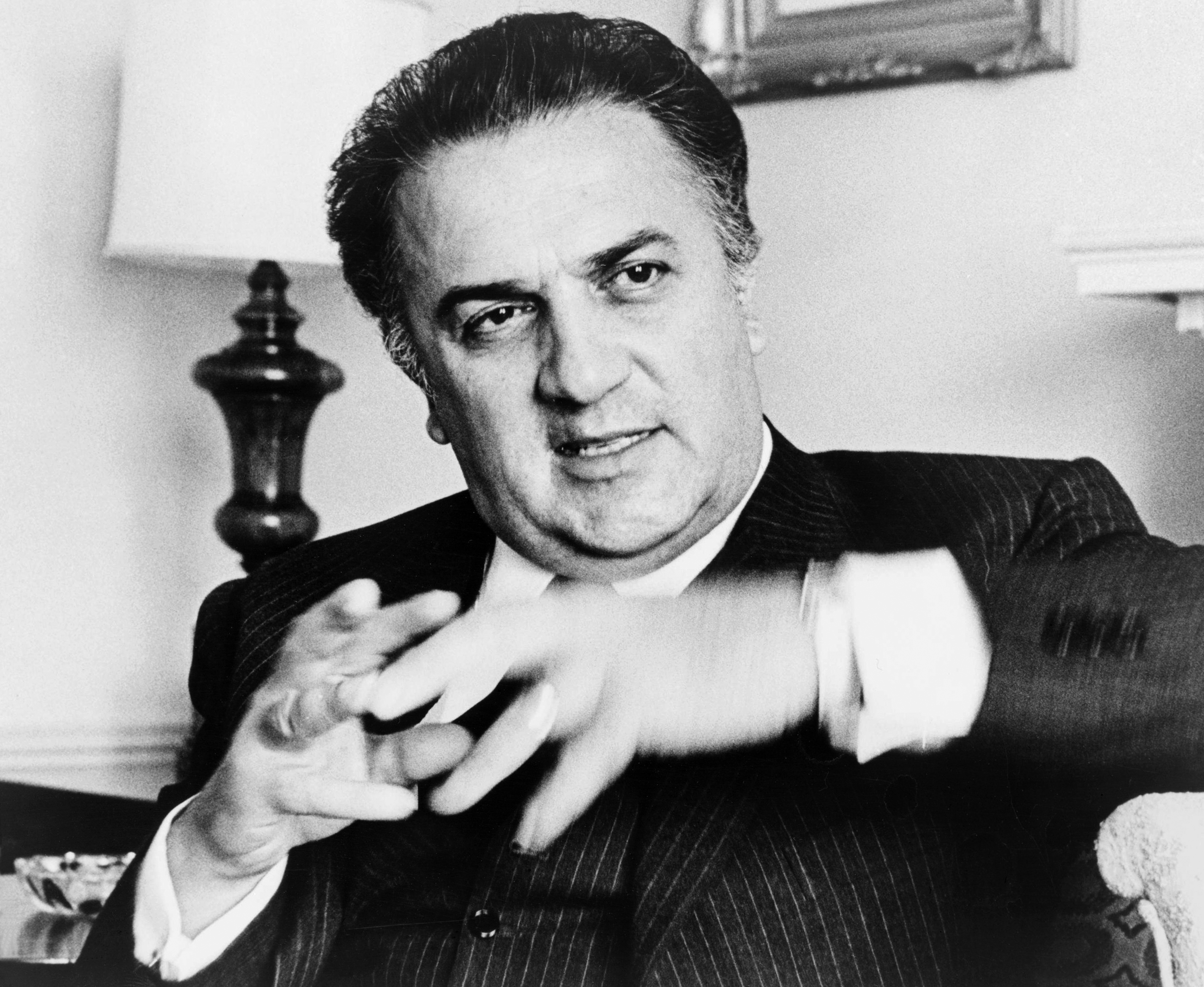
فيديريكو فليني.

بدأ تاريخ السينما الإيطالية بعد بضعة أشهر من مباشرة الإخوان لوميير عرض الصورة المتحركة. كان أول فيلم إيطالي يمتد لبضع ثوان، حيث ظهر البابا ليو الثالث عشر مباركاً للكاميرا. ولدت صناعة السينما الإيطالية بين عاميّ 1903 و1908 مع ثلاث شركات: سوشيتا إيتاليانا سينيس وأمبروزيو فيلم وإيتالا فيلم، وسرعان ما تبعتها شركات أخرى في ميلانو ونابولي. وصلت الشركات الأولى إلى نوعية إنتاج جيدة خلال وقت قصير وبيعت بعدها الأفلام الإيطالية خارج إيطاليا. استخدمت السينما لاحقاً من قبل بينيتو موسوليني الذي أسس استوديو روما شينشيتا الشهير لإنتاج الدعاية الفاشية حتى الحرب العالمية الثانية.
بعد الحرب حصلت السينما الإيطالية على شهرة واسعة وصدرت كثيرًا حتى التراجع الفني في ثمانينات القرن العشرين. من مخرجي الأفلام الطليان المشاهير من تلك الفترة: فيتوريو دي سيكا وفيديريكو فليني وسيرجيو ليون وبيير باولو باسوليني وميكيلانجيلو أنطونيوني وداريو أرجنتو. تشمل الأفلام المقدمة كنوزاً من السينما العالمية مثل لا دولتشي فيتا والطبيب والشرس والقبيح وسارق الدراجة. في السنوات الأخيرة تلقت السينما الإيطالية اهتماماً دولياً ضئيلاً مع أفلام مثل لا فيتا إي بيلا من إخراج روبيرتو بينيني وإل بوستينو مع ماسيمو ترويزي.

### العلوم والتقنية

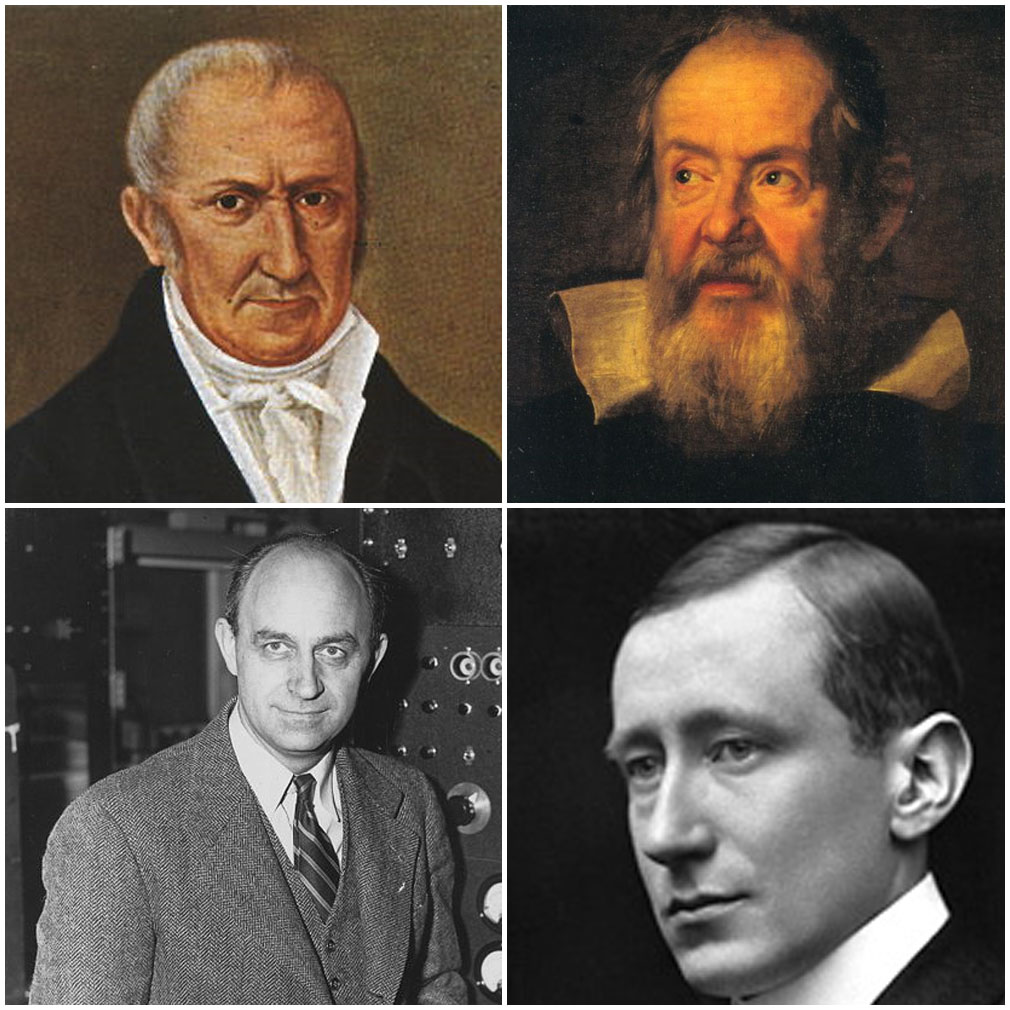
بعض العلماء الإيطاليين المشاهير: ألساندرو فولتا وغاليليو غاليلي وغولييلمو ماركوني وإنريكو فيرمي.

كانت إيطاليا مهد العديد من العقول العلمية البارزة عبر القرون. من بينها وربما الأكثر شهرة في التاريخ، ليوناردو دا فينشي بمساهماته العديدة في مجالات مختلفة بما في ذلك الفن وعلم الأحياء والتكنولوجيا. كما كان غاليليو غاليلي فيزيائياً ورياضياتياً وفلكياً ولعب دوراً رئيسياً في الثورة العلمية. تشمل إنجازاته إدخال تحسينات على التلسكوب وتطوير علم الأرصاد الفلكية تبعاً لذلك وتقديم الدعم للكوبرنيكونية. كان عالم الفيزياء إنريكو فيرمي الحائز على جائزة نوبل قائد الفريق الذي بنى أول مفاعل نووي ويعرف أيضاً بإسهاماته في الأخرى العديدة في الفيزياء بما في ذلك التنمية المشتركة لنظرية الكم.
بلمحة موجزة عن بعض الشخصيات البارزة الأخرى يذكر عالم الفلك جيوفاني دومينيكو كاسيني الذي سجل العديد من الاكتشافات الهامة حول النظام الشمسي، والفيزيائي أليساندرو فولتا مخترع البطارية الكهربائية، والرياضيين لاغرانج وفيبوناتشي وجيرولامو كاردانو الذي يعرف كتابه «آرس ماجنا» أو «الفن الكبير» عموماً كأول معالجة حديثة في الرياضيات وإحراز تقدم أساسي في الميدان؛ أما مارتشيلو مالبيكي فهو طبيب ومؤسس علم التشريح المجهري وعالم الأحياء لادزارو سبالانساني الذي أجرى أبحاثاً هامة في الوظائف البدنية والاستنساخ الحيواني والنظرية الخلوية ويضاف إليهم الطبيب وعالم التشريح المرضي والحائز على جائزة نوبل كاميلو غولجي والذي تشمل إنجازاته العديدة اكتشاف جهاز غولجي ودوره في تمهيد الطريق لقبول مبدأ العصبية، وغولييلمو ماركوني الذي حصل على جائزة نوبل في الفيزياء لاختراعه الراديو.
حلّت إيطاليا في المركز 26 في مؤشر الابتكار العالمي عام 2023، وحافظت على الترتيب نفسه في مؤشر عام 2024.

### الرياضة

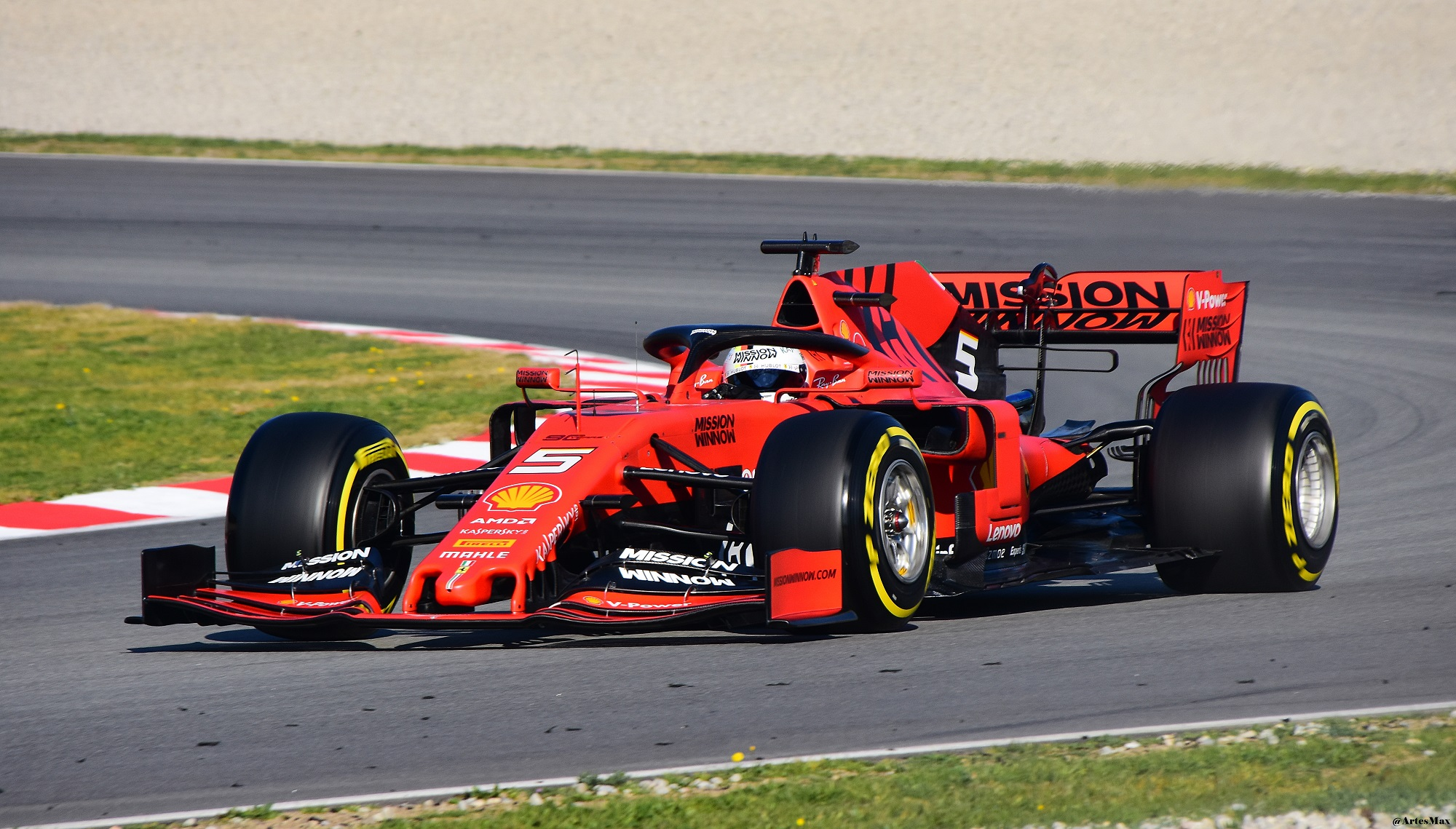
سيارة فيراري فورميولا ون.

أكثر الرياضات شعبية في البلاد هي كرة القدم، حيث يُعتبر الدوري الإيطالي الممتاز أحد أشهر المسابقات الكروية في العالم حالياً. يُعدّ منتخب إيطاليا لكرة القدم ثاني أكثر المنتخبات الوطنية نجاحاً في مسابقة كأس العالم، حيث حقق الكأس الشهيرة في أربع مناسبات افتتحها عام 1934 وكان آخرها عام 2006.
من الرياضات الأخرى ذات الشعبية، كرة السلة والكرة الطائرة وكرة الماء واتحاد الركبي ودوري الركبي وركوب الدراجات والمبارزة وهوكي الجليد (لا سيما في ميلانو وترينتينو ألتو أديجي وفينيتو) وهوكي الحقل وسباقات السيارات والسباحة. الرياضات الشتوية هي الأكثر شعبية في المناطق الشمالية حيث ينافس الإيطاليون في المباريات الدولية والملاعب الأولمبية. استضافت مدينة تورينو عام 2006 دورة الألعاب الأولمبية الشتوية.
تمارس عدة ألعاب شعبية في جميع أنحاء البلاد وفي بعض الأحيان تدمج في الاحتفالات الإيطالية. من الأمثلة على ذلك سباق الخيل «باليو» (يشتهر باسم باليو دي سيينا) وسباقات القوارب التقليدية مثل سباق قوارب الجندول في البندقية وسباق القوارب السنوي للجمهوريات البحرية وإعادة تمثيل الرياضات القديمة مثل كالتشيو فيورنتينو.
من الرياضات الشعبية الأخرى الممارسة بانتظام أو تمتلك دوري خاص بها: التامبوريللو وبوتشي وبوتشيا سو سترادا، وهي لعبة مشابهة لكلوتشيتن.

### الموضة

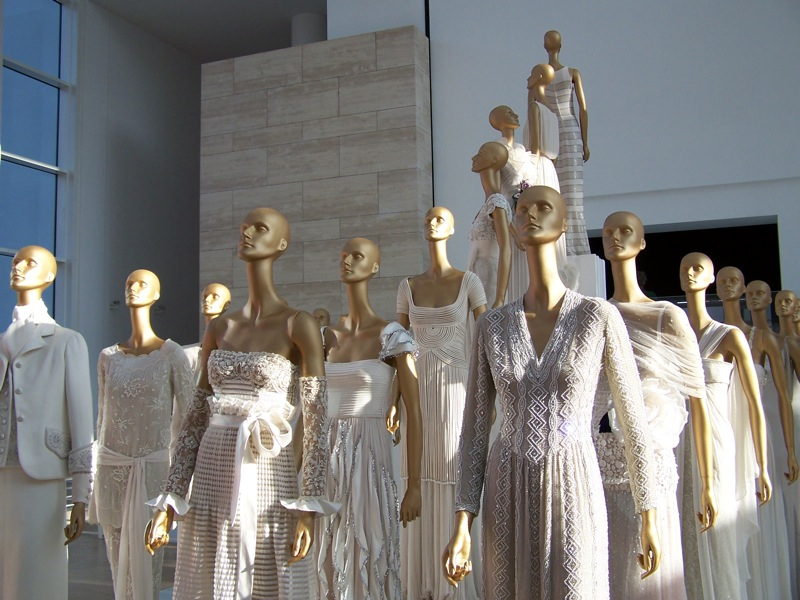
مجموعة أزياء فالنتينو.

يمتلك فن الأزياء الإيطالي تقاليد عريقة، ويعدّ أحد أهمها في العالم إلى جانب الأزياء الفرنسية والأميركية والبريطانية واليابانية. تعدّ كل من ميلانو وفلورنسا وروما عواصم الموضة الرئيسية في إيطاليا، ولكن تبقى نابولي وتورينو والبندقية وبولونيا وجنوة وفيتشنزا مراكز أخرى هامة. وفقاً لغلوبال لانغويج مونيتور 2009، رشحت ميلانو لتكون العاصمة الحقيقية للموضة العالمية متجاوزة حتى المدن العالمية الأخرى مثل نيويورك وباريس ولندن وطوكيو بينما جاءت روما رابعة. من الأسماء الكبرى في الموضة الإيطالية: غوتشي وبرادا وفيرساتشي وفالنتينو وأرماني ودولشي أند غابانا وميسوني وفندي وموسكينو وماكس مارا وفيراغامو على سبيل المثال لا الحصر. أما مجلة فوغ الإيطالية فتعدّ أهم مجلة أزياء مرموقة في العالم.

### التصميم
تبرز إيطاليا في مجال التصميم وخاصة التصميم الداخلي والتصميم المعماري والتصميم الصناعي والتصميم الحضري. عرفت إيطاليا بعض مصممي الأثاث المشهورين مثل جيو بونتي وإيتوري سوتزاس. من الأمثلة على قطع الأثاث الكلاسيكية الإيطالية والسلع البيضاء: غسالات وبرادات زانوسي. أرائك «نيو تون» من أتريوم  وخزائن الكتب من التصميم ما بعد الحديث لإيتوري سوتزاس مستوحاة من أغنية بوب ديلان ممفيس بلوز. تُعدّ ميلانو وتورينو بمثابة قادة الأمة في التصميم المعماري والتصميم الصناعي حالياً. تستضيف مدينة ميلانو فييرا ميلانو، وهي أكبر دار عرض أوروبية، وتستضيف أيضاً مناسبات ذات صلة بالهندسة المعمارية مثل «فوري سالوني» و«سالوني ديل موبيلي» وكانت موطناً لمصممين من أمثال برونو موناري ولوسيو فونتانا وانريكو كاستيلاني وبييرو مانزوني.

### المطبخ

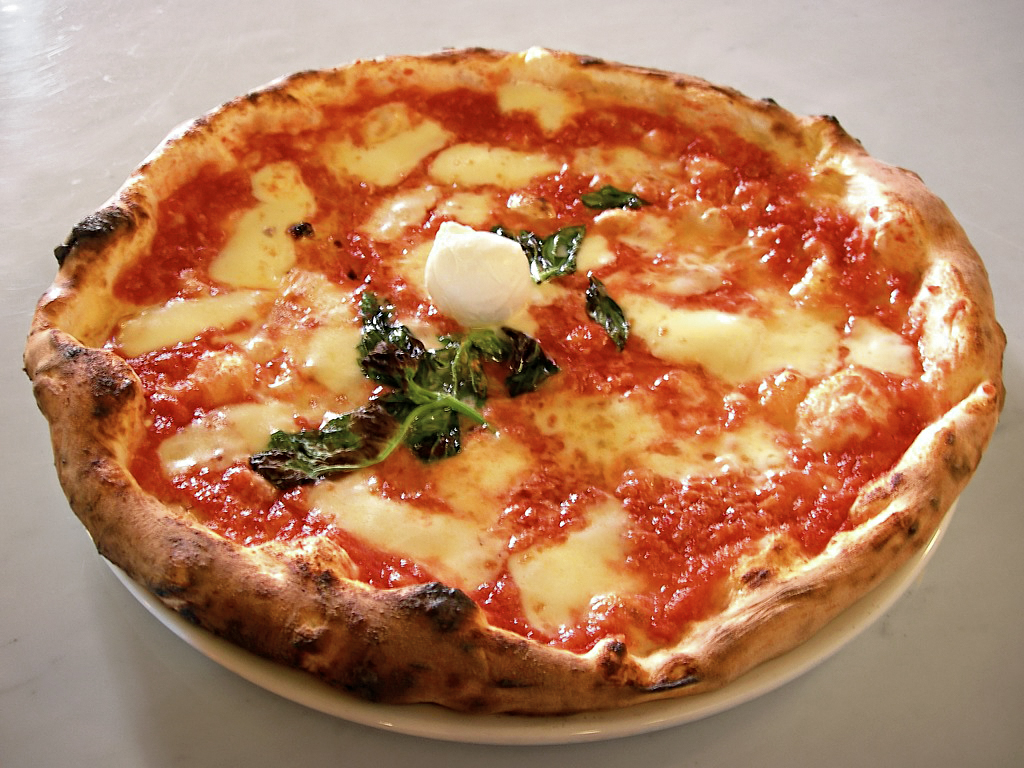
بيتزا نابولية أصلية.

تطور المطبخ الإيطالي الحديث عبر قرون من التغيرات الاجتماعية والسياسية، حيث تعود جذوره إلى القرن الرابع قبل الميلاد.
حدثت تغيرات كبيرة مع اكتشاف العالم الجديد عندما جلبت خضروات مثل البطاطس والطماطم والفلفل والذرة. مع ذلك لم تدخل هذه العناصر المركزية في المطبخ الإيطالي الحديث حتى القرن الثامن عشر.
تختلف مكونات الأطباق حسب المنطقة. مع ذلك فقد انتشرت العديد من الأطباق الأقليمية في جميع أنحاء البلاد. الجبن والنبيذ هي المكونات الرئيسية للمطبخ وتلعب أدوارًا مختلفة على الصعيدين الإقليمي والوطني من حيث التنوع. تعدّ القهوة وبشكل أكثر تحديدًا الإسبرسو من أبرز سمات المطبخ الثقافي لإيطاليا. بعض الأطباق الشهيرة تشمل الباستا والبيتزا واللازانيا والفوكاتشيا والجيلاتي.

## التصنيفات الدولية
| المنظمة                                             | الإحصائية                                            | الترتيب                                     |
| --------------------------------------------------- | ---------------------------------------------------- | ------------------------------------------- |
| منظمة الأمم المتحدة للتربية والعلم والثقافة         | عدد مواقع التراث العالمي على قائمة اليونسكو          | 1 من 148                                    |
| منظمة الصحة العالمية                                | ترتيب نظام الرعاية الصحية                            | 2 من 180                                    |
| منظمة السياحة العالمية                              | ترتيب الدخل من السياحة وعدد السياح في العام الواحد   | بالترتيب 4 و5 من 58                         |
| البنك الدولي، كتاب حقائق العالم، صندوق النقد الدولي | ترتيب الدول حسب الناتج المحلي الإجمالي               | 7 من 179 و182 و190                          |
| ذا إيكونومست، الحياة الدولية                        | مشعر جودة الحياة                                     | 8 من 111 حسب الأولى و10 من 194 وفقًا للثانية |
| معهد الاقتصاد والسلام                               | مؤشر السلام العالمي                                  | 36 من 144                                   |
| برنامج الأمم المتحدة الإنمائي                       | مؤشر التنمية البشرية                                 | 18 من 182                                   |
| صندوق النقد الدولي                                  | الناتج المحلي الإجمالي للفرد (تعادل القدرة الشرائية) | 27 من 180                                   |
| الشفافية الدولية                                    | مؤشر الفساد                                          | 63 من 180                                   |
| مؤسسة التراث/وال ستريت جورنال                       | مؤشر الحرية الاقتصادية                               | 74 من 183                                   |
| مراسلون بلا حدود                                    | مؤشر حرية الصحافة العالمي                            | 72 من 196                                   |
| المنتدى الاقتصادي العالمي                           | تقرير التنافسية العالمي                              | 48 من 133                                   |
| مشعر الدول الأوروبية حسب حرية الصحافة               | قائمة دول الاتحاد الأوروبي حسب حرية الصحافة          | 25 من 27                                    |
| التنمية البشرية                                     | مشعر التعليم                                         | 22 من 176                                   |
| مشعر الأداء البيئي                                  |                                                      | 18 من 30                                    |
| نيشن ماستر                                          | الإضرابات العمالية                                   | 10 من 27                                    |

## وصلات خارجية
معلومات عامة
- مدونة إيطاليا في كتاب حقائق العالم
- (بالعربية) إيطاليا على الموسوعة المعرفية الشاملة
- موقع السياحة الإيطالي الرسمي
- إيطاليا على مشروع الدليل المفتوح

مواقع حكومية
- البرلمان (بالإيطالية)
- مجلس الشيوخ (بالإيطالية)
- الموقع الرسمي للحكومة (بالإيطالية)
- بوابة إلى المؤسسات الرئيسية (بالإيطالية)
- مجلس الوزراء (بالإيطالية)
- المحكمة العليا (بالإيطالية)